# Grey’s Anatomy
Grey’s Anatomy ist eine US-amerikanische Fernsehserie, die am 27. März 2005 erstmals von ABC ausgestrahlt wurde. Die Handlung spielt am fiktiven Seattle Grace Hospital (später: Seattle Grace Mercy West Hospital, dann Grey Sloan Memorial Hospital) in Seattle und schildert das Leben von fünf Assistenzärzten um die Hauptfigur Meredith Grey. Der Titel der Serie ist eine Allusion, da er sich auf den Nachnamen der ehemaligen Hauptfigur bezieht, jedoch in der Aussprache mit der des medizinischen Standardwerkes Gray’s Anatomy von Henry Gray identisch ist. Die Serie wurde mit mehreren Preisen – darunter Emmys und Golden Globes – ausgezeichnet.
Die Serie hat mit Private Practice (2007–2013) und Station 19 (auf ProSieben Seattle Firefighters – Die jungen Helden, 2018–2024) zwei Spin-Offs.
Vom 26. September 2024 bis zum 15. Mai 2025 wurde in den USA die 21. Staffel ausgestrahlt. Im April 2025 wurde die Serie um eine 22. Staffel verlängert.

## Handlung
Die Serie erzählt die Geschichte von fünf jungen Assistenzärzten und des fiktiven Krankenhauses Seattle Grace Hospital (später: Seattle Grace Mercy West Hospital, dann Grey Sloan Memorial Hospital) in Seattle. Im Mittelpunkt steht die junge Ärztin Meredith Grey, die zu Anfang zusammen mit ihren Kollegen Cristina Yang, Isobel „Izzie“ Stevens, George O’Malley und Alex Karev ihre Ausbildung in der Chirurgie absolviert. Im Kern der Handlung stehen die verschiedenen Beziehungen der Assistenzärzte untereinander und mit ihren Oberärzten.

### Staffel 1
Meredith Grey absolvierte ihr Medizinstudium in Boston und ist von dort nach Seattle gezogen, um ihre erste Stelle als Assistenzärztin am Seattle Grace Hospital anzutreten und auch um ihrer an Alzheimer erkrankten Mutter, einer berühmten Chirurgin, näher zu sein. Am Morgen ihres Dienstantritts wacht sie neben einem Mann auf, den sie nur als Derek kennt und den sie am Abend zuvor in der Bar gegenüber dem Krankenhaus kennengelernt hatte. Als sie ihn später im Krankenhaus wieder trifft, stellt sich heraus, dass Derek der Chef der Neurochirurgie ist, der ebenfalls gerade nach Seattle gezogen ist. Meredith wird zusammen mit Cristina Yang, Izzie Stevens, George O’Malley und Alex Karev der Abteilungsärztin Dr. Miranda Bailey zur Ausbildung zugeteilt. Derek Shepherd bemüht sich darum, die Beziehung zu Meredith dauerhafter zu gestalten. Diese wehrt seine Versuche jedoch zunächst ab, da Shepherd auch ihr Vorgesetzter ist und sie eigentlich Privates und Dienstliches getrennt halten will. Sie gibt ihren Widerstand jedoch nach und nach auf und verliebt sich in den attraktiven Neurochirurgen.
In der ersten Folge wird George von dem Herzchirurgen Dr. Preston Burke ausgewählt, als erster der neuen Assistenzärzte bei einer Operation, einer Appendektomie zu assistieren. Dabei verursacht er jedoch beinahe den Tod der Patientin, sodass Burke eingreifen muss, um das Leben der Patientin zu retten. Nun wird er „007-Lizenz zum Töten“ genannt. In einer späteren Folge findet in Greys Haus eine Party statt, nach der Meredith und Derek von Miranda beim Sex im Auto erwischt werden. Diese missbilligt die Affäre eines Oberarztes mit einer Assistenzärztin. Auch Cristina, die sehr ehrgeizig und sehr begabt, aber etwas unterkühlt ist, beginnt eine Beziehung mit dem Oberarzt Preston. Bald ist sie von Preston schwanger, möchte das Kind jedoch nicht austragen und bereitet sich deshalb auf eine Abtreibung vor. Da Cristina das Verhältnis zwischen ihr und Preston weiterhin auf kleiner Flamme halten will, trennt dieser sich von ihr. Infolge dieser Trennung verschweigt sie ihm die Schwangerschaft.
Nach und nach entwickelt sich zwischen Cristina und Meredith eine enge Freundschaft, da beide Frauen sich darin ähneln, wenig Nähe zuzulassen. Untereinander können sie jedoch offen und vertraut miteinander sprechen.
Außerdem wird Merediths Mutter, Ellis Grey, eingeliefert, so dass jeder im Krankenhaus von ihrer Krankheit erfährt. Sie durchlebt wieder ihre Zeit als bekannte Chirurgin, wo sie eine Affäre mit dem jetzigen Chefarzt Dr. Richard Webber hatte.
Cristina hält weiter an ihrem Entschluss fest, ihr Kind abzutreiben. Dazu kommt es jedoch nicht, weil sie im OP wegen einer Eileiterschwangerschaft zusammenbricht. In einer Operation kann zwar ihr Leben gerettet werden, jedoch verliert sie einen Eileiter und ihr ungeborenes Kind. Infolgedessen lebt die Beziehung zu Preston wieder auf, welcher auch Richard darüber in Kenntnis setzt. Burke möchte die Beziehung zu Cristina intensivieren.
George war vom Beginn der Ausbildung an in Meredith verliebt. Dieser Umstand bleibt seinen Kollegen mit Ausnahme von Meredith selbst nicht verborgen. Er kann jedoch nicht den Mut aufbringen, ihr seine Liebe zu gestehen, zumal er zwischenzeitlich selber eine kurze Liebschaft mit einer Krankenschwester hatte. Als George an Syphilis erkrankt, kommt ans Licht, dass seine Freundin zuvor eine Beziehung zu Alex hatte, der eine kühle Beziehung zu Patienten und Kollegen pflegt und als arroganter Frauenheld gilt. Er erhält den Spitznamen „Dr. Teufelsbrut“ und wird von George geschlagen, nachdem er erfahren hat, dass dieser für seine Syphilis-Infektion verantwortlich ist. Nach und nach entwickelt Alex eine nicht immer einfache Beziehung zu Izzie, die sich ihr Studium als Model für Dessous-Werbung finanzierte. Izzie neigt dazu, viele Dinge persönlich zu nehmen und zu starke emotionale Bindungen zu ihren Patienten aufzubauen, weshalb sie einige Male in Konflikte mit ihrer Ausbilderin und den Oberärzten gerät.
Am Ende der ersten Staffel erscheint Dr. Addison Montgomery-Shepherd im Seattle Grace Hospital. Sie ist die Ehefrau von Derek und aus beruflichen Gründen von New York angereist. Derek hatte sie in New York zurückgelassen, nachdem er sie mit seinem besten Freund im Bett erwischt hatte. Da er Meredith die Ehe verschwiegen hatte, trennt sie sich von ihm.

### Staffel 2
Die zweite Staffel beginnt genau da, wo die erste endete. Derek muss sich zunächst vor Meredith dafür rechtfertigen, dass er ihr bislang nichts von seiner Ehe mit Addison erzählt hatte. Nach einer Weile entscheidet Meredith sich schließlich doch für Derek, der nun zwischen seiner Ehefrau und Meredith wählen muss, was ihm über längere Zeit hinweg erkennbar schwerfällt. Nachdem ihm seine Frau die Entscheidung über eine Scheidung freigestellt hat, will er seiner Ehe noch einmal eine Chance geben. Als die Trennung von Derek endgültig erscheint, stürzt sich Meredith in einige One-Night-Stands, bis ihr George, von Izzie ermutigt, seine Liebe gesteht. Meredith ist von ihren vergangenen Erfahrungen frustriert und glaubt für einen Moment lang, in George den Richtigen gefunden zu haben. Die beiden haben Sex miteinander, was jedoch für beide enttäuschend endet. George verlässt Merediths Haus und zieht zunächst zu Preston, mit dem er sich zu Cristinas Entsetzen hervorragend versteht. Währenddessen erscheint der Plastische Chirurg Dr. Mark Sloan in Seattle, der für den Ehekonflikt der Shepherds mitverantwortlich ist, und es kommt zu einem Schlagabtausch zwischen ihm und Derek.
Nachdem George bei Burke eingezogen ist und beide ihre gemeinsamen Interessen teilen, wird Cristina eifersüchtig und möchte, dass er wieder auszieht. Dieser nähert sich währenddessen der Orthopädin Dr. Callie Torres an, die sich in ihn verliebt hat. Beide beginnen eine Beziehung, die wegen der Ablehnung durch seine Freunde und seiner Liebe zu Meredith schwer zu führen ist. Die Beziehung von Preston und Cristina wird durch eine Schussverletzung Burkes weiter erschwert. Die Fähigkeiten seines rechten Armes sind eingeschränkt, so dass seine Karriere auf dem Spiel steht.
Bailey enthüllt, dass sie von ihrem Ehemann Tucker ein Kind erwartet. Sie bekommt ihr Kind während eines Einsatzes des Kampfmittelräumdienstes im Krankenhaus durch die tatkräftige Unterstützung von George. Sie gibt ihrem Baby, George zu Ehren, den Namen William George Bailey, sein Spitzname ist allerdings Tuck, nach seinem Vater.
Meredith lernt den Tierarzt Dr. Finn Dandridge kennen, mit dem sie eine Beziehung eingeht. Nachdem die Versuche zur Rettung seiner Ehe gescheitert sind, muss sich Derek eingestehen, dass er immer noch Meredith liebt. Während eines in das Krankenhaus verlegten Abschlussballs haben die beiden Sex in einem Behandlungszimmer, was nicht geheim bleibt. Am Ende der zweiten Staffel steht Meredith vor der Entscheidung zwischen Derek und Finn. Diese bleibt jedoch offen.
Zu Beginn der zweiten Staffel kommt Izzie Alex trotz der Warnungen ihrer Freunde näher. Izzie ist enttäuscht, weil Alex sie beim ersten Date nicht küsst, trotzdem beginnt sie eine Beziehung mit ihm. Diese endet, nachdem sie ihn mit der Krankenschwester Olivia beim Sex erwischt hat. Da Alex seine praktische Prüfung nicht bestanden hat, lernen die anderen Assistenzärzte mit ihm, was Izzie ihnen übel nimmt. Nachdem der Herzpatient Denny Duquette ins Krankenhaus eingeliefert worden ist, verliebt sich Izzie und flirtet mit ihm. Als er ein Spenderherz erhalten könnte, jedoch ein anderer Patient vor ihm in der Empfängerliste steht, hängt die Frage, ob er das Herz erhält, von seinen Untersuchungswerten ab. Um diese zu manipulieren, schneidet Izzie seine LVAD-Leitung durch, damit Denny in der Empfängerliste an die erste Stelle rutscht. Ihre Freunde wollen sie davon abhalten, unterstützen sie dann jedoch. Denny erhält das Spenderherz und übersteht die Operation gut, nachdem er Izzie einen Heiratsantrag gemacht hat. Er stirbt jedoch an den Folgen eines Schlaganfalls. Izzie, die von ihm 8,7 Millionen Dollar erbt, ist am Boden zerstört. Als Richard die Assistenzärzte wegen des Vorfalls befragt, gesteht sie ihre Handlungen und kündigt.

### Staffel 3
Zu Beginn der dritten Staffel steht Meredith weiterhin vor der Entscheidung, welcher der beiden Männer wohl besser für sie sei. Nachdem Derek ihr seine Liebe gestanden hat, wird ihr immer klarer, dass sie nicht ohne ihn leben kann. Als Meredith wegen einer akuten Blinddarmentzündung operiert werden muss, fällt sie schweren Herzens eine Entscheidung und trennt sich von Finn. Währenddessen trifft Derek unabhängig von Meredith den Entschluss, sich von seiner Frau scheiden zu lassen. Diese leidet unter der Einsamkeit und sucht Trost bei Mark, wobei sie erneut von Derek erwischt wird und somit vorerst auch jegliche Aussicht auf Freundschaft unter den dreien zerstört ist. Mark wird als neuer plastischer Chirurg eingestellt.
Trotz ihres Glücks mit Derek scheint Meredith verändert. Es wirkt, als habe sie ihren Antrieb verloren. Meredith stürzt bei einem Rettungseinsatz wegen eines Fährunglücks ins kalte Wasser und geht nach einigen Versuchen zu schwimmen unter. Derek, der sich mittlerweile auch am Einsatzort befindet, kann sie ausfindig machen und aus dem Wasser bergen. Da die Rettung erst nach einiger Zeit geschieht, ist ihr Zustand äußerst kritisch. Sie macht eine Nahtod-Erfahrung, kann aber gerettet werden, da sie sich in diesem Zustand für das Leben entscheidet. Während der Nahtod-Erfahrung versöhnt sie sich mit ihrer Mutter, die gleichzeitig stirbt.
Nach dem Tod von Ellis Grey kommen sich Meredith und ihr Vater Thatcher, der seine Frau nach ihrer Affäre mit Webber verlassen hat, näher. Nachdem die zweite Frau ihres Vaters jedoch an einer Sepsis gestorben ist, gibt er Meredith die Schuld dafür und bricht den Kontakt ab. Währenddessen verschlechtert sich auch ihre Beziehung zu Derek, der immer stärkere Zweifel an der Beziehung hegt. Diese Krise mündet in ihrer Trennung.
Prestons Hand erholt sich nach der Operation nicht vollständig, so dass Cristina ihn bei seinen Operationen unterstützt, um das Problem zu vertuschen. George wird misstrauisch und stellt die beiden zur Rede, als sein Vater ins Krankenhaus eingeliefert wird und operiert werden muss. Er setzt sich deshalb dafür ein, dass nicht Preston die Operation vornimmt. Als dieser während einer Operation große Probleme mit der Hand hat und die beiden den Patienten fast verlieren, beichtet Cristina Richard das Problem. Daraufhin gehen beide auf Abstand, aber Burke macht ihr einen Heiratsantrag. George verlobt sich mit Callie, die beiden heiraten wenig später in Las Vegas. Jedoch kommt George zum Ende der Staffel Izzie immer näher, so dass sie auch Sex haben. Im Staffelfinale gesteht Izzie ihm ihre Liebe. Die Hochzeit von Cristina und Preston ist bereits vorbereitet, als dieser sich kurz vor der Zeremonie von ihr trennt. Die Hochzeit wird abgesagt und er verlässt die Stadt.
Izzie hat nach dem Verlust von Denny ihre Stelle gekündigt. Sie kommt nicht darüber hinweg und löst deshalb den Scheck über ihr Erbe lange Zeit nicht ein. Als sie von Bailey überredet wird, wieder zu arbeiten, steht sie vor dem Krankenhaus und kann sich nicht überwinden es zu betreten. Erst nach einiger Zeit kann sie sich wieder dazu durchringen und bekommt ihre Stelle als Assistenzärztin zurück. Sie darf aber zunächst keine Operationen vornehmen, sondern ist auf Bewährung und muss beobachten. Während des Fährunglückes nimmt sie am Unfallort eine Notoperation vor und ist danach wieder rehabilitiert.
Miranda möchte eine Wohlfahrtstation für bedürftige Menschen eröffnen. Sie hat auch das Einverständnis aller Oberärzte, doch sie braucht viel Geld um die Klinik zu errichten. Izzie spendet deswegen ihr Erbe für die Wohlfahrtstation, diese wird in acht Tagen errichtet und Denny-Duquette-Memorial-Klinik genannt.
Während des Unglücks rettet Alex eine schwangere Frau. Nachdem die Schwangere erkannt hat, dass sie an Amnesie leidet, beruhigt er sie. Alex unterstützt sie bei der Auswahl eines neuen Gesichts für die Gesichtsrekonstruktion und ihres neuen Namens Ava. Dabei empfindet er immer mehr für sie. Ava erinnert sich eines Tages wieder an frühere Ereignisse und ihr Leben als Rebecca Pope. Ihr Ehemann tritt in Erscheinung und Alex bestärkt Ava darin, zu ihrem Ehemann zurückzukehren. Danach erscheint Alex auf Cristinas Hochzeit, wo ihm Addison, mit der er eine Affäre hatte, deren weitergehenden Avancen er jedoch abgeblockt hat, erklärt, dass er Rebecca liebe und sie suchen sollte. Als er das Krankenhaus erreicht, hat sie es aber schon verlassen. Währenddessen müssen die Assistenzärzte die Prüfung nach dem ersten Ausbildungsjahr ablegen, wobei George durchfällt.

### Staffel 4
Nachdem Meredith, Cristina, Izzie und Alex ihre Assistenzarzt-Prüfungen nach dem ersten Ausbildungsjahr bestanden haben, betreuen sie nun selber Assistenzärzte im ersten Jahr. George hat die Prüfung nicht bestanden und muss somit sein erstes Jahr unter Meredith wiederholen. Als Richard erkennt, dass er mit Callie als Stationsärztin eine falsche Wahl getroffen hat, besetzt er den Posten mit Miranda. Nachdem Preston und Addison das Krankenhaus verlassen haben, bemüht sich Derek um neue Freunde. Er kann die Freundschaft zu Mark wiederherstellen. Unter den Assistenzärzten im ersten Jahr befindet sich auch Merediths Halbschwester Lexie Grey, die Cristinas Team zugeteilt ist und sich um eine gute Beziehung zu Meredith bemüht, was diese zunächst abblockt.
Währenddessen gewinnt Dr. Webber die Kardiologin Dr. Erica Hahn als neue Oberärztin. Sie versteht sich blendend mit Callie und die beiden werden gute Freundinnen. Als Addison aus beruflichen Gründen kurzzeitig zurückkehrt, bringt sie Callie zum Grübeln, als diese bemerkt, dass Callie und Erica wie ein Liebespaar aussehen würden. Von Mark angetrieben, küsst sie Erica schließlich. Izzie und George bemühen sich um eine Beziehung, nachdem George Callie gestanden hat, dass er mit Izzie geschlafen hat. Später erkennen sie aber, dass sie den anderen als besten Freund brauchen und nicht als Partner.
Meredith distanziert sich umso mehr von Derek, je mehr dieser versucht ihr näherzukommen. Zuletzt bekommt Dr. Bailey zunehmend Schwierigkeiten damit, Karriere und Privatleben zeitlich zu vereinbaren, was zu Eheproblemen führt und in ein Ultimatum durch ihren Ehemann Tucker gipfelt. Währenddessen trennen sich Meredith und Derek, da diese zufällig von Dereks Kuss mit der Krankenschwester Rose erfahren hat. Derek kommt mit Rose zusammen, während Meredith ihre angeordnete Therapie bei einer Psychologin fortsetzt. Sie erzählt ihr schließlich, dass ihr leichtsinniger Umgang mit ihrem Leben daher komme, dass ihre Mutter sich vor ihren Augen die Pulsadern aufgeschnitten habe. Durch diese wird ihr klar, dass sie Derek Shepherd zurückerobern sollte, was ihr schließlich auch gelingt.
Rebecca kommt zu Alex zurück und erleidet wenig später eine Scheinschwangerschaft, da sie nach ihrem Unfall und der Gesichtsrekonstruktion eine psychische Störung hat. Alex will dies nicht wahrhaben, bis sie einen Selbstmordversuch unternimmt und daraufhin in eine psychiatrische Klinik eingewiesen wird.

### Staffel 5
Nachdem sich Meredith klar geworden ist, dass sie um Derek kämpfen will, und er seine kurze Beziehung zu Rose beendet hat, sind die beiden glücklich zusammen. Um sich ihrer Angst vor einer festen Bindung zu stellen, fragt Meredith Derek, ob er bei ihr einziehen wolle, bis die beiden ihr Traumhaus gebaut haben. Daraufhin zieht Derek zu Meredith und deren Mitbewohnern, Izzie und Alex, die währenddessen versuchen, ebenfalls eine feste Beziehung zu führen, was nur dadurch gestört wird, dass Izzie plötzlich anfängt, Halluzinationen von ihrem verstorbenen Verlobten Denny zu haben. Zuerst glaubt sie, diese Halluzinationen seien nur ein Anzeichen dafür, dass sie das Ganze noch nicht verarbeitet hat. Bald stellt sich jedoch heraus, dass Izzie an Hautkrebs erkrankt ist, und sich bereits Metastasen, unter anderem im Gehirn, gebildet haben.
Cristina verliebt sich währenddessen in den neuen Arzt des Seattle Grace Hospital: den Unfallchirurgen Dr. Owen Hunt, Leiter der Notaufnahme, und geht eine Beziehung mit ihm ein. Da Owen, der zuletzt als Arzt im Irak stationiert war, diese Erlebnisse noch nicht verarbeitet hat, hat er Albträume. Als er bei Cristina übernachtet, beginnt er plötzlich, sie zu würgen. Die geschockte Cristina gibt zwar vor, damit klarzukommen, scheitert aber daran und beendet schließlich die Beziehung. Da Owen durch seine Sitzungen bei Dr. Katherine Wyatt immer mehr seine Gefühle zulässt, kommen er und Cristina letzten Endes aber wieder zusammen.
Währenddessen besteht George seinen wiederholten Assistenzarzt-Test und bekommt eigene Assistenzärzte zugeordnet. Da er Lexie, mit der er sehr gut befreundet ist, dafür nicht einmal in Erwägung gezogen hat, bietet diese ihm die Stirn und beschimpft ihn. Von da an haben die beiden eher weniger miteinander zu tun, woran auch Lexies wachsendes Interesse für Mark schuld ist. Die beiden beginnen, eine Beziehung zu führen, ganz zum Missfallen Dereks, der von Mark verlangt hatte, sich von Lexie fernzuhalten. Derek und Mark prügeln sich daraufhin und gehen sich einige Zeit aus dem Weg, bis Meredith und Lexie die beiden versöhnen.
Nach ihrem Kuss versuchen Callie und Erica eine Beziehung aufzubauen, jedoch ist sich Callie ihrer Homosexualität nicht sicher. Zur gleichen Zeit erfährt Erica, dass Izzie vor nicht allzu langer Zeit ein Herz, welches damals eigentlich einem ihrer Patienten zugesichert war, für ihren Patienten Denny erschlichen hat. Da Erica dies nicht auf sich beruhen lassen will, sie aber weder bei Callie noch bei Richard Unterstützung findet, das ganze Verfahren wieder aufzurollen, verlässt sie das Krankenhaus und beendet somit die Beziehung zu Callie, die danach eine Beziehung mit der neuen Kinderärztin, Dr. Arizona Robbins, beginnt.
Durch ihre viele Arbeit mit Kindern beschließt Dr. Bailey, die Kinderchirurgie als neues Fachgebiet zu wählen. Doch da sie für dieses Fachgebiet weitere zwei Jahre Neues erlernen und so mehr Zeit im Krankenhaus verbringen müsste, stellt ihr Ehemann ihr letzten Endes ein Ultimatum: Ein neues Fachgebiet oder ihre Ehe. Sie beendet ihre Ehe, bleibt aber dennoch Allgemeinchirurgin, da sie jetzt alleinerziehende Mutter ist.
Izzie lässt sich als Patientin einweisen. Vor der Krebsbehandlung lässt sie von Alex befruchtete Eizellen einfrieren.
Da Meredith Derek durch eine Tiefphase geholfen hat, macht er ihr einen Heiratsantrag, den sie annimmt. Die beiden sind nun offiziell verlobt, und um Izzie abzulenken, erlaubt Meredith ihr, die Hochzeit zu planen, woraufhin sich Izzie sofort in die Vorbereitungen stürzt. Bald muss sie jedoch schmerzhaft erkennen, dass sie ihre Energie noch brauchen wird. Am Tag der groß angekündigten Hochzeit von Meredith und Derek beginnt Izzie erneut, Denny zu sehen, und ist sich sicher, wieder einen Gehirntumor zu haben. Wie sich herausstellt, ist der Tumor inoperabel. Meredith und Derek entscheiden sich, ihre Hochzeit an Izzie und Alex weiterzugeben, die beiden heiraten. Bald darauf findet Derek doch einen Weg, den Gehirntumor zu entfernen, der aber einen Gedächtnisverlust nach sich ziehen könnte.
Nach langem Hin und Her entschließt sich Izzie, den Tumor entfernen zu lassen, doch sie unterschreibt eine Patientenverfügung, dass sie keinerlei Wiederbelebungsmaßnahmen will. Die Operation verläuft gut und der Gehirntumor wird vollständig entfernt. Izzies Kurzzeitgedächtnis ist aber, als Folge der OP, zunächst nicht intakt. Unterdessen beschließt George, der US Army beizutreten. Die anderen wollen ihn am Ende des Tages abpassen und es ihm ausreden, als ein Unbekannter in die Notaufnahme gebracht wird, der vor einen Bus gesprungen ist, um eine junge Frau zu retten. Sein Gesicht ist so entstellt, dass man ihn nicht identifizieren kann.
Meredith und Derek wollen ihre Hochzeit nachholen, finden aber keinen Zeitpunkt. Durch die Fälle von Izzie und dem Unbekannten erkennt Meredith, dass sie keinen weiteren Tag warten will, ohne Derek geheiratet zu haben, weshalb sie beschließen, ihre Eheversprechen auf einen Klebezettel zu schreiben und somit zu „heiraten“.
Als Izzie sich endlich wieder an kurz vorher Geschehenes erinnern kann und Alex sie glücklich umarmt, erleidet sie einen Herzstillstand. Dr. Webber setzt ihre Patientenverfügung außer Kraft und das Team beginnt, Izzie wiederzubeleben. Zur selben Zeit erkennt Meredith, dass es sich bei dem Unbekannten um George handeln muss. Dieser muss aufgrund seiner massiven Verletzungen operiert werden und erleidet ebenfalls einen Herzstillstand. Die Staffel endet damit, dass Izzie in ihrem Ballkleid im Aufzug steht und von dort aus George ansieht, der ihr gegenüber vor dem Aufzug in seiner Army-Uniform steht. Es wird nicht klar, ob einer der beiden überlebt.

### Staffel 6
Die Wiederbelebung der krebskranken Izzie gelingt, George wird hingegen nach seinem schweren Busunfall von Derek für hirntot erklärt. Nachdem seine Organe gespendet wurden, wird er im kleinen Kreise beerdigt.
Derek schenkt Izzie und Alex seinen Wohnwagen, woraufhin die beiden dort einziehen. Owen hat weiterhin Sitzungen bei Dr. Wyatt, um seine traumatischen Kriegserinnerungen verarbeiten zu können. Cristina steht ihm dabei zur Seite. Lexie hat ihre Assistenzarztprüfung bestanden. Sie zieht bei Mark ein, der sich eine Wohnung gegenüber der von Callie gekauft hat. Diese ist nun offiziell mit Arizona zusammen.
Dr. Webber lässt das Seattle Grace Hospital mit dessen größtem Konkurrenten Mercy West fusionieren. Dies führt nicht nur dazu, dass die Assistenzärzte Jackson Avery, April Kepner, Charles Percy und Reed Adamson aus dem Mercy West ins Seattle Grace wechseln, sondern auch zu Entlassungen. Unter anderem erhält Izzie, nachdem sie einen schwerwiegenden Fehler gemacht hat, ihre Kündigung und verlässt die Stadt und ihren Ehemann, der vergeblich versucht, mit ihr in Kontakt zu treten. Nach einiger Zeit taucht Izzie für kurze Zeit in Seattle auf und beschuldigt Alex, an ihrer Kündigung schuld zu sein.
Meredith spendet ihrem ehemals alkoholabhängigen Vater einen Teil ihrer Leber und muss einige Wochen im Bett verbringen. Derek wird ebenfalls entlassen, nachdem er hinter dem Rücken des Chefarztes eine Operation durchgeführt hat. Derek ignoriert jedoch seine Kündigung und arbeitet weiter am Seattle Grace. Meredith bringt Dr. Webber und Derek dazu, sich wieder zu versöhnen. Später erfährt Meredith, dass Dr. Webber einen Rückfall in den Alkoholismus erlitten hat. Meredith erzählt Derek von seinem Alkoholproblem und verpflichtet ihn, es für sich zu behalten. Er stimmt zunächst zu, aber als Dr. Webber gemeinsam mit Meredith eine riskante Operation durchführen will, meldet er den Fall und wird selbst kommissarisch zum Chefarzt befördert. Um das Vertrauen seiner Mitarbeiter zu gewinnen, stellt Derek zwei der zuvor entlassenen Ärztinnen, Dr. Megan Mostow und Dr. April Kepner, wieder ein.
Dr. Teddy Altman wird im Seattle Grace Hospital als neue Oberärztin der Kardiologie eingestellt. Sie war früher gemeinsam mit Owen im Irak stationiert, wo sie sich in ihn verliebte. Sie gesteht ihm ihre Liebe, woraufhin Owen ihr jedoch mitteilt, dass er Cristina liebt. Beide wollen ihre Freundschaft nicht aufgeben. Owens posttraumatisches Stresssyndrom führt zu weiteren Beziehungskonflikten mit Cristina. Owen ist sich zunehmend unklar über seine Gefühle für Teddy, während Cristina weder Owen als Geliebten noch Teddy als Lehrerin in der Kardiologie verlieren will.
Sloan Riley stellt sich Mark als seine Tochter vor, was durch einen Vaterschaftstest belegt wird. Sloan zieht bei Mark und Lexie ein und gesteht Mark, dass sie schwanger ist. Bei einer Ultraschalluntersuchung stellt sich heraus, dass Sloans Baby gefährdet ist und eine Operation benötigt, weshalb Addison nach Seattle kommt und Sloan später in Los Angeles weiter behandelt. Lexie trennt sich aufgrund der zunehmenden Konkurrenzsituation mit Sloan von Mark. Der schläft daraufhin mit Addison, während Lexie mit Alex schläft. Sloan kündigt an, das Kind zur Adoption freigeben zu wollen und verlässt die Stadt. Zur Geburt des Kindes kehrt sie für kurze Zeit zu Mark zurück, gibt das Kind danach zur Adoption frei und geht erneut. Mark beginnt eine kurze Affäre mit Teddy.
Izzie taucht ein weiteres Mal im Seattle Grace auf und teilt Alex mit, dass sie wieder gesund sei, woraufhin Alex ihr sagt, dass er sie liebt, jedoch etwas Besseres verdient hat. Er bittet Izzie zu gehen und nicht mehr wiederzukommen, was sie dann auch tut. Alex will, nachdem er die Scheidungspapiere unterzeichnet hat, mit Lexie zusammen sein. Arizona und Callie trennen sich, da ihre Ansichten, was Kinder betrifft, zu unterschiedlich sind. Das bringt Mark dazu, Lexie seine Liebe zu gestehen und ihr die Option einer Heirat zu geben. Dr. Bailey beginnt eine Beziehung mit dem Anästhesisten Dr. Ben Warren.
Da Owen sich nicht zwischen ihr und Teddy entscheiden kann, beendet Cristina die Beziehung. Meredith erfährt, dass sie schwanger von Derek ist. Bevor sie es ihm jedoch sagen kann, erschießt ein Amokläufer mehrere Krankenhausangestellte, darunter auch Reed. Alex, Derek und Owen werden schwer verwundet. Der Assistenzarzt Charles Percy stirbt in den Armen von Dr. Bailey und der Patientin Mary Portman. Derek wird von Cristina und Jackson operiert und gerettet, Owen wird von Meredith behandelt, die währenddessen eine Fehlgeburt erleidet und Alex wird von Lexie und Mark gerettet, wobei Lexie Alex ihre Liebe gesteht, jedoch sehen muss, dass dieser noch an Izzie hängt. Dr. Webber sucht den Amokläufer im Krankenhaus und bringt ihn dazu, sich selbst zu erschießen. Aufgrund der traumatisierenden Ereignisse entscheidet sich Owen klar für Cristina, was Teddy gut aufnimmt. Callie und Arizona beschließen, irgendwann doch Kinder zu bekommen und setzen ihre Beziehung fort.

### Staffel 7
Alle Beteiligten müssen ihre Traumata mit Hilfe des Psychologen Dr. Andrew Perkins verarbeiten, der eine kurze Affäre mit Teddy hat. Derek gibt den Posten des Chefarztes wieder an Dr. Webber ab und Lexie beendet die Beziehung zu Alex, während Cristina und Owen heiraten und zusammen in ein verlassenes Feuerwehrhaus ziehen.
Cristina leidet am posttraumatischen Belastungssyndrom und ist längere Zeit nicht fähig, einen OP zu betreten. Nach ersten Erfolgen kündigt sie ihre Stelle. Das Verhältnis zwischen ihr und Meredith verschlechtert sich zunehmend, da Cristina nicht versteht, dass es Meredith gut zu gehen scheint, obwohl sie während des Amoklaufs auch mit im OP war. Außerdem gibt sie Meredith die Schuld für ihren Zustand. Dafür verbessert sich ihr Verhältnis zu Derek, der ihr Ratschläge gibt. Schließlich überwindet sie das Trauma und kehrt in den Operationssaal zurück. Sie wird Patin von Callies Baby.
Callie und Arizona nehmen ihre Beziehung wieder auf und ziehen zusammen. Wenig später erhält Arizona die Möglichkeit, nach Malawi zu gehen. Callie beschließt zunächst, sie zu begleiten. Am Flughafen trennt sich Arizona jedoch von Callie, weil sie merkt, dass Callie nicht mitkommen möchte und nur ihretwegen mitgehen würde. Callie zieht nach der Abreise von Arizona mit Mark zusammen. Nach einem One-Night-Stand mit diesem steht plötzlich Arizona vor der Tür und will Callie zurück, wird jedoch zurückgewiesen. Arizona beginnt dennoch wieder im Seattle Grace zu arbeiten und zieht zunächst gegen den Willen von Callie in ihre alte Wohnung, worauf ihr Callie gesteht, dass sie schwanger sei. Callie und Arizona versöhnen sich und wollen das Baby mit Mark großziehen. Callie organisiert nach einigen Konflikten mit Mark für Arizona und sich einen Wochenendausflug. Auf der Hinfahrt bittet Arizona Callie, sie zu heiraten. Arizona achtet deshalb nicht auf die Straße und fährt frontal in einen stehenden Lastwagen. Callie wird schwer verletzt und das Baby, Sofia Robbin Sloan Torres, muss durch einen Notkaiserschnitt entbunden werden, für den Addison eingeflogen wird. Als Callie wieder aufwacht, nimmt sie den Heiratsantrag von Arizona an. Die beiden heiraten schließlich, was jedoch zur Entfremdung von Callie und ihrer Mutter führt, da sie diese Art von Beziehung nicht gutheißt.
Nachdem Meredith Derek von der Fehlgeburt während des Amoklaufs erzählt hat, suchen sie gemeinsam eine Spezialistin auf, die ihnen mitteilt, dass Meredith zwar schwanger werden kann, der Erhalt der Schwangerschaft sich allerdings als weitaus schwieriger erweist. Eine Fruchtbarkeitsbehandlung muss wegen Komplikationen abgebrochen werden.
Nach einem Gespräch mit einer Patientin lässt Meredith sich auf das Alzheimer-Gen testen, holt die Testergebnisse jedoch nicht ab, da für Derek nur zählt, dass sie beide zusammen sind. Trotzdem ist Dereks Angst um Meredith geweckt. Aus diesem Grund versucht er, ein mögliches Heilmittel zu finden, indem er eine klinische Studie entwickelt und diese gemeinsam mit Meredith durchführt.
Bailey beendet ihre Beziehung mit Dr. Ben Warren. Später beginnt sie eine Affäre mit dem Krankenpfleger Eli Lloyd.
April und der neue Oberarzt der Kinderstation, Dr. Robert Stark, kommen sich näher, allerdings beendet April die Beziehung, da sie nur Freundschaft will, Dr. Stark aber mehr.
Mark und Lexie kommen wieder zusammen, bis Lexie von Callies Schwangerschaft erfährt und sie aufgebracht die Wohnung verlässt. Lexie beginnt eine Beziehung mit Jackson Avery, dessen berühmter Großvater Harper Avery Stifter des Harper-Avery-Awards ist, den alle Ärzte bekommen wollen.
Alex entwickelt Interesse für eine Ärztin der Gynäkologie, Dr. Lucy Fields, die aber zunächst nicht mit ihm ausgehen möchte, ihm dann aber doch eine Chance gibt. Die Beziehung scheitert allerdings, weil Lucy Alex einen Job vor der Nase wegschnappt, den er ausgeschlagen hatte, um mit ihr zusammen zu bleiben. Obwohl sich Lucy schließlich dagegen entscheidet, werden die beiden kein Paar mehr.
Teddy heiratet den Patienten Henry Burton, weil er einen Tumor hat und seine Krankenversicherung wegen seiner langen Krankengeschichte nicht mehr bezahlen kann. Allerdings verliebt sich Henry in Teddy. Nach ersten Annäherungen kehrt jedoch Andrew Perkins zurück und Teddy beginnt erneut eine Beziehung mit ihm. Als Andrew ein Angebot für einen Job in Deutschland bekommt, willigt Teddy zunächst ein, ihn zu begleiten, entscheidet sich aber doch in letzter Minute für ihren Ehemann.
Bei Dr. Webbers Frau Adele wird Alzheimer diagnostiziert und sie wird in Dereks Studie aufgenommen. Meredith tauscht jedoch die Medikamente aus, so dass Adele nun das zu testende Medikament bekommt und nicht, wie vorgesehen, ein Placebo. Allerdings wird sie dabei von Alex erwischt, der es letzten Endes Owen erzählt. Dieses Geständnis führt zum Bruch zwischen Meredith und Derek, da er ihr nicht verzeihen kann, dass sie die Studie wertlos gemacht hat. Meredith wird daraufhin von Dr. Webber suspendiert, der allerdings die Strafe abmildert, da er sich daran mitschuldig fühlt, dass Meredith die Medikamente für Adele ausgetauscht hat.
Meredith und Derek entschließen sich dazu, Zola, ein Waisenkind aus Afrika, zu adoptieren, das von Alex in die USA gebracht wurde, damit das Kind dort behandelt werden kann. Aufgrund des Adoptionswunsches heiraten Meredith und Derek am selben Tag wie Callie und Arizona standesamtlich, ohne Familie und Freunde. Meredith darf Zola allerdings genau in dem Moment mit nach Hause nehmen, als Derek ausgezogen ist und sich auf die Baustelle zurückgezogen hat.
Währenddessen bekommt Owen die Aufgabe, den neuen Stationsarzt zu bestimmen. Aus diesem Grund versuchen die Assistenzärzte, ihn möglichst nachhaltig zu beeindrucken: Meredith ist Teil der Alzheimer-Studie, Jackson nimmt an Dr. Webbers Studie über Diabetes teil und Alex lässt kranke Kinder aus Afrika einfliegen, die im Krankenhaus operiert werden sollen. Jackson gibt die Arbeit an der Diabetes-Studie auf, um Dr. Webber nicht bei einer eventuellen Nominierung für den Harper-Avery-Award im Wege zu stehen. Nach langem Überlegen entscheidet Owen sich für April.
Cristina wird schwanger und entscheidet sich gegen den Willen von Owen erneut für eine Abtreibung. Owen wirft sie daraufhin aus der gemeinsamen Wohnung; sie zieht zu Meredith.

### Staffel 8
April tritt ihren Dienst als Stationsärztin an und findet sich nach und nach in ihre Rolle ein. Kurz vor ihrer Abschlussprüfung als Chirurgin hat sie Sex mit Jackson, was sie allerdings sehr schnell bereut, da sie eine gläubige Christin ist. Sie fällt durch ihre Abschlussprüfung und muss das Jahr wiederholen. Allerdings verliert sie ihre Stelle im Krankenhaus, da nicht genügend finanzielle Mittel zur Verfügung stehen, um sie weiter zu beschäftigen.
Wegen der Manipulation an der Alzheimer-Studie wird Meredith zunächst gefeuert, jedoch kurze Zeit später wieder eingestellt, da Richard die Schuld auf sich nimmt. Trotzdem ist Derek immer noch wütend auf Meredith und die beiden leben getrennt. In der Zwischenzeit beginnt Derek mit dem Hausbau. Unterstützung erhält er hierbei von Owen und den anderen Männern aus dem Krankenhaus. Als die Sozialarbeiterin von den Vorkommnissen erfährt, ist sie gezwungen, Zola vorerst in einer Pflegefamilie unterzubringen, bis Meredith und Derek ihre Probleme aus der Welt geschafft haben. Zola erleidet einen Darmverschluss, welcher aber erfolgreich behandelt werden kann. Derek und Meredith versuchen, ihre Beziehung zu retten und entscheiden sich deshalb nach einer Auseinandersetzung im OP, vorerst nicht mehr zusammenzuarbeiten. Meredith sucht deshalb ein neues Fachgebiet und entscheidet sich letzten Endes für die Allgemeinchirurgie. Alex setzt sich für Zola mit allen möglichen Mitteln ein, sodass Meredith und Derek Zola schließlich doch zurückbekommen. Derek stellt das Haus schließlich fertig. Beide bekommen Stellenangebote an der Ostküste, Derek sogar an der Eliteuniversität Harvard, wo er die Möglichkeit bekommen soll, sich wieder der Alzheimer-Forschung zu widmen. Obwohl Meredith zunächst zögert, entscheiden sich beide letzten Endes dafür, die Stellenangebote anzunehmen und Seattle zu verlassen.
Owen Hunt wird der neue Chef der Chirurgie. Owen und Cristina nähern sich unterdessen wieder an und Owen akzeptiert Cristinas Wunsch, das Kind abtreiben zu lassen. Auf Zolas Geburtstagsparty allerdings eskaliert die Situation. Owen wirft Cristina vor, sie habe ihr Baby getötet. Die beiden fangen daraufhin mit einer Paartherapie an. Diese hat jedoch keinen Erfolg und schließlich gesteht Owen Cristina, sie betrogen zu haben. Die beiden trennen sich letzten Endes und Cristina will eine Stelle an der Mayo Clinic in Minnesota annehmen, nachdem sie ihre Abschlussprüfung bestanden hat.
Henry überrascht Teddy mit seinem Wunsch, einen medizinischen Beruf zu erlernen. Nach einem Streit der beiden fängt Henry an, Blut zu husten. Es wird daraufhin festgestellt, dass er erneut einen Tumor in der Lunge hat. Auf Teddys Drängen hin wird Henry von Cristina operiert, die während der Operation allerdings nicht weiß, wen sie vor sich auf dem Tisch liegen hat. Cristina kann den Tumor aber nicht entfernen und Henry stirbt. Da Owen Teddy, während diese operiert, zunächst in dem Glauben ließ, Henry habe überlebt, beendet Teddy die Freundschaft zu Owen. Die beiden nähern sich wieder an, jedoch feuert Owen Teddy, da er herausfindet, dass sie eine sehr lukrative Stelle bei der Armee angeboten bekommen hat, aber ihm zuliebe in Seattle bleiben will.
Weil er bei seiner Abschlussprüfung, die er besteht, den Chefarzt der Johns Hopkins University sehr beeindruckt hat, erhält Alex dort ein Stellenangebot, welches er annehmen will.
Jackson entscheidet sich für das Fachgebiet der plastischen Chirurgie, es kommt jedoch zeitweise zu Problemen, da Mark noch nicht über Lexie hinweg ist. Als Lexie eifersüchtig auf Marks neue Freundin reagiert, kommt Jackson zu dem Entschluss, dass er zwischen Mark als seinem Lehrer und Lexie wählen muss. Deswegen trennt er sich von Lexie, obwohl er sie, wie sich später herausstellt, noch liebt. Auch er entscheidet sich, das Seattle Grace zu verlassen, nachdem er seine Abschlussprüfung bestanden hat.
Lexie indessen wird sich darüber klar, dass sie Mark immer noch liebt, als sie diesen mit seiner neuen Freundin Julia sieht und gesteht ihm wenig später ihre Liebe.
Miranda trifft auf ihren Ex-Freund Ben Warren, der immer noch sauer auf sie ist, weil sie sich damals von ihm trennte. Als sie bemerkt, dass sie immer noch nicht bereit für eine richtige Beziehung ist, trennt sie sich von Eli. Wenig später werden sie und Ben jedoch wieder ein Paar und verloben sich schließlich.
Lexie, Mark, Cristina, Meredith, Derek und Arizona werden in einen Flugzeugabsturz verwickelt. Lexie wird dabei sehr schwer verletzt. Während Mark versucht, sie zu retten, gesteht er ihr seine Liebe, doch Lexies Verletzungen sind so schwer, dass sie stirbt. Arizona, Mark und Derek erleiden ebenfalls Verletzungen.

### Staffel 9
Nach dem Flugzeugabsturz werden die Überlebenden erst nach einer Woche gerettet. Marks Zustand verbessert sich zunächst, wenig später fällt er jedoch ins Koma. Weil er eine Patientenverfügung unterschrieben hat, müssen die lebenserhaltenden Maßnahmen nach 30 Tagen Koma beendet werden und er stirbt.
Callie muss Arizonas Bein aufgrund einer Infektion amputieren. Arizona macht Callie daraufhin große Vorwürfe, worunter die Beziehung der beiden sehr stark leidet. Letzten Endes finden sie aber wieder zusammen und versöhnen sich. Als die Kinderchirurgin Dr. Lauren Boswell für einen Fall in das Krankenhaus kommt, schläft sie mit Arizona. Callie findet es sehr schnell heraus, worauf die beiden sich heftig streiten. Dabei gesteht Arizona Callie, dass sie ihr die Amputation immer noch nicht verzeihen kann.
Cristina leidet nach dem Absturz erneut an einem Posttraumatischen Belastungssyndrom, spricht wochenlang kein Wort und meidet Flugzeuge. Auf dem Weg der Besserung tritt sie ihren Job an der Mayo Clinic an. Dort muss sie mit Dr. Thomas, dem Arzt, welcher damals ihre Prüfung abnahm, zusammenarbeiten. Zuerst missfällt ihr die Zusammenarbeit sichtlich, da sie mit seinen Methoden nicht einverstanden ist. Nach und nach nähern sich die beiden allerdings an und werden gute Freunde. Cristina erfährt von ihrem Chef Dr. Parker, mit dem sie eine Affäre hat, dass man Dr. Thomas dazu bringen will, in den Ruhestand zu gehen, ihn aber nicht feuern kann. Letzten Endes stirbt Dr. Thomas während einer Operation an einem Herzinfarkt, was dazu führt, dass Cristina nach Seattle zurückkehrt. Cristina erkennt nach und nach, dass Owens Kinderwunsch immer noch ungebrochen ist. Da sie alleine ihn nicht glücklich machen kann, trennt sie sich von ihm.
Nachdem drei Patienten wegen Infektion mit multiresistenten Bakterien gestorben sind, stellt sich heraus, dass Bailey der Überträger der Krankheit war. Da aber die verwendeten Handschuhe fehlerhaft waren, darf sie ihren Job behalten. Sie ist allerdings daraufhin traumatisiert und kann zunächst nicht mehr operieren.
Meredith bekommt von ihren neuen Assistenzärzten den Spitznamen Medusa, da sie äußerst streng mit ihnen ist. Weiterhin muss sie damit fertigwerden, Kind und Beruf unter einen Hut zu bekommen. Sie und Derek ziehen endgültig in das von Derek gebaute neue Haus ein. Wenig später stellt Meredith fest, dass sie schwanger ist, und erzählt es Derek. Lizzy, eine der vier Schwestern Dereks, kommt nach Seattle. Sie wird von Meredith überzeugt, Derek Nervenmaterial zu spenden, mit dessen Hilfe Callie die Funktionstüchtigkeit seiner Hand wieder herstellt. Meredith wird wenig später positiv auf Marker für Alzheimer getestet.
Owen besucht April, die sich auf die Farm ihrer Eltern zurückgezogen hat, und bietet ihr einen Job an. Wieder in Seattle angekommen führt April ihre Affäre mit Jackson fort, obwohl sie sich ständig Vorwürfe macht. Jackson trennt sich daher von ihr und beginnt später eine Affäre mit einer der neuen Assistenzärztinnen, Dr. Stephanie Edwards. April beginnt derweil eine Beziehung mit dem Rettungssanitäter Matthew, der so wie sie ein strenggläubiger Christ ist und mit dem Sex bis nach der Ehe warten will. Nach einer kurzzeitigen Trennung, da April ihm verschwiegen hatte, dass sie keine Jungfrau mehr ist, macht er ihr schließlich einen Heiratsantrag, den April annimmt. Wenig später erkennt April jedoch, dass sie noch Gefühle für Jackson hat.
Dr. Webber zeigt Interesse an Dr. Catherine Avery, der Mutter von Jackson, womit dieser zunächst ein Problem hat. Die Beziehung der beiden wird allerdings auf eine Probe gestellt, als Adele ins Krankenhaus eingeliefert wird und wenig später stirbt, da sich Richard große Vorwürfe macht, sich nicht mehr um seine Frau gekümmert zu haben.
Alex erhält ein Jobangebot von der Johns Hopkins University. Er entscheidet sich jedoch, in Seattle zu bleiben, da er das Gefühl hat, dass der als Ersatz für Arizona eingestellte Arzt Arizonas Arbeit zerstören würde. Da Meredith in das Haus, welches Derek gebaut hat, umzieht, kauft er Merediths Elternhaus. Er und Dr. Josephine Wilson, eine der neuen Assistenzärztinnen, kommen sich schließlich näher. Jo geht aber eine Beziehung mit dem Gynäkologen Jason ein. Während eines Streits zwischen Jo und Jason kommt es zu Handgreiflichkeiten, auf Grund derer Jason mit Hirnblutungen ins Krankenhaus eingeliefert wird. Da Alex Jo schützt und Jason zudem damit droht, dass dieser seinen Job verliert, verzichtet Jason darauf, Jo anzuzeigen. Alex gesteht Jo schließlich seine Liebe und die beiden küssen sich.
Allen Beteiligten des Flugzeugabsturzes wird eine Entschädigungszahlung der Fluggesellschaft angeboten mit der Auflage, dass nach Annahme dieser die Untersuchungen zur Absturzursache eingestellt werden. Die Ärzte entscheiden sich schließlich dagegen. Wenig später beschließen die Anwälte der Ärzte, das Krankenhaus auf Schadensersatz zu verklagen, weil Owen den Flug auf eine schlechtere Fluggesellschaft umbuchte, um Kosten zu sparen. Aufgrund der Klage und des dadurch entstehenden Interessenkonflikts reicht Owen die Scheidung von Cristina ein. Nachdem beide die Scheidungspapiere unterschrieben haben, werden sie wieder ein Paar, da sie noch Gefühle füreinander haben. Das Gericht entscheidet, dass den geschädigten Ärzten jeweils 15 Millionen US-Dollar Schmerzensgeld zustehen. Da die Versicherung des Krankenhauses ein Schlupfloch findet (Arizona ist in letzter Sekunde anstatt Alex ins Flugzeug gestiegen, und somit waren mehr Oberärzte als in der Versicherung erlaubt im Flugzeug), muss diese nicht zahlen, wodurch das Krankenhaus selbst dafür aufkommen muss. Weil das Krankenhaus somit kurz vor dem Bankrott steht, wird Dr. Alana Cahill geholt, um das Krankenhaus effizienter zu gestalten und auf einen möglichen Verkauf vorzubereiten. Als Konsequenz wird die Notaufnahme geschlossen, was auf Ablehnung der Ärzte stößt. Auch innerhalb des Kollegiums machen sich aufgrund der angespannten Situation Differenzen bemerkbar. Da durch die Schmerzensgeldforderung viele Jobs und das Krankenhaus selber bedroht sind, macht Callie den anderen den Vorschlag, mit dem Geld das Krankenhaus selbst zu kaufen. Um den Verkauf herauszuzögern, kündigen Derek, Callie, Arizona, Meredith und Cristina. Schlussendlich wird das Krankenhaus von den fünf Ärzten und der Harper-Avery-Stiftung gekauft, deren Vorsitzende Catherine verlangt, dass Jackson der neue Chef wird. Mit Zustimmung von allen Beteiligten wird das Krankenhaus schließlich in Grey-Sloan-Memorial umbenannt.
Merediths Wehen setzen ein, während ein schwerer Sturm über Seattle niedergeht. Ihr Sohn muss per Kaiserschnitt in einem OP-Saal ohne Licht zur Welt gebracht werden, da der Strom im Krankenhaus ausgefallen ist. Dabei wird eine Milzblutung festgestellt, die sich Meredith aufgrund eines Treppensturzes zugezogen hatte. Dr. Bailey kann schließlich ihr Trauma überwinden und Meredith in einer OP retten. Ihr zu Ehren nennen Meredith und Derek ihren Sohn Bailey. Während des Stromausfalls versucht Richard den Generator einzuschalten und bekommt einen Stromschlag, woraufhin er bewusstlos wird.

### Staffel 10
Auf der Suche nach Richard in den Zerstörungen, die der Sturm hinterlassen hat, stirbt die Assistenzärztin Heather Brooks durch einen Stromschlag, durch welchen sie ausrutschte und schwere Kopfverletzungen davontrug. Richard kann nach einer Notoperation gerettet werden.
Cristina und Owen schlafen erneut miteinander, trennen sich aber wenig später und einigen sich darauf, neue Partner zu finden. Owen beginnt eine Beziehung mit der Ärztin Emma, die in einem anderen Krankenhaus in Seattle arbeitet. Als Cristina eines Abends betrunken vor dem Wohnwagen von Owen steht, schlafen sie nochmals miteinander. Daraufhin beendet Owen die Beziehung zu Emma, nachdem sie ihm gesteht, dass sie Kinder will und dafür in Elternzeit gehen würde, weil Owen keine Frau will, die ihren Beruf aufgeben würde, um Mutter zu sein. Cristina und Meredith geraten in Streit miteinander, als Cristina Meredith von einer OP abzieht, weil Meredith sich wegen Zola nicht genug darauf vorbereiten konnte. Meredith ist zutiefst verletzt und wirft Cristina vor, ihr nicht beizustehen, weil sie andere Dinge im Leben will als Meredith. Sie versöhnen sich auf Aprils Hochzeit.
Callie kann Arizona den Seitensprung nicht vergeben und zieht aus der gemeinsamen Wohnung aus. Sie findet vorübergehend Unterkunft bei Meredith und Derek. Um sich selbst wiederzufinden, beschließt Callie, allein in die vormals gemeinsame Wohnung zu ziehen. Callie und Arizona einigen sich darauf, sich weiterhin gemeinsam um Sofia, ihr gemeinsames Kind mit Mark, zu kümmern. Arizona geht eine kurze Affäre mit der Assistenzärztin Leah Murphy ein, die sie jedoch sofort beendet, als Callie ihr anbietet, wieder in die gemeinsame Wohnung zu ziehen. In einer Rückblende wird gezeigt, dass Arizona im Vorjahr eine Fehlgeburt hatte. Später kaufen Callie und Arizona gemeinsam ein Haus, in dem sie einen Neuanfang starten und ein zweites Kind haben wollen. Es stellt sich jedoch heraus, dass Callie aufgrund ihres schweren Autounfalls vor einigen Jahren kein weiteres Kind mehr bekommen kann.
Im Krankenhaus wird ein drogensüchtiger Mann eingeliefert, bei dem sich später durch einen von Alex initiierten Vaterschaftstest herausstellt, dass es sich um seinen Vater handelt. Alex findet heraus, dass sein Vater eine neue Familie gegründet hat, zu der er aber ebenfalls keinen Kontakt mehr hat, und zudem Alex vergessen zu haben scheint. Kurz nachdem sie sich versöhnt haben, stirbt Alex’ Vater. Alex nimmt zeitweise einen zweiten Job in einer Privatpraxis an.
April entscheidet sich vorerst für Matthew und macht ihm ihrerseits einen Heiratsantrag, um ihn von der Aufrichtigkeit ihrer Gefühle zu überzeugen, doch als die beiden am Altar stehen, gesteht Jackson ihr, dass er sie liebt. Anstatt Matthew zu heiraten, lässt sie ihn vor dem Altar stehen und fährt mit Jackson weg. Am nächsten Tag lassen sich die beiden trauen. April stellt schließlich fest, dass sie schwanger von Jackson ist.
Ben beschließt, seine Fortbildung zum Chirurgen abzubrechen und wieder nach Seattle zu Miranda und Tucker zu ziehen. Miranda leidet immer noch darunter, dass durch die defekten Handschuhe, die sie trug, im letzten Jahr drei Patienten starben, da sie Trägerin eines multiresistenten Keims ist. Sie entwickelt daraufhin Zwangshandlungen, die ihre Arbeit schließlich so sehr beeinträchtigen, dass sie vorübergehend von allen ihren OPs abgezogen wird. Nachdem Ben seine Fortbildung zum Chirurgen im Grey-Sloan-Memorial Hospital fortsetzen kann, kehrt bei Miranda wieder Normalität ein.
Derek und Meredith bekommen Besuch von Dereks jüngster Schwester Amelia. Diese ist mittlerweile mit James verlobt, hat aber Zweifel bezüglich dieser Verbindung und trennt sich schlussendlich von ihm. Sie beginnt ebenfalls im Krankenhaus zu arbeiten. Zudem erhält Derek einen Forschungsauftrag für Gehirnkartierung, bei dem er für den Präsidenten der Vereinigten Staaten arbeitet und entscheidende Schritte in der Medizingeschichte machen könnte. Er will dem Jobangebot nachkommen, jedoch ist Meredith dagegen, was einen heftigen Streit nach sich zieht.
Cristina erhält eine Nominierung für den Harper-Avery-Award, gewinnt den Preis jedoch nicht, weil die Harper-Avery-Stiftung Betreiber des Krankenhauses ist. Richard trennt sich nach einem Streit deswegen von Catherine, obwohl er zu ihr gereist war, um ihr einen Heiratsantrag zu machen. Während eines Vortrags in Zürich trifft Cristina Preston Burke wieder, der mittlerweile verheiratet ist und Kinder hat. Er bietet ihr seinen Job als Leiterin der Klinik an, den sie nach leichtem Zögern annimmt. Shane Ross beschließt, mit ihr nach Zürich zu gehen. Cristina hinterlässt ihren Sitz im Vorstand des Krankenhauses Alex, während Richard Miranda auf diesem Posten haben will. Für Cristina wird Maggie Pierce als neue Ärztin als Chefin der Kardiochirurgie eingestellt. Im späteren Verlauf der Handlung erfährt man, dass sie die Tochter von Ellis Grey und Richard Webber ist.

### Staffel 11
Die Krise zwischen Meredith und Derek spitzt sich zu, da sie nicht mit ihm nach Washington gehen will, weil sie der Meinung ist, dass Derek seine Karriere und Wünsche über ihre stellen würde. Derek entscheidet sich zunächst dafür, für seine Familie da zu sein und in Seattle zu bleiben. Er gerät in eine Sinnkrise, da nun seine Schwester Amelia die Leitung der Neurochirurgie übernommen hat und er das Gefühl hat, seinen Traum nicht verfolgen zu können. Aus Wut sorgt er beinahe dafür, dass Amelia gefeuert wird, nachdem eine Patientin Amelia vor dem ganzen Krankenhaus mit ihrer Drogenvergangenheit konfrontiert hat. Er kann ihre Kündigung aber später verhindern. Nach einem weiteren sehr heftigen Streit mit Meredith nimmt er das Stellenangebot in Washington jedoch an. Nachdem es zu einem Kuss mit einer seiner Arbeitskolleginnen in Washington gekommen ist, kehrt Derek nach Seattle zurück und versöhnt sich mit Meredith. Auf dem Weg zu seinem letzten Treffen in Washington wird Derek Zeuge eines Autounfalls. Er kann alle vier Unfallteilnehmer retten, wird jedoch später in seinem Auto von einem Sattelschlepper angefahren. Obwohl er schnell in ein Krankenhaus gebracht werden kann, wird eine Blutung in seinem Gehirn übersehen, und er wird für hirntot erklärt. Meredith entscheidet schließlich, die lebenserhaltenden Maßnahmen abzustellen, womit Derek stirbt. Nachdem sie ihren Kollegen die Nachricht seines Todes überbracht hat, verlässt sie mit ihren Kindern Seattle, hinterlässt nur eine Notiz und ist fortan für niemanden mehr zu erreichen. Es stellt sich heraus, dass sie schwanger ist. Als es bei der Geburt zu Komplikationen kommt, wird Alex angerufen, da er ihr Notfallkontakt ist. Nachdem ihre Tochter, der sie ihrer Mutter zu Ehren den Namen Ellis gibt, geboren wurde, kehrt sie nach einem Jahr wieder nach Seattle in ihr Haus und zu ihrer Arbeit zurück. Da sie sich dort nicht mehr heimisch fühlt, will sie das Haus verkaufen. Es kommt zudem zu einer heftigen Auseinandersetzung mit Amelia, die ihr vorwirft, sie bezüglich Derek nicht informiert zu haben. Nachdem Meredith Amelia ihr Telefon überlassen hat, auf dem die letzte Sprachnachricht von Derek zu hören ist, versöhnen die beiden sich wieder.
Maggie hat anfangs sehr große Schwierigkeiten, sich in Seattle einzuleben. Besonders Merediths Feindseligkeit macht ihr zu schaffen. Sie hat zunächst ein gutes Verhältnis zu Richard. Dieses wird allerdings auf eine harte Probe gestellt als sie herausfindet, dass er ihr leiblicher Vater ist. Nach und nach nähern sich die beiden sowie sie und Meredith aber wieder an. In der letzten Folge erfährt sie, dass sich ihre Adoptiveltern scheiden lassen und findet Trost bei Meredith.
Da Cristina nun in der Schweiz ist, ist ihr Sitz im Vorstand unbesetzt. Über diesen Platz muss von den restlichen Vorstandsmitgliedern abgestimmt werden. Obwohl Cristina Alex ihren Sitz geben wollte, entscheidet sich der Vorstand für Bailey. Aufgrund eines Missverständnisses zwischen Alex und seinem Chef in der Privatpraxis wird Alex dort gefeuert. Er bekommt den Posten als Oberarzt in der Pädiatrie, weil Arizona das Stipendium bei Dr. Herman angenommen hat. Nach Dereks Tod zieht Meredith wieder zu Alex und Jo in das Haus ihrer Mutter, woraufhin Jo und Alex planen, sich eine gemeinsame Wohnung zu kaufen.
Arizona bekommt von Dr. Nicole Herman, einer angesehenen Fetalchirurgin am Krankenhaus, das Angebot für ein Stipendium unter ihrer Leitung, welches sie annimmt. Dr. Herman ist anfangs sehr streng und abweisend zu Arizona. Es stellt sich heraus, dass sie an einem inoperablen Hirntumor leidet und nur noch 6 Monate zu leben hat. Aus diesem Grund suchte Dr. Herman einen würdigen Arzt, dem sie ihr ganzes Wissen über ihr Fachgebiet anvertrauen kann. Aus Neugierde fordert Arizona Dr. Hermans Gehirnscans an. Diese werden aber von Amelia abgefangen, welche schließlich einen Weg findet, wie man den Tumor doch entfernen könnte. Dr. Herman zögert den Eingriff solange heraus, bis ihr Sehnerv betroffen ist. Obwohl die OP ein Erfolg ist und Amelia den ganzen Tumor entfernen kann, bleibt Nicole blind.
Amelia entwickelt langsam Gefühle für Owen, die auch auf Gegenseitigkeit beruhen. Nachdem die beiden miteinander geschlafen haben, bekommt Amelia allerdings Zweifel und zieht sich von Owen zurück, was zu sehr großen Spannungen zwischen den beiden führt, die sich auch auf ihre Arbeit auswirken. Nach Dereks Tod stürzt sich Amelia in Arbeit und steht ein Jahr später kurz vor einem Rückfall in die Tablettensucht. Owen kann sie jedoch davon abhalten und die beiden versöhnen sich. Owen tritt von seinem Posten als Chefarzt zurück, um wieder beim Militär zu arbeiten.
Callie und Owen arbeiten an einem gemeinsamen Forschungsprojekt an myoelektrischen Prothesen für im Krieg verwundete Veteranen. Wegen anhaltender Streitereien zwischen Callie und Arizona gehen die beiden zu einer Eheberatung. Diese hat jedoch keinen Erfolg, am Ende trennt sich Callie von Arizona.
Bei dem routinemäßigen Ultraschall von Aprils Baby wird festgestellt, dass dieses an einer sehr schweren Form der Glasknochenkrankheit leidet und nach der Geburt nicht lange überleben wird. Ihr Junge, dem sie den Namen Samuel geben, stirbt schließlich wenige Stunden nach der Geburt. Nach Samuels Tod entschließt sich April, zusammen mit Owen zu einem Einsatz in Kriegsgebiet zu gehen, wo sie länger als geplant bleibt. Jackson ist damit nicht einverstanden, begreift jedoch nach einer Unterhaltung mit Arizona, dass dieser Schritt für April nach dem Tod ihres Kindes wichtig war. Als sie erneut zu einem Einsatz gehen will, stellt Jackson ihr ein Ultimatum, da er sie bei sich braucht, um seine Trauer angemessen verarbeiten zu können.
Richard und Catherine versöhnen sich und setzen ihre Beziehung fort. Nachdem Catherine Richards Antrag zunächst abgelehnt hat, macht sie ihm später, als Maggie ihr die Augen öffnet, selber einen Heiratsantrag, welchen Richard annimmt. Nach einem weiteren heftigen Streit über die Neubesetzung des Chefarzt-Postens und einer Intervention von Meredith können sie ihre Streitereien begraben und schließlich heiraten. Richard verspricht Bailey die Stelle als Chefärztin der Chirurgie, einigt sich jedoch später mit Catherine darauf, dass diese einen weiteren Kandidaten für den Posten ins Rennen schicken darf.

### Staffel 12
Meredith zieht gemeinsam mit Maggie und Amelia zurück in das Haus ihrer Mutter. Sie lernt den Militärarzt Dr. William Thorpe kennen, mit dem sie kurzzeitig ausgeht. Sie macht mit ihm Schluss, als sie erkennt, dass sie noch nicht bereit ist für eine neue Beziehung. Schließlich schläft sie mit Dr. Nathan Riggs, den Bailey als neuen Oberarzt in der Herz-Thorax-Chirurgie eingestellt hat.
Es stellt sich heraus, dass Callies neue Freundin Penny zu den Ärzten gehört, die Derek nach seinem Unfall behandelten und nicht retten konnten. Penny fängt außerdem an, am Grey Sloan Memorial als Assistenzärztin zu arbeiten. Sie bekommt das prestigeträchtige Premiger-Stipendium zugesprochen, für das sie nach New York gehen will. Callie entschließt sich, sie zu begleiten und Sofia mitzunehmen. Arizona fühlt sich von dieser Entscheidung übergangen und möchte nicht, dass Callie Sofia mitnimmt. Sie engagiert deswegen eine Anwältin und beantragt das alleinige Sorgerecht. Da sich Callie und Arizona nicht außergerichtlich einigen können, kommt es zu einem Prozess, infolgedessen Arizona das alleinige Sorgerecht für Sofia zugestanden wird. Callie kommt mit dieser Entscheidung nicht zurecht und trennt sich zunächst von Penny, da sie Sofia nicht zurücklassen will. Sie und Arizona können sich auf einen Sorgerechtsplan einigen und Callie verlässt Seattle, um mit Penny in New York zusammen zu sein.
Bailey setzt sich im Rennen um den Chefarztposten gegen ihre Konkurrentin durch. Wenig später ernennt sie Meredith zur Leiterin der Allgemeinchirurgie. Nachdem Ben zum wiederholten Mal auf eigene Faust Patienten behandelt und Anweisungen nicht beachtet hat, sterben eine Patientin und ihr Baby. Aus diesem Grund entscheidet sich Miranda dafür, Ben für sechs Monate zu suspendieren, was einen Keil in ihre Beziehung treibt. Ben beginnt wieder als Anästhesist zu arbeiten. Als April in den Wehen liegt und das Baby per Notkaiserschnitt auf die Welt gebracht werden muss, kann Ben Mirandas Vertrauen in sich wiederherstellen, indem er das Baby gesund auf die Welt bringen kann.
Mirandas Entscheidung, Nathan einzustellen, missfällt Owen sehr. Owen kennt Nathan von früher und macht ihn für das spurlose Verschwinden seiner Schwester Megan, die mit Nathan verlobt war, verantwortlich. Owen vertraut sich diesbezüglich Meredith an, aber nicht Amelia, und so kommt es zu einem Streit zwischen den beiden Frauen. Infolgedessen wirft Meredith Amelia aus dem Haus und Amelia erleidet einen Alkohol-Rückfall, den sie aber schnell wieder unter Kontrolle bringen kann. Sie und Owen versöhnen sich zunächst. Nach einem Abend, an dem sie Owen betrunken vorfindet, entscheidet Amelia, sich von ihm zu trennen, um ihre Genesung nicht zu gefährden. Sie versöhnt sich mit Meredith und zieht wieder bei ihr ein. Später versöhnen sie und Owen sich ebenfalls erneut und Amelia macht ihm einen Antrag, den er annimmt. Die beiden heiraten im Staffelfinale.
Maggie und Andrew DeLuca, einer der neuen Assistenzärzte, der zudem der neue Mitbewohner von Arizona wird, beginnen eine sexuelle Beziehung. Andrew leidet unter der Geheimhaltung, trennt sich aber von ihr kurz nachdem Maggie die Beziehung öffentlich gemacht hat. Später gesteht Maggie Meredith, dass sie sich in Nathan verliebt habe.
Jackson und April lassen sich scheiden. Am selben Tag stellt April fest, dass sie schwanger ist. Catherine erfährt davon und möchte dies zu Jacksons Vorteil ausnutzen. Nach einigen Missverständnissen schaffen die beiden es jedoch, sich zum Wohle des Babys wieder anzunähern. Schließlich bringt April ein gesundes Mädchen zur Welt.
Alex macht Jo einen Heiratsantrag, diese lehnt ihn jedoch vorerst ab. Daraufhin zieht Alex vorübergehend bei Meredith ein. Nachdem er sich mit Jo versöhnt hat, wohnen die beiden wieder zusammen. Als er sie erneut fragt, ob sie ihn heiraten möchte, antwortet sie, dass sie ihn nicht heiraten kann. Alex will sich daraufhin von ihr trennen. Es stellt sich heraus, dass Jo bereits verheiratet ist und sich vor ihrem gewalttätigen Mann versteckt, der sie finden würde, wenn sie die Scheidung einreicht.
Stephanie kommt dem Musiker Kyle Diaz näher, der an einem Tremor leidet. Als sie jedoch aufgrund dieser Beziehung von seiner chirurgischen Behandlung ausgeschlossen wird und damit nicht klar kommt, entscheidet sie sich für die Chirurgie und trennt sich von ihm. Als er mit einer Hirnhautentzündung erneut eingeliefert wird, versöhnen die beiden sich, jedoch stirbt Kyle während der Operation.

### Staffel 13
Alex attackiert Andrew DeLuca, als er ihn mit Jo in seiner Wohnung vorfindet und verletzt ihn dabei schwer. Er stellt sich nach einigen Vertuschungsversuchen am selben Tag der Polizei und wird wegen schwerer Körperverletzung angeklagt. Während des laufenden Prozesses wird er als Chirurg suspendiert und muss in der Denny-Duquette-Klinik arbeiten. Jo und Alex trennen sich. Um Jo, die vor Gericht ihre wahre Identität preisgeben müsste, zu schützen, lässt Andrew schließlich die Anklage gegen Alex fallen. Alex kehrt daraufhin als Chirurg zurück. Andrew verliebt sich in Jo, doch als er ihr seine Gefühle gestehen will, weist sie ihn zurück. Alex macht Jos Ehemann, Dr. Paul Stadler, ausfindig und erfährt dabei ihren richtigen Namen: Brooke.
Nachdem Maggie ihr gestanden hat, in Nathan verliebt zu sein, versucht Meredith ihn trotz der gegenseitigen Anziehung von sich fernzuhalten. Nathan zeigt weiterhin großes Interesse an ihr und bittet sie mehrmals um ein Date, was sie ausschlägt. Als sie sich schließlich eingesteht, dass nicht Maggie der Grund für ihre Abwehrhaltung ist, sondern die Angst davor, Derek wirklich los zu lassen, werden sie und Nathan ein Paar. Maggie hat anfangs Schwierigkeiten damit, kann die Beziehung zwischen den beiden jedoch nach und nach akzeptieren. Nachdem Megan lebend gefunden worden ist, gibt Meredith Nathan frei.
Maggies Adoptivmutter erkrankt an Brustkrebs und stirbt schließlich im Grey Sloan Memorial, was Maggie in eine tiefe Krise stürzt, aus der ihr Meredith und Jackson helfen.
Owen und Amelia versuchen ein Kind zu bekommen, doch nach dem ersten fehlgeschlagenen Versuch erkennt Amelia, dass sie nicht bereit ist, erneut schwanger zu werden. Schließlich verlässt sie Owen und meidet zunächst jegliche Konfrontation, später kommt es zur Trennung. Owen erhält die Nachricht, dass seine Schwester Megan nach jahrelanger Gefangenschaft in einem von Rebellen besetzten Gebiet im Irak lebend gefunden worden ist. Amelia steht ihm in dieser Situation zur Seite.
Aufgrund der Entwicklungen um Alex und der Rückkehr von Leah Murphy als Assistenzärztin, entschließt sich Bailey auf Anraten Catherines zu einer Umstrukturierung des Ausbildungsprogramms. Hierfür stellt sie Dr. Eliza Minnick ein, wodurch Richard die Position als Ausbildungsleiter verliert. Meredith weigert sich, mit Eliza zusammenzuarbeiten, woraufhin sie kurzzeitig suspendiert und April übergangsweise zur Leiterin der Allgemeinchirurgie ernannt wird. Bailey kann Meredith jedoch überreden, wieder ans Grey Sloan Memorial zurückzukehren, weil Bailey merkt, dass April als Leiterin der Allgemeinchirurgie überfordert ist. Als Richard erfährt, dass Catherine hinter Baileys Entscheidung steht, distanziert er sich von ihr. Nach einer Weile können die beiden ihren Stolz jedoch überwinden und versöhnen sich.
Nach ihrer Entlassung aus dem Krankenhaus zieht April mit ihrer Tochter Harriet zu Jackson, sodass die beiden sich gemeinsam um das Baby kümmern können. Während der Entwicklungen im Krankenhaus um Richard distanziert Jackson sich zunehmend von Catherine und April, denen er ihre Zustimmung gegenüber Elizas Ausbildungsprogramm übel nimmt. Während eines Falls in Montana trifft er auf seinen Vater, der seine Familie schon früh verlassen hat. April unterstützt ihn dabei, sodass die beiden sich letztlich wieder annähern und miteinander schlafen. Als sie später den Eindruck gewinnt, dass Maggie Gefühle für Jackson hat, rät sie Maggie, Jackson davon zu erzählen.
Eliza zeigt großes Interesse an Arizona, die sich nach anfänglicher Abwehrhaltung aus Solidarität zu Richard ebenfalls zunehmend für Eliza zu interessieren beginnt und sich schließlich auf sie einlässt. Trotz diverser Schwierigkeiten, die sich durch Elizas striktes Einhalten von Regeln und Arizonas Loyalität gegenüber ihren Kollegen ergeben, werden die beiden ein Paar. Als Eliza in der Hektik nach der Explosion vergisst, die Polizei nach Stephanie suchen zu lassen, kündigt Bailey ihr, was auch gleichzeitig das Ende ihrer Beziehung zu Arizona ist.
Als Stephanie während einer Solo-Operation ein Fehler unterläuft, woraufhin ein Kind stirbt, beginnt sie zunehmend an sich und ihrem Job zu zweifeln. Weil sie ein Tablet nach einem religiösen Vater wirft, der die überlebenswichtige OP seines Sohnes verhindern möchte, wird sie vorübergehend suspendiert und zur Therapie geschickt. Am ersten Tag nach ihrer Rückkehr wird sie von einem flüchtigen Vergewaltiger gezwungen, ihm aus dem Krankenhaus zu helfen. Sie kann den Mann überlisten, verursacht dabei aber eine Explosion. Stephanie überlebt diese mit schweren Verbrennungen und rettet außerdem ein kleines Mädchen, das zufällig während der Explosion in der Nähe war. Nach diesen Erfahrungen kündigt sie, um ihr eigenes Leben zu leben.

### Staffel 14
Bei einem Besuch in seinem Krankenhaus stirbt Jacksons Großvater Harper Avery während einer Pause in einer Besprechung über die Zukunft des Krankenhauses. Er hinterlässt Jackson 250.000.000 Dollar, mit denen dieser einen neuen Medizinpreis kreiert, da er frustriert ist, als Angehöriger den Harper-Avery-Award niemals zu bekommen. Während des Wettbewerbs wird bekannt, dass Harper Avery von 13 Medizinerinnen wegen sexueller Belästigung angezeigt worden war. Die Betroffenen hatten ihre Klagen gegen hohe Geldzahlungen und einen Geheimhaltungsvertrag zurückgezogen. Ihnen wurde jede Zusammenarbeit mit der Harper-Avery-Foundation und die Teilnahme am Wettbewerb um den Harper-Avery-Award untersagt. Nach Bekanntwerden des Skandals wird die Stiftung in Catherine-Fox-Foundation umbenannt und der laufende Wettbewerb abgebrochen.
Nachdem Megan nach Seattle gebracht worden ist, führt Meredith eine Bauchdeckentransplantation bei ihr durch, für die sie wenig später den Harper-Avery-Award gewinnt. Megan weist Nathans Heiratsantrag zurück, weil sie denkt, dass er Gefühle für Meredith hat. Meredith macht Nathan klar, dass er um Megan und ihre gemeinsame Zukunft kämpfen soll. Nathan tut dies, indem er Megans Zieh-Sohn Farouk mit Merediths Hilfe nach Amerika bringt. Schließlich verlassen Megan, Nathan und Farouk Seattle und ziehen gemeinsam nach Los Angeles, wo Nathan und Megan ihre Beziehung fortsetzen.
Im Zuge des Innovationswettbewerbs arbeiten Meredith und Jo zusammen an einem Projekt zur Reproduktion und Regeneration von Mini-Lebern, für die sie Dr. Marie Cerone, eine alte Freundin ihrer Mutter, ins Boot holen wollen, da diese ein notwendiges Patent hält. Ellis hatte Marie aus ihrer Einreichung für den Harper-Avery-Award gestrichen, da diese zu den 13 belästigten Frauen gehört. Marie kündigt an, die Idee von Meredith mit ihrem Patent in ihrem eigenen Team umzusetzen. Meredith entwickelt ihr Projekt ohne das Patent ebenfalls weiter und benennt die Grey-Methode ihrer Mutter nach Bekanntwerden des Skandals in Grey-Cerone-Methode um.
Um sich von ihren Gefühlen für Alex abzulenken, hat Jo einen One-Night-Stand mit dem Anfänger Dr. Levi Schmitt. Alex gesteht Jo schließlich auf Bens und Merediths Anraten hin, dass er Paul ausfindig gemacht hat und verspricht ihr, dass er ihr niemals wehtun würde, woraufhin die beiden wieder ein Paar werden und Alex zurück zu Jo in die gemeinsame Wohnung zieht. Jo beschließt, sich ihrer Vergangenheit zu stellen und die Scheidung einzureichen. Wenig später taucht Paul mit seiner Verlobten Jenny, die er ebenfalls misshandelt, im Krankenhaus auf, um die Scheidungspapiere zu unterschreiben und bedroht Jo. Als Paul nach einem Autounfall verletzt ins Krankenhaus eingeliefert wird, droht Jenny, ihn anzuzeigen, woraufhin er schwer stürzt und hirntot ist. Jo entscheidet sich dazu, seine Organe zu spenden. Jo und Alex verloben sich und heiraten.
April beschließt, aus der gemeinsamen Wohnung mit Jackson auszuziehen, da sie ihrer gemeinsamen Nacht in Montana offensichtlich mehr Bedeutung beigemessen hat als er. Jackson und Maggie nähern sich einander an, gehen jedoch zunächst mit anderen Partnern aus, um sich auf Distanz zu halten. Als Maggie erfährt, dass ihr neuer Freund Clive verheiratet ist, beginnt sie eine Beziehung mit Jackson.
Bei der Teilnahme einer Studie zum weiblichen Orgasmus, die Andrews Schwester Carina durchführt, wird bei Amelia ein Gehirntumor gefunden, der seit Jahren wächst. Es gelingt Dr. Tom Koracick, Amelias ehemaligen Mentor, den Tumor ohne Folgeschäden zu entfernen. Owen wird wenig später klar, dass er und Amelia sich eigentlich überhaupt nicht kennen und die beiden trennen sich in gegenseitigem Einvernehmen, woraufhin Amelia einen One-Night-Stand mit Tom hat. Später beginnen Amelia und Owen eine Affäre, die Amelia aber beendet, weil sie merkt, dass Owen Gefühle für Teddy hat. Owen wird schließlich von Teddy zurückgewiesen, weil sie nicht die zweite Wahl für ihn sein möchte. Owen will sich danach seinen Kinderwunsch endlich erfüllen und nimmt einen Säugling in Pflege, worauf Amelia der minderjährigen, drogensüchtigen Mutter des Kindes anbietet, ebenfalls einzuziehen. Teddy kehrt schließlich nach Seattle zurück, wobei man erfährt, dass sie schwanger ist. Miranda bietet ihr den Posten als kommissarische Chefärztin an.
April bekommt die Verantwortung für den neu initiierten Innovationswettbewerb übertragen. Als die Frau von Aprils Ex-Verlobten Matthew Taylor unter ihrer Aufsicht stirbt, gerät April in eine tiefe Glaubenskrise, in deren Konsequenz sie sich oftmals betrinkt, exzessiv feiern geht und zunächst eine Affäre mit dem Anfänger Dr. Vik Roy sowie später mit Dr. Tom Koracick beginnt. Sämtliche Versuche von Jackson und Arizona zu ihr durchzudringen, schlagen fehl. Nach einem Gespräch mit einem sterbenden Rabbi kehrt sie zum Glauben zurück. Nachdem April seine Tochter gerettet hat, finden sie und Matthew langsam wieder zueinander und heiraten nach einem gemeinsamen schweren Unfall schließlich ebenfalls.
Da Andrew bei Arizona auszieht, damit diese mehr Platz für Sofia hat, bietet Owen ihm an, bei sich zu wohnen. Andrew beginnt eine Affäre mit seiner Exfreundin aus Studienzeiten, Dr. Sam Bello, die ihre Assistenzarztausbildung am Grey Sloan beginnt. Nach einiger Zeit werden die beiden erneut ein Paar. Nachdem Sam als Dreamer in Schwierigkeiten mit der Immigrationsbehörde geraten ist, setzt sie ihre Ausbildung bei Cristina in Zürich fort.
Carina und Arizona beginnen eine Affäre, nachdem Eliza, ohne sich zu verabschieden, Seattle nach ihrer Kündigung verlassen hat. Nachdem Arizona die Nachricht erhalten hat, dass ihre Tochter Sofia zurück nach Seattle möchte, beendet Carina die Affäre. Nach einer kurzen Affäre mit Owen versöhnen sich Carina und Arizona wieder und die beiden werden ein Paar. Zusammen versuchen sie im Zuge des Innovationswettbewerbs zu ermitteln, warum die Sterblichkeitsrate bei Frauen nach der Geburt in den USA um ein Vielfaches höher ist als in Italien. Arizona führt als Maßnahme einen speziellen Notfallwagen für Geburten ein. Sie und Sofia ziehen zusammen zu Callie nach New York, nachdem Arizona das Angebot von Dr. Nicole Herman angenommen hat, ein Lehrinstitut zusammen aufzubauen.
Ben entscheidet sich sehr zum Unmut Baileys dafür, als Feuerwehrmann zu arbeiten. Aufgrund dieser Situation sowie weiteren stressigen und nervenaufreibenden Gegebenheiten erleidet Miranda einen Herzinfarkt. Ihr wird bewusst, worauf es wirklich im Leben ankommt, sodass sie Ben in seiner beruflichen Entscheidung zu unterstützen beginnt, solange er glücklich dabei ist. Sie nimmt eine Auszeit als Chefärztin, um sich wieder mehr der Arbeit als Chirurgin widmen zu können.

### Staffel 15
Meredith beginnt mit Hilfe von Cece, der Inhaberin einer Partneragentur, die im Krankenhaus auf ein Spenderherz wartet, Männer zu treffen. Währenddessen zeigen sowohl Andrew DeLuca nach einem kurzen Kuss auf Jos und Alex’ Hochzeit, als auch Dr. Atticus „Link“ Lincoln, der neue Chef der Orthopädie und ein alter Studienfreund Jos, Interesse an Meredith. Meredith beginnt eine Beziehung mit Andrew. Nach der Fälschung von Versicherungsunterlagen für eine minderjährige Patientin nimmt Andrew die Schuld auf sich und wird verhaftet. Meredith, Alex und Richard gestehen die Tat und werden von Bailey entlassen.
Als Teddy nicht Baileys Vertretung übernehmen will, stellt diese Alex als Interimschef ein. Da die ständige Sorge um Ben Mirandas Herz zusätzlich belastet, besteht sie auf einer Beziehungspause und Ben zieht vorübergehend aus dem gemeinsamen Haus aus.
Bailey gewährt Jo ein Stipendium, mit deren Hilfe sie der medizinischen Forschung nachgehen kann. Jo wird depressiv, als sie herausfindet, dass ihre Mutter bei ihrer Zeugung vergewaltigt wurde und begibt sich in psychiatrische Behandlung.
Maggie und Jackson haben mit Beziehungsproblemen zu kämpfen, da Jackson sich nach Aprils Überleben und Weggang aus Seattle zu Gott bekannt hat und für sich selbst einen Weg finden muss, sich damit zu arrangieren. Sie nähern sich einander wieder an, als Meredith und Tom bei Catherine einen nahezu inoperablen Tumor diagnostizieren, den sie zum größten Teil entfernen können, Catherine bleibt aber krebskrank.
Amelia und Owen werden durch die Pflege von Leo und Betty wieder ein Paar. Betty schafft es dabei nicht, wieder clean zu werden, woraufhin Amelia sie letztlich mit ihrer Zustimmung in den Entzug schickt. Dort gesteht Betty, dass sie in Wahrheit Britney heißt und nimmt Kontakt zu ihren Eltern auf. Sie kehrt zu ihren Eltern zurück, die jedoch mit Leo überfordert sind und diesen Owen anvertrauen.
Nach monatelanger Geheimhaltung offenbart Teddy Owen, dass sie von ihm schwanger ist. Beide wollen das Kind gemeinsam großziehen. Teddy beginnt eine Beziehung mit Tom Koracick. Amelia verlässt Owen und beginnt eine Affäre mit Link.
Dr. Levi Schmitt beginnt eine Beziehung mit Dr. Nico Kim, dem Stipendiaten Links.

### Staffel 16
Meredith entlastet Andrew, der damit wieder im Grey Sloan Hospital arbeiten kann. Sie wird zu gemeinnütziger Arbeit verurteilt und muss Müll sammeln, erhält jedoch nach einer Anhörung ihre Lizenz und ihre Anstellung zurück. Andrew trennt sich von Meredith und zeigt zunehmend Symptome der Bipolaren Störung, an der auch sein Vater leidet.
Tom Koracick wird von Catherine als Leiter des Krankenhauses eingesetzt, womit Miranda Probleme hat.
Alex und Richard finden im Pacific-Northwest-Krankenhaus eine neue Anstellung. Richards Nichte kommt mit einem Herztumor ins Pacific-Northwest. Richard überredet Maggie, die Operation durchzuführen, bei der seine Nichte stirbt. Nach Konflikten mit Jackson und einem weiteren Patienten mit Komplikationen kündigt Maggie. Sie wird von Richard überzeugt, im Pacific-Northwest zu arbeiten.
Jo erholt sich in einer psychiatrischen Klinik und beginnt danach als Oberärztin im Grey Sloan Hospital. Da ihre Hochzeit nie beglaubigt wurde, macht Alex ihr in der Klinik erneut einen Antrag und heiratet sie rechtsgültig. Alex erfährt während den Vorbereitungen zu Merediths Anhörung, dass Izzie in Kansas lebt und zwei Kinder hat, deren Vater er ist. Er verlässt daraufhin Jo und Seattle, um bei Izzie und seinen Kindern zu leben.
Jackson und Maggie trennen sich, Jackson beginnt eine Beziehung mit Vic von Station 19, doch auch dieses Verhältnis währt nicht lang.
Amelia stellt fest, dass sie erneut schwanger ist und beschließt mit Link, das Kind behalten zu wollen. Bei einem Ultraschall wird festgestellt, dass Amelia vier Wochen weiter ist als gedacht und das Kind somit sowohl von Link, als auch von Owen sein könnte. Sie verweigert zunächst einen Vaterschaftstest, da sie möchte, dass Link sie ihretwegen liebt und trennt sich von ihm. Daraufhin entschuldigt sich Link bei Amelia und verzichtet auf den Test, die beiden kommen wieder zusammen. Amelia bringt später einen gesunden Sohn zur Welt, dessen Vater Link ist. Dieser bekommt den Namen Scout Derek Shepherd Lincoln.
Teddy kehrt nach kurzer Elternzeit ins Grey Sloan Memorial Hospital zurück und lebt mit Owen zusammen. Nach Konflikten mit Tom Koracick wechselt Owen ebenfalls ins Pacific-Northwest-Krankenhaus. Teddy und Owen verloben sich. Teddy betrügt Owen mit Tom, was Owen herausfindet, weswegen er nicht zur Hochzeit erscheint.
Miranda ist ebenfalls schwanger, verliert das Baby jedoch. Sie und Ben adoptieren einen obdachlosen Jungen namens Joey.
Richard und Catherine trennen sich. Catherine kauft daraufhin das Pacific-Northwest-Krankenhaus, was zur Folge hat, dass Richard, Owen und Maggie wieder im Grey Sloan arbeiten. Richard entwickelt einen Tremor und Halluzinationen und wird ins Grey Sloan eingeliefert, wo die Ärzte zunächst Alzheimer vermuten, doch nach langer Suche eine Kobaltvergiftung feststellen und ihn durch Austausch seiner Hüftprothese heilen. Während Richards Krankenhausaufenthalt versucht sich Catherine mit ihm zu versöhnen und möchte ihrer Ehe noch eine Chance geben. Richard fühlt sich jedoch noch durch den Kauf des Pacific Northwest General Hospitals von Catherine gedemütigt und stellt klar, dass er die Ehe endgültig beenden will.

### Staffel 17
Die Ärzte leiden unter den Belastungen der COVID-19-Pandemie in den Vereinigten Staaten, schlussendlich können aber alle Mitarbeiter geimpft werden. Meredith infiziert sich mit COVID-19 und wird im Grey Sloan Memorial Hospital behandelt. In mehreren Traumszenen begegnet sie geliebten, zum Teil bereits verstorbenen Menschen an einem Strand. Unter ihnen sind Derek, gefolgt von George, später Bailey und Webber, Andrew und sogar Lexie und Mark. Während Meredith durch ihre Corona-Infektion schon länger im Koma liegt und an ein Beatmungsgerät angeschlossen werden muss, trifft sie im Traum erneut Derek am Strand. Dieser fordert sie auf zu kämpfen und sich gegen ihn und für das Leben sowie für ihre Kinder zu entscheiden. Wenig später erwacht Meredith aus dem Koma und beginnt nach einer mehrwöchigen Rehabilitationszeit wieder im Krankenhaus zu arbeiten. Dabei übernimmt sie von Richard das Ausbildungsprogramm.
DeLuca bekommt seine bipolare Krankheit mit Therapie und Medikamenten in den Griff. Wenig später wird er im Auftrag einer Menschenhändlerin, die er zuvor im Krankenhaus sah und verfolgte, mit einem Messer angegriffen und schwer verletzt. Die Menschenhändlerin kann wenig später verhaftet werden, Andrew erliegt jedoch seinen Verletzungen.
Nach dem Tod DeLucas auf ihrem OP-Tisch fällt Teddy in eine kurze, aber sehr schwere depressive Phase. Owen hilft ihr diese zu überwinden, indem er sich bei ihr dafür entschuldigt, dass er sie oft ignoriert hat, obwohl sie immer für ihn da war. Owen macht Teddy schließlich erneut einen Heiratsantrag, den sie annimmt. Auch Link macht Amelia einen Antrag, den sie jedoch ablehnt.
Jackson möchte mehr für die armen und schwarzen Menschen auf der Straße tun, für die er sich seiner Meinung nach als Chirurg zu wenig einsetzen kann. Daher entschließt er sich nach Gesprächen mit seinem Vater und April, Seattle zu verlassen und nach Boston zu ziehen, um dort den Vorsitz der Catherine-Fox-Foundation zu übernehmen. April offenbart im Gespräch mit ihm, dass sie und Matthew sich getrennt haben. Anschließend stimmt sie der Bitte Jacksons zu, mit ihm und Harriet nach Boston zu ziehen.
Jo ist nicht mehr glücklich mit ihrem Beruf als Chirurgin und wechselt nach längerem Überlegen und nach anfänglicher Skepsis Baileys in die Gynäkologie. Sie adoptiert ein Baby namens Luna und zieht in Jacksons Wohnung.
Maggie beginnt eine Beziehung mit dem Herzchirurgen Dr. Winston Ndugu, den sie von früher kennt. Die beiden verloben sich und heiraten schließlich.

### Staffel 18
Staffel 18 spielt in einer Welt, in der die COVID-19-Pandemie beendet ist.
Addison kehrt nach langer Abwesenheit für kurze Zeit ins Grey Sloan zurück.
Meredith erhält ein Angebot von Dr. David Hamilton, einem alten Kollegen von Ellis Grey, an der Mayo Clinic in Rochester (Minnesota) an der Heilung der Parkinson-Krankheit zu forschen, an der Dr. Hamilton selbst erkrankt ist. Nach anfänglichen Zweifeln nimmt sie das Angebot an und arbeitet fortan in Seattle und Minnesota. Dort trifft sie auf ihren ehemaligen Patienten, den Transplantationschirurgen Nick Marsh. Die beiden kommen sich näher und beginnen eine Beziehung. Hamilton macht Meredith das Angebot, sie dauerhaft an der Mayo Clinic anstellen zu wollen.
Owen und Teddy heiraten. Owen arbeitet mit Veteranen zusammen, die gesundheitliche Schäden von Verbrennungen im Einsatzgebiet erlitten haben. Dabei leistet er den Patienten verbotenerweise Sterbehilfe. Seine Schwester Megan kehrt nach ihrer Trennung von Nathan ins Grey Sloan zurück. Ihr Sohn Farouk benötigt bald darauf ein Spenderherz. Als Hayes, Teddy und Owen das Herz holen, überschlägt sich der Wagen und bleibt über einer Schlucht hängen. Hayes und Teddy können sich mit dem Spenderherz aus dem Auto befreien. Owen stürzt mit dem Auto ab, kurz nachdem er Cormac anvertraute, dass er Soldaten Sterbehilfe leistet. Die Feuerwehrleute von Station 19 können ihn aus dem Auto befreien und er wird von Amelia und Link operiert. Er überlebt die Operation und wird wieder gesund. Weil Cormac wegen des Geheimnisses, das Owen ihm kurz vor dem Absturz erzählte, Angst um seine Karriere hat, kündigt er und zieht mit seinen Söhnen zurück nach Irland. Teddy versucht hinter Owens Geheimnis zu kommen, das er ihr zunächst nicht verraten will. Als er es dennoch tut, bricht ein großer Streit aus. Als ein Mann einer Veteranin zu Owen kommt und ihn erpresst, bei dessen leidenden Frau Sterbehilfe zu leisten, und Owen sich nach Absprache mit Teddy weigert, meldet er den Vorfall bei Bailey, die die Polizei ruft, ihnen jedoch die Möglichkeit gibt, gemeinsam mit den Kindern zu fliehen.
Amelia lehnt Links Heiratsanträge mehrmals ab und beginnt mit Meredith an der Mayo Clinic an Parkinson zu forschen. Die beiden werden von Tom Koracick und Dr. Kai Bartley aus dem Forschungsteam von Dr. Hamilton unterstützt. Amelia und Dr. Bartley fühlen sich zueinander hingezogen und küssen einander, was Link sieht. Amelia und Kai beginnen eine Beziehung. Nach einer kurzen Trennung, weil Kai keine Kinder möchte, versöhnen sie sich. Jo und Link teilen eine Wohnung und wollen nach einer kurzen Affäre keine Beziehung beginnen. Sie kommen zum Entschluss, Freunde zu bleiben.
Weil Meredith als Chefin der Allgemeinchirurgie am Grey Sloan und als Forscherin an der Mayo Clinic ausgelastet ist, gibt sie die Leitung des Ausbildungsprogramms an Richard zurück. Dieser führt trotz anfänglicher Skepsis von Seiten Baileys unter dem Namen Webber-Methode eine neue Lehrmethode ein, indem er die Assistenzärzte ohne Oberarzt operieren lässt. Das Programm läuft gut, bis Schmitt an einem Patienten weiteroperiert, obwohl er einen Oberarzt zur Kontrolle holen müsste. Letztendlich stirbt sein Patient und er erleidet einen Nervenzusammenbruch, in dessen Folge er nicht mehr arbeiten und Nico nicht mehr sehen will. Das Programm wird daraufhin von Bailey beendet. Aufgrund des akuten Mangels an Chirurgen kommt es zu Überlastungen. In einer behördlichen Untersuchung wird geprüft, ob das gesamte Ausbildungsprogramm des Grey Sloan beendet werden soll. Um das Programm zu retten, bittet Bailey Jo, wieder als Chirurgin zu arbeiten, dem sie zustimmt, und Meredith schlägt Dr. Hamiltons Angebot, dauerhaft in Minnesota zu arbeiten, vorübergehend aus. Sobald das Programm gerettet ist, will sie aber gemeinsam mit Nick, der damit einverstanden ist, nach Minnesota ziehen. Bis es so weit ist, beginnt dieser im Grey Sloan zu arbeiten. Trotz aller Bemühungen Baileys entscheidet sich die Verantwortliche der behördlichen Untersuchung für die Beendigung des Ausbildungsprogrammes. Daraufhin werden alle Assistenzärzte entlassen. Bailey kommt mit diesem Umstand und mit dem ganzen Stress der letzten Zeit nicht zurecht und kündigt. Den Posten des Chefarztes übergibt sie an Meredith und lässt diese damit perplex zurück.

### Staffel 19
Staffel 19 setzt sechs Monate nach Ende von Staffel 18 an. Meredith hat mittlerweile den Posten als Interimschefärztin der Chirurgie übernommen, während sich Bailey eine lange Auszeit nimmt und anschließend nur als Chirurgin zurückkehrt. Das Ausbildungsprogramm wird mit neuen Assistenzärzten wieder aufgenommen, von denen fünf im Vordergrund der Handlung stehen: Simone Griffith, Mika Yasuda, Jules Millin, Benson „Blue“ Kwan und Lucas Adams. Letzterer stellt sich als Amelias und Dereks Neffe heraus, wobei die Identität seiner Mutter noch ungeklärt bleibt. Nick wird neuer Leiter des Ausbildungsprogramms.
Zola hat regelmäßig Panikattacken und führt diese auf ihre Angst zurück, Meredith und Maggie an Alzheimer zu verlieren. Bei einem Test stellt sich heraus, dass Zola für ihr Alter hochintelligent ist, was Meredith dazu veranlasst, eine passende Schule für sie zu suchen. Fündig wird sie in Boston, wo ihr Jackson anbietet, in der Catherine-Fox-Stiftung Alzheimer zu heilen. Meredith nimmt das Angebot an und zieht kurze Zeit später mit ihren Kindern nach Boston, wobei der Beziehungsstatus zwischen ihr und Nick offen bleibt.
Owen und Teddy kehren zurück, nachdem die Anklage fallengelassen wurde. Owen muss aber bei seiner Arbeit für ein halbes Jahr überwacht werden und ist in finanziellen Schwierigkeiten. Nachdem Meredith das Grey Sloan verlassen hat, übernimmt Teddy den Chefarztposten und Simone, Mika und Lucas ziehen in Merediths nun leerstehende Wohnung ein.
Maggie bekommt ein Angebot, im Heart Center of Chicago zu arbeiten. Sie nimmt es an und zieht von Seattle weg, bleibt aber mit Winston in einer Beziehung. Weil nach Meredith und Maggie auch Amelias Affäre Kai ein Angebot in London wahrnimmt und wegzieht, fühlt sich Amelia verlassen.
Im Staffelfinale erhält Bailey, die zwischenzeitlich von Schwangerschaftsabbruchgegnern gestalkt wurde, in Boston den Catherine Fox Award für ihre Arbeit für schwangere Frauen und Meredith und Nick kommen sich erneut näher. Zudem meint Meredith, einen Weg für die Heilung von Alzheimer gefunden zu haben, müsste dafür aber jahrzehntelang in der Medizin als sicher geltende Prämissen verwerfen, was ihr ihre Reputation kosten könnte. Weiters gestehen sich Jo und Link endlich gegenseitig ihre Liebe. In der letzten Szene erleidet Teddy im OP einen Herzstillstand; ihr Schicksal bleibt ungewiss.

## Besetzung und Synchronisation
Die deutschen Synchronarbeiten finden bei der Interopa Film in Berlin statt. Änne Troester schrieb die Dialogbücher der ersten vier Staffeln. Seitdem werden die Bücher von Nana Spier und Gabriele Böhm verfasst. Marion Schöneck ist seit Serienbeginn für die Dialogregie verantwortlich.

### Hauptbesetzung
| Rolle                                                                                  | Beruf & Familie | Schauspieler                      | Bild | Synchronsprecher                                                                        | Hauptrolle (Episoden) | Nebenrolle oder Gastrolle (Episoden)    | Staffeln    | Info | Zeitraum             |
| -------------------------------------------------------------------------------------- | --- | --------------------------------- | ---- | --------------------------------------------------------------------------------------- | --------------------- | --------------------------------------- | ----------- | --- | -------------------- |
| Dr. Meredith Grey                                                                      | Assistenzärztin (S1–S8), Oberärztin (S9–S19) und Chefärztin der Allgemeinchirurgie (S12–S19), Vorstandsmitglied des Grey Sloan Memorial Hospital (S9–S19), Leiterin des Facharztausbildungsprogramms (S17–S18), Forscherin in der Mayo Clinic (S18), Interimschefärztin der Chirurgie (S18–S19), Forscherin gegen Alzheimer in Boston (seit S19) Freundin (S1–S7 mit mehreren Unterbrechungen), Ehefrau (S7–S11) und Witwe von Derek (seit S11), Freundin von Dr. Finn Dandridge (S2), One-Night-Stand von George (S2), Affäre von Dr. William Thorpe (S12), Affäre (S12) und Freundin von Nathan (S13), Freundin von Andrew (S15–S17), Freundin von Nick (seit S18 mit Unterbrechung) Halbschwester von Lexie, Maggie und Molly, Adoptivmutter von Zola, Mutter von Bailey und Ellis, Tante von Scout Derek Shepherd Lincoln und Dr. Lucas Adams | Ellen Pompeo                      |      | Ulrike Stürzbecher                                                                      | 1.01–                 |                                         | 1–          | verlässt Seattle und zieht gemeinsam mit ihren Kindern nach Boston | 2005–                |
| Dr. Miranda Bailey                                                                     | Assistenzärztin (S1–S6), Stationsärztin (S4–S6), Oberärztin der Allgemeinchirurgie (seit S6), Chefärztin der Chirurgie (S12–S18, mit einer Pause in S15), Leiterin des Facharztausbildungsprogramms (seit S20), Vorstandsmitglied des Grey Sloan Memorial Hospital (seit S11) Ehefrau von Tucker Jones (S1–S5), Freundin (S6–S7, S9) und Ehefrau von Ben (seit S9), Freundin von Eli Lloyd (S7–S8) Mutter von William George „Tuck“ Bailey-Jones, Adoptivmutter von Joey Phillips, Pflegemutter von Pru Miller | Chandra Wilson                    |      | Anke Reitzenstein                                                                       | 1.01–                 |                                         | 1–          | | 2005–                |
| Dr. Richard Webber                                                                     | Assistenzarzt am Seattle Grace Hospital (gemeinsam mit Dr. Ellis Grey, vor der Serie), Oberarzt der Allgemeinchirurgie (seit S1), Chefarzt der Chirurgie (S1–S6), Leiter des Facharztausbildungsprogramms (S12, S14–S18), Oberarzt im Pacific Northwest General Hospital (S16), Ärztlicher Leiter der Catherine Fox Foundation (seit S17) Affäre von Ellis (vor der Serie), Ehemann von Adele (bis S9), Ehemann von Catherine (seit S11) Vater von Maggie, Stiefvater von Jackson | James Pickens junior              |      | Roland Hemmo                                                                            | 1.01–                 |                                         | 1–          | | 2005–                |
| Dr. Richard Webber                                                                     | Assistenzarzt am Seattle Grace Hospital (gemeinsam mit Dr. Ellis Grey, vor der Serie), Oberarzt der Allgemeinchirurgie (seit S1), Chefarzt der Chirurgie (S1–S6), Leiter des Facharztausbildungsprogramms (S12, S14–S18), Oberarzt im Pacific Northwest General Hospital (S16), Ärztlicher Leiter der Catherine Fox Foundation (seit S17) Affäre von Ellis (vor der Serie), Ehemann von Adele (bis S9), Ehemann von Catherine (seit S11) Vater von Maggie, Stiefvater von Jackson | In Flashbacks: J. August Richards |      | Jan-David Rönfeldt                                                                      |                       | 6.15, 11.04                             | 6, 11       | | 2010, 2014           |
| Dr. Alexander „Alex“ Michael Karev                                                     | Assistenzarzt (S1–S8), Oberarzt (S9–S15) und Chefarzt der Pädiatrie (S11–S15), Anteilseigner am Grey Sloan Memorial Hospital (S11–S16), Interimschefarzt der Chirurgie (S15), Chefarzt der Chirurgie im Pacific Northwest General Hospital (S16) Freund von Olivia Harper (S1), Freund (S2, S5, seit S16) und Ehemann von Izzie (S5–S6), Affäre von Addison (S3), Freund von Rebecca „Ava“ Pope (S4), Freund von Lexie (S6), Freund von Dr. Lucy Fields (S7), Freund (S10–S12, S14) und Ehemann von Jo (S14–S16) Vater von Eli und Alexis | Justin Chambers                   |      | Dennis Schmidt-Foß                                                                      | 1.01–16.08            | 16.16 (Stimme)                          | 1–16        | verlässt ganz plötzlich Seattle und zieht in den Bundesstaat Kansas zu Izzie | 2005–2020            |
| Dr. Derek Christopher Shepherd                                                         | Oberarzt (S1–S11) und Chefarzt der Neurochirurgie (S1–S10), Chefarzt der Chirurgie (S6–S7), Vorstandsmitglied des Grey Sloan Memorial Hospital (S9–S11) Ehemann von Addison (bis S3), Freund (S1–S7 mit mehreren Unterbrechungen) und Ehemann von Meredith (S7–S11), Freund von Rose (S4) Bruder von Amelia, Nancy, Liz und Kathleen, Adoptivvater von Zola, Vater von Bailey und Ellis | Patrick Dempsey                   |      | Boris Tessmann                                                                          | 1.01–11.25            | 17.02–17.13                             | 1–11, 17    | stirbt an den Verletzungen eines Autounfalles im Krankenhaus | 2005–2015, 2020–2021 |
| Dr. Cristina Yang                                                                      | Assistenzärztin (S1–S8), Oberärztin der Herzchirurgie (S9–S10), (bekommt von Dr. Owen Hunt das Angebot Chefärztin der Herzchirugie zu werden, lehnt dieses aber ab), Vorstandsmitglied des Grey Sloan Memorial Hospital (S9–S10), Leiterin des Klausman-Institutes in Zürich (seit S10) Affäre von Colin Marlow (vor der Serie), Affäre (S1), Freundin (S2–S3) und Verlobte von Preston (S3), Freundin (S5–S7, S9–S10) und Ehefrau von Owen (S7–S9), Affäre von Dr. Darren Parker (S9), Affäre von Dr. Shane Ross (S10) | Sandra Oh                         |      | Christin Marquitan                                                                      | 1.01–10.24            |                                         | 1–10        | verlässt Seattle und zieht aufgrund eines Jobangebotes nach Zürich | 2005–2014            |
| Dr. Isobel „Izzie“ Catherine Stevens                                                   | Assistenzärztin (S1–S6), Onkologin in Kansas (seit S16) Verlobte von Denny (S2), Affäre und Freundin von George (S3–S4), Freundin (S2, S5, seit S16) und Ehefrau von Alex (S5–S6) Mutter von Eli und Alexis | Katherine Heigl                   |      | Antje von der Ahe                                                                       | 1.01–6.12             |                                         | 1–6         | verlässt Seattle und zieht in den Bundesstaat Kansas | 2005–2010            |
| Dr. George O’Malley                                                                    | Assistenzarzt (S1–S5) Freund von Olivia Harper (S1), One-Night-Stand von Meredith (S2), Ehemann von Callie (S3–S4), Affäre und Freund von Izzie (S3–S4) | T. R. Knight                      |      | Nicola Devico Mamone                                                                    | 1.01–5.24             | 17.04                                   | 1–5, 17     | stirbt an den Verletzungen eines Busunglückes im Krankenhaus | 2005–2009, 2020      |
| Dr. Preston Xavier Burke                                                               | Oberarzt (S1–S3) und Chefarzt der Herzchirurgie (S1–S3), Gründer und Leiter des Klausman-Institutes in Zürich (bis S10) Affäre (S1), Freund (S2–S3) und Verlobter von Cristina (S3) Er ist verheiratet und hat zwei Töchter | Isaiah Washington                 |      | Johannes Berenz                                                                         | 1.01–3.25             | 10.22                                   | 1–3, 10     | verlässt Seattle, zieht nach Zürich (S3–S10) und anschließend mit seiner Familie nach Mailand | 2005–2007, 2014      |
| Dr. Addison Adrianne Forbes Montgomery (S2: Addison Montgomery-Shepherd)               | Oberärztin (S2–S3) und Chefärztin der Fetalchirurgie (S2–S3) Freundin von Mark (vor der Serie), Ehefrau von Derek (bis S3), Affäre von Alex (S3), Ehefrau von Jake Reilly (außerhalb der Serie) Schwester von Archer Forbes Montgomery, Mutter von Henry (Private Practice) | Kate Walsh                        |      | Katja Nottke (Staffel 1–6) Tanja Geke (Staffel 7–8) Katrin Zimmermann (seit Staffel 18) | 2.01–3.25             | 1.09, 4.13–8.13, 18.03–19.16            | 1–8, 18–19  | verlässt Seattle und zieht nach Los Angeles | 2005–2012, 2021–2023 |
| Dr. Calliope „Callie“ Iphigenia Torres (S3: Calliope O’Malley)                         | Assistenzärztin (bis S6), Stationsärztin (S3–S4), Oberärztin (S6–S12) und Chefärztin der Orthopädie (S6–S12), Vorstandsmitglied des Grey Sloan Memorial Hospital (S9–S12) Ehefrau von George (S3–S4), Freundin von Erica (S4–S5), Affäre von Mark (S7), Freundin (S5–S7, seit S14) und Ehefrau von Arizona (S7–S11), Freundin von Penny (S12) Mutter von Sofia Robbin Sloan-Torres | Sara Ramírez                      |      | Ghadah Al-Akel                                                                          | 3.01–12.24            | 2.19–2.25, 2.27                         | 2–12        | verlässt Seattle und zieht mit Penny nach New York | 2006–2016            |
| Dr. Mark Sloan                                                                         | Oberarzt (S3–S9) und Chefarzt der Plastischen Chirurgie (S3–S9), Facharzt für Hals-Nasen-Ohren Heilkunde (S3–S9) Freund von Addison (vor der Serie), Freund von Lexie (S5–S6), Affäre von Teddy (S6), Affäre von Callie (S7), Freund von Dr. Julia Canner (S8) Vater von Sloan Riley und Sofia Robbin Sloan-Torres | Eric Dane                         |      | Matthias Hinze (Staffel 2) David Nathan (Staffel 3–9, 17)                               | 3.02–9.02             | 2.18, 17.10                             | 2–9, 17     | stirbt an den Verletzungen eines Flugzeugabsturzes im Krankenhaus | 2006–2012, 2021      |
| Dr. Erica Hahn                                                                         | Oberärztin (S2–S5) und Chefärztin der Herzchirurgie (S4–S5) Freundin von Callie (S4–S5) | Brooke Smith                      |      | Regine Albrecht (Staffel 2) Almut Zydra (Staffel 3–5)                                   | 4.05–5.07             | 2.25–3.10                               | 2–5         | verlässt Seattle an einen unbekannten Ort | 2006–2008            |
| Dr. Alexandra „Lexie“ Caroline Grey                                                    | Assistenzärztin (S4–S8) Freundin von Mark (S5–S6), Freundin von Alex (S6), Freundin von Jackson (S7–S8) Schwester von Molly, Halbschwester von Meredith, Tante von Zola, Bailey und Ellis | Chyler Leigh                      |      | Marie Bierstedt                                                                         | 4.01–8.24             | 3.24–3.25, 17.10                        | 3–8, 17     | stirbt an den Verletzungen eines Flugzeugabsturzes noch vor Ort | 2007–2012, 2021      |
| Dr. Owen Hunt                                                                          | Oberarzt (seit S5) und Chefarzt der Unfallchirurgie (S5–S15, seit S16), Leiter der Notaufnahme (S5–S15, seit S16), Chefarzt der Chirurgie (S8–S11), Co-Leiter der Notaufnahme (S15), Oberarzt im Pacific Northwest General Hospital (S16) Freund (S5–S7, S9–S10) und Ehemann von Cristina (S7–S9), Freund von Dr. Emma Marling (S10), Freund (S12, S15) und Ehemann von Amelia (S12–S14), Affäre von Carina (S14), Freund (S15), Verlobter (S16–S18) und Ehemann von Teddy (seit S18) Bruder von Megan, Pflegevater von Betty (S15), Adoptivvater von Leo, Vater von Allison | Kevin McKidd                      |      | Tobias Kluckert                                                                         | 5.14–                 | 5.01–5.13                               | 5–          | | 2008–                |
| Dr. Arizona Robbins                                                                    | Oberärztin (S5–S14) und Chefärztin der Pädiatrie (S5–S11), Fellow in der Fetalchirurgie (S11), Chefärztin der Fetalchirurgie (S11–S14), Vorstandsmitglied des Grey Sloan Memorial Hospital (S9–S14) Freundin (S5–S7, seit S14) und Ehefrau von Callie (S7–S11), Affäre von Dr. Lauren Boswell (S9), Affäre von Dr. Leah Murphy (S10), Freundin von Eliza (S13), Freundin von Carina (S14) Adoptivmutter von Sofia Robbin Sloan-Torres | Jessica Capshaw                   |      | Schaukje Könning                                                                        | 6.01–14.24            | 5.11–5.24, 20.04                        | 5–14, 20    | verlässt Seattle und zieht nach New York zu Callie | 2009–2018, 2024      |
| Dr. Theodora „Teddy“ Altman                                                            | Oberärztin (S6–S8, seit S15) und Chefärztin der Herzchirurgie (S6–S8), Chefärztin der Unfallchirurgie (S15–S16), Leiterin der Notaufnahme (S15–S16), Co-Chefärztin der Herzchirurgie (S16–S19), Chefärztin der Chirurgie (seit S19) Affäre von Mark (S6), Freundin von Dr. Andrew Perkins (S7), Ehefrau von Henry Burton (S7–S8), Freundin (S15) und Affäre von Tom (S16), Freundin (S15), Verlobte (S16–S18) und Ehefrau von Owen (seit S18) Pflegemutter von Leo, Mutter von Allison | Kim Raver                         |      | Ranja Bonalana                                                                          | 6.09–8.24, 15.01–     | 14.01–14.24                             | 6–8, 14–    | wird von Owen gefeuert und zieht daraufhin nach Deutschland. Seit S14 ist sie zurück in Seattle und seit S15 arbeitet sie wieder im Grey Sloan Memorial Hospital                                   | 2009–2012, 2017–     |
| Dr. April Kepner                                                                       | Assistenzärztin im Seattle Grace Mercy West (S6–S8), Oberärztin der Unfallchirurgie (S9–S14), Co-Leiterin der Notaufnahme (S9–S14) Affäre (S8–S9, S14), Ehefrau (S10–S12) und Freundin von Jackson (seit S18), Verlobte (S10, S14) und Ehefrau von Matthew Taylor (S14–S17), Affäre von Dr. Vik Roy (S14) Mutter von Samuel (verstorben) und Harriet Avery–Kepner | Sarah Drew                        |      | Julia Stoepel                                                                           | 7.01–14.24            | 6.05–6.24, 17.14, 18.20                 | 6–14, 17–18 | verlässt das Grey Sloan Memorial Hospital, um mit ihrem Ehemann Matthew Tyler zu arbeiten. In S17 trennt sich Matthew von ihr, so dass sie beschließt, gemeinsam mit Jackson nach Boston zu ziehen | 2009–2018, 2021–2022 |
| Dr. Jackson Avery                                                                      | Assistenzarzt im Seattle Grace Mercy West (S6–S8), Oberarzt (S9–S17) und Chefarzt der Plastischen Chirurgie (S9–S17), Facharzt für Hals-Nasen-Ohren Heilkunde (S9–S17), Vorstandsvorsitzender des Grey Sloan Memorial Hospital (S9–S17), Leiter der Catherine Fox Stiftung in Boston (seit S17) Freund von Lexie (S7–S8), Freund von Stephanie (S9–S10), Affäre (S8–S9, S14), Ehemann (S10–S12) und Freund von April (seit S18), Freund von Maggie (S14–S16), Freund von Vic (Station 19) (S16), Affäre von Jo (S17) Stiefbruder von Maggie, Vater von Samuel (verstorben) und Harriet Avery–Kepner | Jesse Williams                    |      | Sascha Rotermund                                                                        | 7.01–17.17            | 6.05–6.24, 18.20, 19.05, 21.01          | 6–19, 21    | verlässt Seattle und zieht gemeinsam mit April nach Boston | 2009–2022, 2024      |
| Dr. Benjamin „Ben“ Warren                                                              | Oberarzt der Anästhesie (S6–S9), Assistenzarzt (S9–S14), Feuerwehrmann bei Station 19 (S14–S20) Freund (S6–S7, S9) und Ehemann von Miranda (seit S9) Stiefvater von William George „Tuck“ Bailey-Jones, Adoptivvater von Joey Phillips, Pflegevater von Pru Miller | Jason George                      |      | Matti Klemm                                                                             | 9.01–14.24, 21.01–    | 6.13–8.24, 15.03–20.10                  | 6–          | | 2010–                |
| Dr. Josephine „Jo“ Wilson (eigentlich Brooke Stadler, S14–S16: Josephine Brooke Karev) | Assistenzärztin (S9–S14), leitende Assistenzärztin (S14–S15), Stipendiatin (S15), Oberärztin der Allgemeinchirurgie (S16–S18), Anteilseignerin am Grey Sloan Memorial Hospital (S16–S17), Assistenzärztin in der Gynäkologie/Geburtshilfe (seit S17) Ehefrau von Dr. Paul Stadler (bis S14), Freundin von Dr. Jason Myers (S10), Freundin (S10–S12, S14) und Ehefrau von Alex (S14–S16), Affäre von Jackson (S17), Affäre und Freundin von Link (seit S18) Adoptivmutter von Luna | Camilla Luddington                |      | Nicole Hannak                                                                           | 10.01–                | 9.01–9.24                               | 9–          | | 2012–                |
| Dr. Stephanie Edwards                                                                  | Assistenzärztin (S9–S13) Freundin von Jackson (S9–S10), Freundin von Kyle Diaz (S12) | Jerrika Hinton                    |      | Anne Helm                                                                               | 10.01–13.24           | 9.01–9.24                               | 9–13        | verlässt Seattle und kommt in eine Spezialklinik für Verbrennungsopfer | 2012–2017            |
| Dr. Shane Ross                                                                         | Assistenzarzt (S9–S10) Affäre von Cristina (S10) | Gaius Charles                     |      | Fabian Oscar Wien                                                                       | 10.01–10.24           | 9.01–9.24                               | 9–10        | verlässt Seattle und geht gemeinsam mit Cristina nach Zürich | 2012–2014            |
| Dr. Leah Murphy                                                                        | Assistenzärztin (S9–S10, S13) Affäre von Arizona (S10) | Tessa Ferrer                      |      | Wanda Worch                                                                             | 10.01–10.24           | 9.01–9.24, 13.03–13.13                  | 9–10, 13    | wird entlassen, kommt in S13 wieder und tritt seitdem nicht mehr in Erscheinung | 2012–2014, 2016–2017 |
| Dr. Amelia Shepherd                                                                    | Oberärztin (seit S11) und Chefärztin der Neurochirurgie (seit S11), Forscherin in der Mayo Clinic (S18) Freundin (S12, S15) und Ehefrau von Owen (S12–S14), Affäre (S15) und Freundin von Link (S16–S18), Affäre von Dr. Kai Bartley (S18-S19) Schwester von Derek, Nancy, Liz und Kathleen, Mutter von Christopher (verstorben) und Scout Derek Shepherd Lincoln, Pflegemutter von Betty (S15), Tante von Zola, Bailey, Ellis und Dr. Lucas Adams | Caterina Scorsone                 |      | Anja Stadlober                                                                          | 11.01–                | 7.03, 8.15, 10.21–10.24                 | 7–8, 10–    | | 2010, 2012, 2014–    |
| Dr. Margaret „Maggie“ Pierce                                                           | Oberärztin (S10–S19) und Chefärztin der Herzchirurgie (S10–S19) Affäre und Freundin von Andrew (S12), Freundin von Jackson (S14–S16), Freundin (S17), Verlobte (S17) und Ehefrau von Winston (S17–S19) Halbschwester von Meredith, Stiefschwester von Jackson | Kelly McCreary                    |      | Anne Düe                                                                                | 11.01–19.20           | 10.23–10.24, 20.09                      | 10–20       | verlässt Seattle, um in Chicago etwas Neues zu beginnen | 2014–2024            |
| Dr. Andrew DeLuca                                                                      | Assistenzarzt (S11–S16), leitender Assistenzarzt (S16), Oberarzt der Allgemeinchirurgie (S17) Affäre und Freund von Maggie (S12), Freund von Dr. Sam Bello (S14), Freund von Meredith (S15–S16) Bruder von Carina | Giacomo Gianniotti                |      | Nicolás Artajo                                                                          | 12.01–17.09           | 11.24–11.25                             | 11–17       | stirbt an den Verletzungen einer Stichwunde im Krankenhaus | 2015–2021            |
| Dr. Nathan Riggs                                                                       | Oberarzt der Herzchirurgie (S12–S14) Affäre (S12) und Freund von Meredith (S13), Freund und Verlobter von Megan Hunt (vor der Serie und S14–S18) | Martin Henderson                  |      | Nicolas Böll                                                                            | 12.06–14.05           |                                         | 12–14       | zieht gemeinsam mit Megan nach Los Angeles | 2015–2017            |
| Dr. Levi Schmitt                                                                       | Assistenzarzt (S14–S20), leitender Assistenzarzt (S16–S19), Co-leitender Assistenzarzt (S19–S21) Freund von Dr. Nico Kim (S15–S18) Affäre von James (seit S21) | Jake Borelli                      |      | Nico Sablik                                                                             | 16.01–21.07           | 14.01–15.25, 21.17                      | 14–21       | Nimmt eine Forschungsstelle für die Pädiatrie in Texas an | 2017–2025            |
| Dr. Tom Koracick                                                                       | Neurochirurg am Johns Hopkins Hospital in Maryland (bis S14), Oberarzt der Neurochirurgie (S14–S17), Ärztlicher Leiter der Catherine Fox Foundation (S16–S17), Anteilseigner am Grey Sloan Memorial Hospital (seit S17), Mitarbeiter der Catherine Fox Stiftung in Boston (seit S17) Freund (S15) und Affäre von Teddy (S16) | Greg Germann                      |      | Oliver Rohrbeck                                                                         | 16.01–17.17           | 14.03–15.25, 18.05, 18.11, 19.05, 21.12 | 14–19, 21   | geht nach Boston, um Jackson bei der Stiftung zu helfen | 2017–2022, 2025      |
| Dr. Atticus „Link“ Lincoln                                                             | Oberarzt (seit S15) und Chefarzt der Orthopädie (seit S15) Affäre (S15) und Freund von Amelia (S16–S18), Affäre und Freund von Jo (seit S18) Vater von Scout Derek Shepherd Lincoln | Chris Carmack                     |      | Alexander Doering                                                                       | 16.01–                | 15.01–15.25                             | 15–         | | 2018–                |
| Dr. Cormac Hayes                                                                       | Oberarzt (S16–S18) und Chefarzt der Pädiatrie (S16–S18) | Richard Flood                     |      | Tommy Morgenstern                                                                       | 17.01–18.10           | 16.09–16.21                             | 16–18       | verlässt Seattle und geht mit seinen Söhnen zurück nach Irland | 2019–2022            |
| Dr. Winston Ndugu                                                                      | Herzchirurg im Tufts Medical Center (bis S17), Oberarzt (seit S17) und Chefarzt der Herzchirurgie (seit S19) Freund (S17), Verlobter (S17) und Ehemann von Maggie (S17–S19) | Anthony Hill                      |      | Johannes Raspe                                                                          | 17.01–                | 16.19                                   | 16–         | | 2020–                |
| Dr. Nick Marsh                                                                         | Patient im Grey Sloan Memorial Hospital (S14), Transplantationschirurg an der Mayo Clinic in Minnesota (bis S18), Oberarzt (S18–S20) und Chefarzt der Transplantationschirurgie (S18–S20), Leiter des Facharztausbildungsprogramms (S19–S20) Freund von Meredith (seit S18 mit Unterbrechung) | Scott Speedman                    |      | Jaron Löwenberg                                                                         | 18.01–19.20           | 14.17, 20.01–21.03, 21.10–21.13         | 14, 18–     | verlässt Seattle und folgt Meredith nach Boston | 2018, 2021–          |
| Dr. Simone Griffith                                                                    | Assistenzärztin (seit S19) Ex-Verlobte von Trey Delgado (S19), Affäre und Freundin von Lucas (seit S19) | Alexis Floyd                      |      | Jenny Löffler                                                                           | 19.01–                |                                         | 19–         | | 2022–                |
| Dr. Lucas Adams                                                                        | Assistenzarzt (seit S19) Affäre und Freund von Simone (seit S19) Neffe von Meredith und Amelia | Niko Terho                        |      | Sascha Werginz                                                                          | 19.01–                |                                         | 19–         | | 2022–                |
| Dr. Mika Yasuda                                                                        | Assistenzärztin (S19–S21) Affäre und Freundin von Taryn Helm (S19–S20) Affäre von Jules (seit S21) | Midori Francis                    |      | Melinda Rachfahl                                                                        | 19.01–21.08           |                                         | 19–21       | Verlässt auf Grund des Todes ihrer Schwester das Krankenhaus | 2022–2024            |
| Dr. Jules Millin                                                                       | Assistenzärztin (seit S19) Affäre von Link (S19), Affäre von Benson (S19) Affäre von Mika (seit S21) | Adelaide Kane                     |      | Lydia Morgenstern                                                                       | 19.01–                |                                         | 19–         | | 2022–                |
| Dr. Benson „Blue“ Kwan                                                                 | Assistenzarzt (seit S19) Affäre von Jules (S19) | Harry Shum Jr.                    |      | Julien Haggège                                                                          | 19.01–                |                                         | 19–         | | 2022–                |

### Nebenbesetzung
| Rolle                                | Familie & Beruf | Schauspieler                  | Synchronsprecher                                                  | Episoden | Staffeln                 | Info | Zeitraum                                         |
| ------------------------------------ | --- | ----------------------------- | ----------------------------------------------------------------- | --- | ------------------------ | --- | ------------------------------------------------ |
| Dr. Ellis Grey                       | Assistenzärztin im Seattle Grace Hospital (zusammen mit Dr. Richard Webber), Oberärztin der Allgemeinchirurgie am Massachusetts General in Boston (alles vor der Serie), zweimalige Harper Avery Award-Gewinnerin Affäre von Richard, Ex-Ehefrau von Thatcher Mutter von Meredith und Maggie, Großmutter von Zola, Bailey und Ellis, Schwiegermutter von Derek | Kate Burton                   | Anita Lochner (Staffel 1–3, 8, 11) Kornelia Boje (Staffel 15, 18) | 1.01–3.17, 8.13, 11.01–11.23, 14.07–15.16, 18.01–19.15 | 1–3, 8, 11, 14–15, 18–19 | Stirbt in S3 den Serientod. Taucht danach in Flashbacks oder als Geist auf                                                                                                 | 2005–2007, 2012, 2014–2015, 2017–2019, 2021–2023 |
| Dr. Ellis Grey                       | Assistenzärztin im Seattle Grace Hospital (zusammen mit Dr. Richard Webber), Oberärztin der Allgemeinchirurgie am Massachusetts General in Boston (alles vor der Serie), zweimalige Harper Avery Award-Gewinnerin Affäre von Richard, Ex-Ehefrau von Thatcher Mutter von Meredith und Maggie, Großmutter von Zola, Bailey und Ellis, Schwiegermutter von Derek | In Flashbacks: Sarah Paulson  | Anna Carlsson                                                     | 6.15 | 6                        | | 2010                                             |
| Dr. Ellis Grey                       | Assistenzärztin im Seattle Grace Hospital (zusammen mit Dr. Richard Webber), Oberärztin der Allgemeinchirurgie am Massachusetts General in Boston (alles vor der Serie), zweimalige Harper Avery Award-Gewinnerin Affäre von Richard, Ex-Ehefrau von Thatcher Mutter von Meredith und Maggie, Großmutter von Zola, Bailey und Ellis, Schwiegermutter von Derek | In Flashbacks: Sally Pressman | Melanie Pukaß                                                     | 11.01, 11.04 | 11                       | | 2014                                             |
| Katie Bryce                          | Merediths erste Patientin | Skyler Shaye                  | Maria Koschny                                                     | 1.01, 12.12, 16.08 | 1, 12, 16                | | 2005, 2016, 2019                                 |
| Tyler Christian                      | Krankenpfleger | Moe Irvin                     | Asad Schwarz                                                      | 1.01–7.15, 10.18 | 1–7, 10                  | | 2005–2011, 2014                                  |
| Patricia Murphy                      | Richards Assistentin, Oberschwester | Robin Pearson Rose            | Gisela Fritsch                                                    | 1.02–3.25, 5.11, 16.08 | 1–3, 5, 16               | | 2005–2007, 2009, 2019                            |
| Dr. Raj Sen                          | Psychiater | Anjul Nigam                   | Klaus Peter Grap                                                  | 1.02–2.13, 4.05, 13.14 | 1–2, 4, 13               | | 2005–2007, 2017                                  |
| Olivia Jankovic geb. Harper          | Krankenschwester, Freundin von George (S1) und Alex (S1) | Sarah Utterback               | Anja Stadlober (Staffel 1–4, 6) Kaya Marie Möller (Staffel 14)    | 1.07–4.05, 6.03, 14.21 | 1–4, 6, 14               | Wird nach der Fusion gekündigt und kommt zurück, nachdem ihr Sohn ein Spielzeug verschluckt hat.                                                                           | 2005–2007, 2009, 2018                            |
| Joe                                  | Besitzer von Joe’s Bar | Steven W. Bailey              | Olaf Reichmann                                                    | 2.01–3.25, 5.04–7.09 | 2–3, 5–7                 | | 2005–2007, 2008–2010                             |
| Adele Webber                         | Ehefrau von Richard (bis S9) | Loretta Devine                | Philine Peters-Arnolds                                            | 2.02–9.10 | 2–9                      | Stirbt in S9 den Serientod | 2005–2013                                        |
| Tucker Jones                         | Ehemann von Miranda (S1–S5) | Cress Williams                | Thomas Petruo                                                     | 2.05–4.14 | 2–4                      | Lässt sich von Dr. Miranda Bailey scheiden | 2005–2008                                        |
| Harold O’Malley                      | Vater von George | George Dzundza                | Helmut Krauss                                                     | 2.09–3.12 | 2–3                      | Stirbt in S3, den Serientod | 2005–2007                                        |
| Denny Duquette                       | Verlobter von Izzie (S2) | Jeffrey Dean Morgan           | Charles Rettinghaus                                               | 2.13–3.17, 5.02–5.23 | 2–3, 5                   | Stirbt in S2 den Serientod und taucht danach als Geist auf. | 2006–2009                                        |
| Dr. Sydney Heron                     | Allgemeinchirurgin | Kali Rocha                    | Ilona Schulz                                                      | 2.15, 3.07, 3.15–3.17, 3.21, 4.05, 4.08, 21.01–21.03 | 2–4, 21                  | | 2006–2007, 2024                                  |
| Dylan Young                          | Bombenentschärfer | Kyle Chandler                 | Joachim Tennstedt                                                 | 2.16–2.17, 3.16–3.17 | 2–3                      | Stirbt, als er die Bombe aus dem Körper eines Patienten aus Versehen explodieren lässt.                                                                                    | 2006–2007                                        |
| Thatcher Grey                        | Vater von Meredith, Lexie und Molly, Ehemann von Eileen, Großvater von Zola, Bailey und Ellis, Schwiegervater von Derek, Ex-Ehemann von Ellis | Jeff Perry                    | Hans Hohlbein                                                     | 2.18, 2.22, 3.11–3.12, 3.18, 3.22–3.24, 4.07–4.08, 5.21, 6.04, 6.10, 7.14, 15.11 | 2–7, 15                  | Stirbt in S15 den Serientod | 2006–2008, 2010, 2012, 2019                      |
| Dr. Finn Dandridge                   | Tierarzt, Freund von Meredith (S2) | Chris O’Donnell               | Sven Hasper                                                       | 2.22–2.25, 2.27–3.04 | 2–3                      | Meredith entscheidet sich für Derek | 2006                                             |
| Eileen Grey                          | Mutter von Lexie und Molly, Frau von Thatcher | Mare Winningham               | Heidrun Bartholomäus                                              | 2.22, 3.10, 3.18, 3.20, 3.22–3.23 | 2–3                      | Stirbt in S3 den Serientod. | 2006–2007                                        |
| Molly Grey-Thompson                  | Tochter von Eileen und Thatcher, Schwester von Lexie, Halbschwester von Meredith | Mandy Siegfried               | Maud Ackermann                                                    | 2.22, 3.10, 3.24 | 2–3                      | | 2006–2007                                        |
| Jane Burke                           | Mutter von Preston Burke | Diahann Carroll               | Monica Bielenstein                                                | 3.02, 3.22–3.23, 3.25, 4.02 | 3–4                      | | 2006–2007                                        |
| Louise O’Malley                      | Mutter von George, Ex-Schwiegermutter von Callie | Debra Monk                    | Rita Engelmann                                                    | 3.09–3.12, 4.11, 6.01, 8.08 | 3–4, 6, 8                | | 2006–2009, 2011                                  |
| Rebecca „Ava“ Pope                   | Opfer des Fährenunglücks, Freundin von Alex (S4) | Elizabeth Reaser              | Melanie Pukaß                                                     | 3.15–3.25, 4.05, 4.09–4.10, 4.13, 4.15–4.17 | 3–4                      | Wird in eine psychische Klinik eingewiesen, nachdem bei ihr Schizophrenie diagnostiziert worden ist.                                                                       | 2007–2008                                        |
| Nicole Cummins                       | Sanitäterin | Nicole Rubio                  | Sabine Walkenbach                                                 | 3.15, 3.24, 4.04, 4.06, 5.08–5.09, 5.17, 5.20, 6.03, 6.14, 6.18, 7.09–7.10, 8.04, 8.09, 8.13–8.15, 8.18, 8.21, 9.10–9.11, 9.13–9.14, 9.19, 9.23, 10.04, 10.12–10.13, 10.15, 10.17, 10.24, 11.06–11.07, 11.23, 12.01, 14.07 | 3–12, 14                 | | 2007–2015, 2017                                  |
| Dr. Colin Marlow                     | Kardiologe, Professor und Freund von Cristina (vor der Serie) | Roger Rees                    | Bodo Wolf                                                         | 3.18–3.20 | 3                        | | 2007                                             |
| Carlos Torres                        | Vater von Callie | Hector Elizondo               | Reinhard Kuhnert (Staffel 3, 5–6) Christian Rode (Staffel 7, 10)  | 3.19, 5.20, 6.05, 7.20, 10.09 | 3, 5–7, 10               | | 2007, 2009, 2011, 2013                           |
| Larry Jennings                       | Aufsichtsratsvorsitzender | Mitch Pileggi                 | Norbert Gescher                                                   | 3.21, 6.01–6.02, 6.06, 6.08, 6.12–6.13, 8.02, 8.16 | 3, 6, 8                  | | 2007, 2009–2010, 2012                            |
| Dr. Pierce Halley                    | Assistenzarzt | Joseph Williamson             | Jan Andres (Staffel 3) Ricardo Richter (Staffel 4–6)              | 3.25–4.02, 4.08–4.09, 4.14, 5.03–5.06, 5.08–5.09, 5.13–5.15, 5.17–5.19, 5.22, 6.01, 6.03 | 3–6                      | wurde durch die Fusion gekündigt | 2007–2009                                        |
| Dr. Steve Mostow                     | Assistenzarzt | Mark Saul                     | Karlo Hackenberger                                                | 4.01–4.04, 4.07–4.10, 5.01–5.10, 5.12–5.19, 5.22, 6.01, 6.03–6.05, 6.07, 6.11, 6.22–6.23, 7.07, 8.14 | 4–8                      | | 2007–2012                                        |
| Dr. Graciella Guzman                 | Assistenzärztin | Gloria Garayua                | Julia Ziffer                                                      | 4.01, 4.03–4.04, 4.13, 5.03–5.13, 5.15–5.17, 5.19, 6.01, 6.03, 6.05, 6.22–6.23 | 4–6                      | | 2007–2010                                        |
| Dr. Megan Nowland                    | Assistenzärztin | Molly Kidder                  | Sabine Winderfeldt                                                | 4.01, 4.03–4.04, 4.08, 4.13, 4.16, 5.01, 5.03–5.06, 5.08–5.09, 5.11–5.19, 5.22, 6.01, 6.03, 6.13 | 4–6                      | wurde durch die Fusion gekündigt | 2007–2010                                        |
| Dr. Dani Mandvi                      | Assistenzärztin | Amrapali Ambegaokar           | Isabelle Schmidt                                                  | 4.01–4.03, 4.07–4.08, 5.01–5.06, 5.11, 5.13, 5.15, 5.17–5.19, 5.22, 6.03 | 4–6                      | wurde durch die Fusion gekündigt | 2007–2009                                        |
| Dr. Leo Byrider                      | Assistenzarzt | Winston Story                 | Sebastian Christop Jacob                                          | 4.01, 4.03–4.04, 4.13, 5.03–5.06, 5.08–5.09, 5.13–5.15, 5.17–5.19, 5.22, 6.01, 6.03 | 4–6                      | wurde durch die Fusion gekündigt | 2007–2009                                        |
| Dr. Norman Shales                    | Assistenzarzt | Edward Herrmann               | Jürgen Thormann                                                   | 4.03–4.05 | 4                        | Bekommt im OP einen Herzinfarkt, geht danach in die Psychiatrie als Assistenzarzt.                                                                                         | 2007                                             |
| Rose                                 | OP-Schwester, Freundin von Derek (S4) | Lauren Stamile                | Dascha Lehmann                                                    | 4.08–5.02 | 4–5                      | Derek trennt sich von ihr. | 2007–2008                                        |
| Dr. Katherine Wyatt                  | Psychologin von Meredith und Owen | Amy Madigan                   | Kerstin Sanders-Dornseif                                          | 4.12–4.17, 5.03, 5.20, 6.02 | 4–6                      | | 2008–2009                                        |
| Dr. Ryan Spalding                    | Assistenzarzt | Brandon Scott                 | Ozan Ünal                                                         | 5.06–5.10, 5.12–5.19, 6.05 | 5–6                      | | 2008–2009                                        |
| Dr. Virginia Dixon                   | Herz-Thorax-Chirurgin, vorübergehende Leiterin der Herz-Thorax-Chirurgie (S5) | Mary McDonnell                | Petra Barthel                                                     | 5.08, 5.10, 5.14 | 5                        | | 2008–2009                                        |
| Dr. Sadie Harris                     | Assistenzärztin, Studienfreundin von Meredith | Melissa George                | Natascha Geisler                                                  | 5.08–5.15 | 5                        | Hat sich durch gefälschte Ergebnisse in das Assistenzarztprogramm geschummelt. Wird gefeuert.                                                                              | 2008–2009                                        |
| Dr. Jim Nelson                       | Neurochirurg | Phil Abrams                   | Gerald Schaale                                                    | 5.17, 6.04, 6.18 | 5–6                      | | 2009–2010                                        |
| Dr. Rebecca Swender                  | Onkologin von Izzie | Kimberly Elise                | Andrea Aust                                                       | 5.19–5.20, 5.23 | 5                        | | 2009                                             |
| Evelyn Hunt                          | Mutter von Owen und Megan | Debra Mooney                  | Luise Lunow                                                       | 5.23, 7.01, 11.17, 12.08, 12.24, 14.01–14.02, 15.04, 16.21, 17.17–18.01, 18.08 | 5, 7, 11–12, 14–18       | | 2009–2010, 2015–2018, 2020–2021                  |
| Dr. Charles Percy                    | Assistenzarzt des Mercy West (Fusion) | Robert Baker                  | Michael Iwannek                                                   | 6.05–6.06, 6.08–6.09, 6.11, 6.13, 6.16, 6.18, 6.21, 6.23–6.24, 8.13, 12.11 | 6, 8, 12                 | Wird von Gary Clark während des Amoklaufs ermordet. | 2009–2010, 2012, 2016                            |
| Dr. Reed Adamson                     | Assistenzärztin des Mercy West (Fusion) | Nora Zehetner                 | Sonja Spuhl                                                       | 6.05–6.09, 6.11, 6.13, 6.21–6.23 | 6                        | Wird von Gary Clark während des Amoklaufs ermordet. | 2009–2010                                        |
| Sloan Riley                          | Tochter von Mark, Halbschwester von Sofia | Leven Rambin                  | Maria Koschny                                                     | 6.10–6.11, 6.14, 6.19–6.20 | 6                        | Zieht wieder zurück nach Hause. | 2009–2010                                        |
| William Bailey                       | Vater von Miranda | Frankie Faison                | Jürgen Kluckert                                                   | 6.10, 9.10, 14.11, 17.05 | 6, 9, 14, 17             | | 2009, 2013, 2018, 2020                           |
| Gary Clark                           | Amokläufer im Krankenhaus (S6) | Michael O’Neill               | Ernst Meincke                                                     | 6.19, 6.21, 6.23–6.24 | 6                        | Begeht nach dem Amoklauf Suizid. | 2010                                             |
| Dr. Andrew Perkins                   | Psychologe, Freund von Teddy (S7) | James Tupper                  | Viktor Neumann                                                    | 7.01–7.03, 7.19–7.22 | 7                        | | 2010–2011                                        |
| Dr. Robert Stark                     | Leiter der Pädiatrie (S7) | Peter MacNicol                | Tobias Meister                                                    | 7.08–7.09, 7.11, 7.16–7.17, 7.19–7.20 | 7                        | Kommt, nachdem Arizona nach Malawi gegangen ist, ist aber sehr konservativ, weshalb er nicht akzeptiert wird. Übernimmt nach der Rückkehr von Arizona ihren Job in Malawi. | 2010–2011                                        |
| Eli Lloyd                            | Krankenpfleger, Freund von Miranda (S7–S8) | Daniel Sunjata                | Markus Pfeiffer                                                   | 7.10, 7.12, 7.15, 7.17–7.18, 7.22, 8.04–8.05 | 7–8                      | | 2010–2011                                        |
| Henry Burton                         | Patient von Richard, Ehemann von Teddy (S7–S8) | Scott Foley                   | Till Endemann                                                     | 7.10–7.12, 7.15, 7.17–7.19, 7.21–7.22, 8.02, 8.05, 8.07–8.10 | 7–8                      | Stirbt den Serientod in S8 | 2010–2012                                        |
| Dr. Lucy Fields                      | Gynäkologin (u. a. von Callie und Cristina), Freundin von Alex (S7) | Rachael Taylor                | Sanam Afrashteh                                                   | 7.13–7.18, 7.21–7.22 | 7                        | | 2011                                             |
| Janet Meyers                         | Sozialarbeiterin | Janora McDuffie               | Andrea Aust                                                       | 7.21–8.02, 8.05, 8.10 | 7–8                      | | 2011–2012                                        |
| Dr. Catherine Fox (ehemals Avery)    | Urologin, Leiterin der Harper Avery Stiftung (bis S14), Leiterin der Catherine Fox Foundation (seit S14) Mutter von Jackson, Stiefmutter von Maggie, Ehefrau von Richard (seit S11), Großmutter von Samuel (verstorben) und Harriet | Debbie Allen                  | Regina Lemnitz                                                    | 8.05, 8.17, 8.21–8.22, 9.04, 9.11, 9.16–9.17, 10.02, 10.05, 10.16, 10.20–10.21, 10.24, 11.11–11.12, 11.19, 11.22, 11.24–12.01, 12.11, 12.16–12.17, 12.19, 12.23, 13.01, 13.06–13.07, 13.12–13.13, 13.15–13.16, 13.21, 13.24, 14.03–14.04, 14.07, 14.11–14.12, 14.16, 14.19–14.21, 14.24–15.01, 15.07, 15.10–15.12, 15.15, 15.20, 15.24–16.01, 16.03, 16.05, 16.07, 16.09, 16.11–16.12, 16.19–16.21, 17.02, 17.08, 17.10, 17.12, 17.14, 17.17, 18.04, 18.10, 18.13, 18.16–18.18, 18.20, 19.05, 19.10, 19.15, 19.19–20.01, 20.03, 20.06, 20.08–21.03, 21.10–21.11, 21.15, 21.18 | 8–                       | | 2011–                                            |
| Dr. Julia Canner                     | Augenärztin, Freundin von Mark (S8) | Holley Fain                   | Luisa Wietzorek                                                   | 8.07, 8.10, 8.12, 8.22, 9.02 | 8–9                      | Mark trennt sich vor seinem Tod von ihr. | 2011–2012                                        |
| Dr. Morgan Peterson                  | Assistenzärztin | Amanda Fuller                 | Magdalena Turba                                                   | 8.15–8.18, 8.21 | 8                        | | 2012                                             |
| Dr. Craig Thomas                     | Arzt in Minnesota | William Daniels               | Rüdiger Evers                                                     | 8.22, 9.01, 9.03–9.05 | 8–9                      | Bekommt im OP einen Herzinfarkt und verstirbt. | 2012                                             |
| Dr. Darren Parker                    | Cristinas Chefarzt und Affäre in Minnesota (S9) | Steven Culp                   | Wolfgang Wagner                                                   | 9.01, 9.03–9.05 | 9                        | | 2012                                             |
| Dr. Heather Brooks                   | Assistenzärztin | Tina Majorino                 | Nadine Zaddam                                                     | 9.01–9.02, 9.04–9.11, 9.14–9.20, 9.22–10.02 | 9–10                     | Stirbt durch einen Stromschlag im Keller während des Sturms. | 2012–2013                                        |
| Dr. Jeff Russell                     | Oberarzt der Kardiologie | Dominic Hoffman               | Oliver Siebeck                                                    | 9.06, 9.13, 9.18, 10.21 | 9–10                     | Kündigt, nachdem Cristina Yang den Harper-Avery-Award nicht erhalten hat.                                                                                                  | 2012–2014                                        |
| Roberta Thompson                     | Vorstandsmitglied des Seattle Grace Mercy West Hospitals | Roma Maffia                   | Helga Sasse                                                       | 9.07, 9.11, 9.15–9.16 | 9                        | | 2012–2013                                        |
| Elena Bailey                         | Mutter von Miranda | Bianca F. Taylor              | Sabina Trooger                                                    | 9.09–9.10, 14.11, 17.05 | 9, 14, 17                | Stirbt in S17 den Serientod. | 2012–2013, 2018, 2020                            |
| Matthew Taylor                       | Sanitäter, Verlobter (S9–S10) und Ehemann (S14) von April | Justin Bruening               | David Turba                                                       | 9.12, 9.14–9.15, 9.19–9.21, 9.23–9.24, 10.02, 10.08, 10.11–10.12, 14.10, 14.19, 14.23–14.24 | 9–10, 14                 | | 2013–2014, 2018                                  |
| Dr. Alana Cahill                     | Beraterin und Buchhalterin des Seattle Grace Mercy West Hospitals (S9), ehemalige Ärztin | Constance Zimmer              | Katrin Zimmermann                                                 | 9.12–9.16 | 9                        | | 2013                                             |
| Dr. Jason Myers                      | Gynäkologe, Freund von Jo (S9) | Charles Michael Davis         | Tobias Schmidt                                                    | 9.15, 9.17–9.19, 9.21–9.23 | 9                        | Drängt Jo zu etwas, wird daraufhin von Alex verprügelt. | 2013                                             |
| Dr. Lauren Boswell                   | Ärztin, Affäre von Arizona (S9) | Hilarie Burton                | Victoria Sturm                                                    | 9.22–9.24 | 9                        | | 2013                                             |
| Dr. Emma Marling                     | Fetalchirurgin im Seattle Presbyterian, Freundin von Owen (S10) | Marguerite Moreau             | Nana Spier                                                        | 10.04, 10.06, 10.08, 10.10, 10.12, 10.14 | 10                       | | 2013–2014                                        |
| Jimmy Evans                          | Vater von Alex | James Remar                   | Jan Spitzer                                                       | 10.04–10.06, 10.11–10.13 | 10                       | Stirbt den Serientod | 2013–2014                                        |
| Dr. Nicole Herman                    | Chefin von Arizona in der Fetalchirurgie | Geena Davis                   | Ulrike Möckel                                                     | 11.01, 11.03, 11.05–11.14, 14.23 | 11, 14                   | Bekommt einen Hirntumor, welcher von Dr. Amelia Shepherd entfernt wird. Erblindet durch die OP und eröffnet mit Arizona eine Fetal-Klinik.                                 | 2014–2015, 2018                                  |
| Dr. Penelope „Penny“ Blake           | Assistenzärztin, Freundin von Callie (S12) | Samantha Sloyan               | Marion Musiol                                                     | 11.21, 12.04–12.10, 12.12–12.23 | 11–12                    | Chirurgin von Dr. Derek Shepherd, Geht nach New York. | 2015–2016                                        |
| Dr. Isaac Cross                      | Assistenzarzt | Joe Adler                     | Roland Wolf                                                       | 11.24–12.02, 12.04–12.10, 12.15, 12.18, 12.24–13.01, 13.14, 13.19, 13.24 | 11–13                    | | 2015–2017                                        |
| Dr. Mitchell Spencer                 | Assistenzarzt | Joe Dinicol                   | Jan Makino                                                        | 11.24–12.01, 12.04, 12.07, 12.13 | 11–12                    | | 2015–2016                                        |
| Dr. Hannah Brody                     | Assistenzärztin | Vivian Nixon                  | Elisa Bannat                                                      | 12.04, 12.16, 12.18, 13.09, 13.14, 13.19, 13.21, 13.23, 14.03, 15.03, 16.04, 16.08–16.10, 16.13, 16.18, 16.21 | 12–16                    | | 2015–2020                                        |
| Dr. William Thorpe                   | Militärarzt, Affäre von Meredith (S12) | Scott Elrod                   | Jaron Löwenberg                                                   | 12.13–12.16 | 12                       | | 2016                                             |
| Kyle Diaz                            | Musiker, Freund von Stephanie (S12) | Wilmer Valderrama             | Marios Gavrilis                                                   | 12.17, 12.20–12.23 | 12                       | Bekommt eine Hirnhautentzündung, muss operiert werden und verstirbt bei der OP.                                                                                            | 2016                                             |
| Dr. Eliza Minnick                    | Sportorthopädin, Leiterin des Facharztausbildungsprogrammes (S13), Freundin von Arizona (S13) | Marika Domińczyk              | Ann Vielhaben                                                     | 13.07, 13.09, 13.11–13.15, 13.19, 13.22–13.24 | 13                       | Wird von Dr. Miranda Bailey gefeuert, nachdem versäumt wurde, die Feuerwehr auf das Verschwinden von Dr. Stephanie Edwards hinzuweisen.                                    | 2016–2017                                        |
| Dr. Megan Hunt                       | Traumatologin bei der Army, Schwester von Owen, Freundin von Nathan (S14), chirurgische Aushilfe in der Traumatologie am Grey Sloan (S18) | Bridget Regan                 | Manja Doering                                                     | 13.08 | 13                       | | 2016                                             |
| Dr. Megan Hunt                       | Traumatologin bei der Army, Schwester von Owen, Freundin von Nathan (S14), chirurgische Aushilfe in der Traumatologie am Grey Sloan (S18) | Abigail Spencer               | Melanie Hinze                                                     | 14.01–14.05, 15.20, 18.01–18.02, 18.04–18.06, 18.08–18.10, 18.13 | 14–15, 18                | | 2017–2018, 2021–2022                             |
| Diane Pierce                         | Adoptivmutter von Maggie | LaTanya Richardson Jackson    | Cornelia Meinhardt                                                | 13.12, 13.17–13.18, 18.12, 19.15 | 13, 18–19                | Stirbt in S13 den Serientod. | 2017, 2022–2023                                  |
| Dr. Paul Stadler                     | Ehemann von Brooke Stadler (alias Jo Wilson) (bis S14) | Matthew Morrison              | Sven Hasper                                                       | 13.23, 14.08–14.10 | 13–14                    | Kommt nach Seattle, nachdem Jo die Scheidungspapiere eingereicht hat. Verstirbt nach einem Autounfall und einem weiteren SHT durch eine Hirnblutung.                       | 2017–2018                                        |
| Dr. Carina DeLuca                    | Oberärztin in der Gynäkologie (S14), Schwester von Andrew, Freundin von Arizona (S14), Affäre von Owen (S14), Freundin (seit S16), Verlobte und Frau von Maya Bishop (Station 19) (seit S17) | Stefania Spampinato           | Melanie Pukaß                                                     | 14.01–14.04, 14.06–14.10, 14.12, 14.14, 14.19–14.22, 14.24–15.01, 15.04, 15.15–15.18, 15.25–16.01, 16.09, 16.14–16.15, 16.18, 16.21–17.01, 17.03, 17.06–17.08, 17.15, 18.04–18.05, 18.08, 18.10, 19.06, 19.11–19.12, 19.16, 20.07 | 14–20                    | | 2017–2024                                        |
| Dr. Taryn Helm                       | Assistenzärztin (seit S14), Kellnerin in Joe’s Bar (S19), Co-leitende Assistenzärztin zusammen mit Levi Schmitt, Freundin von Mika Yasuda (seit S19) | Jaicy Elliot                  | Marie-Isabel Walke                                                | 14.04, 14.06–14.10, 14.12–14.14, 14.16, 14.18–14.24, 15.02–15.05, 15.08–15.11, 15.13–15.15, 15.17–15.20, 15.24, 16.02, 16.04–16.06, 16.08–16.10, 16.13–16.15, 16.18, 16.20–17.01, 17.03–17.08, 17.11–17.12, 17.15–18.04, 18.08–18.11, 18.13–18.17, 18.19–18.20, 19.02, 19.04, 19.07, 19.09, 19.13, 19.16–20.02, 20.05–20.06, 20.08–20.10, 21.04, 21.06, 21.10, 21.15–21.17 | 14–                      | Arbeitet nach der Schließung des Assistenzarztprogramms in Joe's Bar, kommt jedoch in S19 nach Änderungen wieder als Assistenzärztin zurück.                               | 2017-                                            |
| Dr. Sam Bello                        | Assistenzärztin, Freundin von Andrew (S14) | Jeanine Mason                 | Julia Kaufmann                                                    | 14.04, 14.06–14.09, 14.12–14.14, 14.16, 14.18–14.20 | 14                       | | 2017–2018                                        |
| Dr. Vik Roy                          | Assistenzarzt, Affäre von April (S14) | Rushi Kota                    | Kaze Uzumaki                                                      | 14.04, 14.06–14.07, 14.09–14.10, 14.12–14.13, 14.16, 14.19–15.01, 15.03 | 14–15                    | Wurde aufgrund eines Fehlers bei einem Patienten gekündigt. | 2017–2018                                        |
| Dr. Dahlia Qadri                     | Assistenzärztin | Sophia Ali                    | Franziska Endres                                                  | 14.04, 14.06–14.08, 14.12–14.13, 14.16, 14.19–14.20, 14.22–14.24, 15.02, 15.04, 15.08–15.09, 15.13–15.14, 15.17–15.19, 15.22, 15.24–16.03 | 14–16                    | Wurde von Dr. Bailey gekündigt. | 2017–2019                                        |
| Dr. Casey Parker                     | Assistenzarzt | Alex Blue Davis               | Dirk Stollberg                                                    | 14.04, 14.06–14.09, 14.12, 14.14, 14.16, 14.18–14.20, 14.23–15.02, 15.05–15.06, 15.10–15.11, 15.13–15.14, 15.17–15.18, 16.03–16.04, 16.08–16.10 | 14–16                    | | 2017–2020                                        |
| Britney Dickinson alias Betty Nelson | Pflegekind von Amelia und Owen (S15), Mutter von Leo | Peyton Kennedy                | Giovanna Winterfeldt                                              | 14.21–15.01, 15.04–15.05, 15.08–15.09, 15.12, 15.14–15.15 | 14–15                    | Zieht wieder zurück zu ihren Eltern. | 2018–2019                                        |
| Helen Karev                          | Mutter von Alex | Lindsay Wagner                | Marina Krogull                                                    | 14.22, 15.15–15.17 | 14–15                    | | 2018–2019                                        |
| Cece Colvin                          | Patientin im Grey Sloan Memorial Hospital | Caroline Clay                 | Katarina Tomaschewsky                                             | 15.01–15.03, 15.05, 15.08–15.09, 15.24 | 15                       | Stirbt während einer Operation. | 2018–2019                                        |
| Dr. Nico Kim                         | Orthopädischer Chirurg, Stipendiat von Dr. Lincoln, Freund von Dr. Levi Schmitt (S15–S18) | Alex Landi                    | Nicolai Tegeler                                                   | 15.01–15.03, 15.05–15.06, 15.08–15.10, 15.12, 15.14, 15.16–15.17, 15.22–16.01, 16.03, 16.06, 16.08–16.10, 16.12–16.15, 16.18, 17.01–17.02, 17.04, 17.07–17.08, 17.13, 17.16–18.01, 18.04, 18.06, 18.09–18.10, 18.16, 18.18, 18.20, 20.03 | 15–18, 20                | | 2018–2022, 2024                                  |
| Dr. Vincenzo DeLuca                  | Chirurg, Vater von Andrew und Carina | Lorenzo Caccialianza          | Claudio Maniscalco                                                | 15.15–15.17 | 15                       | | 2019                                             |
| Gemma Larson                         | Gute Freundin von Richard | Jasmine Guy                   | Joseline Gassen                                                   | 15.22, 16.03, 16.05, 16.07, 16.09 | 15–16                    | Stirbt an Nierenversagen, verweigert zuvor die Behandlung. | 2019–2020                                        |
| Myrna Schmitt                        | Mutter von Levi | Michelle Gardner              | Martina Treger                                                    | 15.25, 16.12, 18.06, 18.15 | 15–16, 18                | | 2019–2022                                        |
| Nancy Klein                          | Anwältin von Meredith (S16) | Devika Parikh                 | Alexandra Wilcke                                                  | 16.01, 16.05, 16.08 | 16                       | | 2019                                             |
| Dr. Blake Simms                      | Assistenzarzt, Stipendiat von Dr. Tom Koracick | Dewin Way                     | Oliver Bender                                                     | 16.02, 16.04, 16.08–16.10, 16.13, 16.15, 16.17 | 16                       | | 2019–2020                                        |
| Dr. Zander Perez                     | Assistenzarzt | Zaiver Sinnett                | Fabian Hollwitz                                                   | 16.09, 16.14, 17.01–17.02, 17.08, 17.15, 17.17, 18.02–18.05, 18.08, 18.10–18.11, 18.14–18.16, 18.19–18.20 | 16–18                    | | 2019–2022                                        |
| Dr. Mabel Tseng                      | Assistenzärztin | Sylvia Kwan                   | Betty Förster                                                     | 16.13, 16.21–17.01, 17.03–17.04, 17.12, 18.02–18.05, 18.07–18.08, 18.10, 18.13–18.14, 18.18–18.20 | 16–18                    | | 2020–2022                                        |
| Dr. Reza Khan                        | Assistenzarzt | Nikhil Shukla                 | Tino Hillebrand                                                   | 17.03, 17.05, 17.07, 17.11, 17.17, 18.04, 18.08–18.09 | 17–18                    | | 2020–2022                                        |
| Dr. Sara Ortiz                       | Assistenzärztin | Melissa DuPrey                | Lea Kalbhenn                                                      | 17.03–17.04, 17.10, 17.12, 17.16–18.03, 18.05, 18.10 | 17–18                    | | 2020–2022                                        |
| Dr. James Chee                       | Assistenzarzt | Robert I. Mesa                | Daniel Gärtner                                                    | 17.03, 17.12–17.13, 17.15, 17.17, 18.02–18.04 | 17–18                    | | 2020–2021                                        |
| Dr. David Hamilton                   | Chirurg an der Mayo Clinic (Minnesota), Parkinson-Patient von Meredith und Amelia | Peter Gallagher               | Erich Räuker                                                      | 18.01–18.02, 18.05, 18.07–18.09, 18.11, 18.13, 18.15 | 18                       | | 2021–2022                                        |
| Dr. Michelle Lin                     | Leiterin der plastischen Chirurgie am Grey Sloan (S18) | Lynn Chen                     | Greta Galisch                                                     | 18.01, 18.03, 18.07, 18.10, 18.18 | 18                       | | 2021–2022                                        |
| Dr. Kai Bartley                      | Forscht an der Mayo Clinic, Affäre von Amelia (S18–S19) | E.R. Fightmaster              | Runa Aléon                                                        | 18.02–18.03, 18.05, 18.07–18.09, 18.11–18.13, 18.15, 18.18, 18.20, 19.03, 19.09, 19.14–19.15 | 18–19                    | | 2021–2023                                        |
| Dr. Jordan Wright                    | Assistenzarzt | Greg Tarzan Davis             | Jan Makino                                                        | 18.07–18.11, 18.13–18.16 | 18                       | | 2021–2022                                        |
| Wendell Ndugu                        | Bruder von Winston | Rome Flynn                    | Adam Nümm                                                         | 18.15–18.18 | 18                       | | 2022                                             |
| Trey Delgado                         | Ex-Verlobter von Simone | William Martinez              | Niklas Kohrt                                                      | 19.08–19.09, 19.11, 19.19–19.20 | 19                       | | 2023                                             |
| Maxine Anderson                      | Patientin im Grey Sloan, Mitbewohnerin von Jules | Juliet Mills                  | Sonja Deutsch                                                     | 19.12, 19.17–20.01 | 19–20                    | | 2023–2024                                        |
| Dr. Monica Beltran                   | Oberärztin der Kinderchirurgie (seit S20), Affäre von Winston (S20) | Natalie Morales               | Franciska Friede                                                  | 20.03–20.04, 20.06, 20.08–20.10, 21.02, 21.05–21.06, 21.12, 21.16, 21.18 | 20–                      | | 2024–                                            |
| Dr. Cass Beckman                     | Traumachirurgin im Seattle Presbyterian, Affäre von Teddy (S21) | Sophia Bush                   |                                                                   | 21.06, 21.08, 21.11, 21.13 | 21–                      | | 2024–                                            |
| James Morgan                         | Seelensorger am Grey Sloan, Affäre und Freund von Levi (S21) | Michael Thomas Grant          |                                                                   | 21.01-21.17 |                          | |                                                  |

### Gastdarsteller aus den Spin-OffsPrivate PracticeundStation 19
| Rolle                 | Zusatzinformationen                                      | Schauspieler        | Synchronsprecher         | Staffel      | Nebenrolle (Folgen)                                                 |
| --------------------- | -------------------------------------------------------- | ------------------- | ------------------------ | ------------ | ------------------------------------------------------------------- |
| Dr. Sam Bennett       | Freund von Derek, Mark und Addison                       | Taye Diggs          | Leon Boden               | 3, 5         | 3.22–3.23, 5.15                                                     |
| Dr. Naomi Bennett     | Freundin von Derek, Mark und Addison                     | Merrin Dungey       | Katrin Zimmermann        | 3            | 3.22–3.23                                                           |
| Dr. Naomi Bennett     | Freundin von Derek, Mark und Addison                     | Audra McDonald      | Claudia Urbschat-Mingues | 5            | 5.15                                                                |
| Dr. Cooper Freedman   | Kollege von Addison                                      | Paul Adelstein      | Bernd Vollbrecht         | 3            | 3.22–3.23                                                           |
| Dr. Pete Wilder       | Kollege von Addison                                      | Tim Daly            | Thomas Nero Wolff        | 3            | 3.22–3.23                                                           |
| Dr. Violet Turner     | Kollegin von Addison                                     | Amy Brenneman       | Elisabeth Günther        | 3            | 3.22–3.23                                                           |
| William 'Dell' Parker | Freund von Sam und Naomi                                 | Chris Lowell        | Sebastian Schulz         | 3            | 3.22–3.23                                                           |
| Andrea „Andy“ Herrera | Lieutenant von Station 19                                | Jaina Lee Ortiz     | Mia Diekow               | 14–15, 18–19 | 14.13, 15.04, 15.23, 18.05, 19.06                                   |
| Dean Miller           | Feuerwehrmann von Station 19                             | Okieriete Onaodowan | Simon Derksen            | 15–18        | 15.04, 16.09, 16.12, 17.01, 18.05                                   |
| Robert Sullivan       | Feuerwehrmann von Station 19                             | Boris Kodjoe        | Stefan Lehnen            | 15, 19       | 15.23, 19.06                                                        |
| Victoria Hughes       | Feuerwehrfrau von Station 19, Freundin von Jackson (S16) | Barrett Doss        | Sarah Riedel             | 16–19        | 16.01, 16.03–16.04, 16.09, 16.12, 16.15, 16.17, 17.01, 18.05, 19.16 |
| Pruitt Herrera        | ehem. Captain von Station 19                             | Miguel Sandoval     | Kaspar Eichel            | 16           | 16.09                                                               |
| Jack Gibson           | Lieutenant von Station 19                                | Grey Damon          | Ricardo Richter          | 16–18        | 16.09, 17.01, 18.05                                                 |
| Maya Bishop           | Lieutenant von Station 19, Frau von Carina (seit S16)    | Danielle Savre      | Carolina Vera            | 16–17, 19    | 16.14, 17.01, 17.07–17.08, 19.12, 19.16                             |
| Travis Montgomery     | Feuerwehrmann von Station 19                             | Jay Hayden          | Sebastian Kluckert       | 17–18        | 17.01, 17.06, 18.05, 18.20                                          |
| Theo Ruiz             | Lieutenant von Station 19                                | Carlos Miranda      | Jeremias Koschorz        | 18–20        | 18.05, 19.06, 20.10                                                 |

### Personalentscheidungen

#### Isaiah Washington
Isaiah Washington sprach bei einer Pressekonferenz nach der Verleihung der Golden Globe Awards 2007 über die Homosexualität von T. R. Knight. Zuvor hatte es angeblich während der Dreharbeiten eine Auseinandersetzung zwischen Washington und Patrick Dempsey gegeben, bei der Ersterer sich über ein anderes Mitglied der Besetzung als Faggot (Schwuchtel) äußerte. Dieser andere Schauspieler stellte sich als T. R. Knight heraus, der daraufhin seine sexuelle Orientierung öffentlich machte. In einer öffentlichen Stellungnahme bedauerte Washington später seine „unglückliche Wortwahl“. Nach Diskussion in den Medien und Protesten der Lesben- und Schwulenbewegung in den USA strich die Produktionsfirma die Figur Preston Burke am Ende der dritten Staffel 2007 aus der Serie.
In der 22. Folge der zehnten Staffel absolvierte Washington 2014 im Zuge des Ausstiegs von Sandra Oh einen Gastauftritt.

#### Kate Walsh
Kate Walshs Figur Dr. Addison Forbes-Montgomery trat nach Ende der dritten Staffel 2007 aus dem Hauptcast aus. In dem Spin-off Private Practice setzte sie die Darstellung der Dr. Montgomery jedoch bis ins Jahr 2013 fort. In den Staffeln vier bis acht hatte Walsh jeweils Gastauftritte. 14 Jahre nach ihrem Ausstieg aus dem Hauptcast kehrte Walsh in Staffel 18 für drei Folgen und Staffel 19 als Gast zurück.

#### Brooke Smith
Am 3. November 2008 wurde bekannt gegeben, dass Brooke Smith, die Dr. Erica Hahn darstellte, die Serie mit der am 6. November 2008 ausgestrahlten Episode verlassen würde. Die Autorin der Serie, Shonda Rhimes, sagte in einem Interview, dass die Magie zwischen den Figuren nicht langfristig aufrechterhalten werden konnte. Die Darstellung einer lesbischen Figur sei nicht ursächlich gewesen.

#### T. R. Knight
Am 22. Juni 2009 wurde bekannt gegeben, dass T. R. Knight aus seinem Vertrag entlassen wurde und somit die Darstellung seiner Rolle George O’Malley nach der 5. Staffel beenden wird. Er begründet seine Entscheidung damit, dass seine Rolle in der Serie untergegangen sei und er zu wenig Auftrittszeit hatte. Shonda Rhimes erklärte, dass dies auf die Vorbereitungen für das Finale, welches in den USA am 14. Mai 2009 ausgestrahlt wurde, zurückzuführen sei.
In Folge 4 der 17. Staffel, die am 3. Dezember 2020 ausgestrahlt wurde, kam T. R. Knight für einen Gastauftritt in seiner Rolle als George O' Malley zurück.

#### Katherine Heigl
Nach langwierigen Spekulationen gaben Katherine Heigl und ABC im März 2010 Heigls Ausstieg und damit das Ende ihrer Darstellung der Isobel „Izzie“ Stevens mit der am 21. Januar 2010 gesendeten Folge in Staffel 6 bekannt.

#### Chyler Leigh
Kurz vor dem Finale der achten Staffel gab Shonda Rhimes 2012 bekannt, dass ein „geliebtes“ Mitglied des Hauptcast in der finalen Folge der achten Staffel sterben würde. Mit Ausstrahlung der Folge wurde schließlich bekannt, dass es sich um Chyler Leighs Figur Alexandra „Lexie“ Grey handelte. Shonda Rhimes bestätigte, dass es für sie nicht einfach war, aber dass beide zusammen letzten Endes zu dieser Entscheidung gekommen seien.
In Folge 10 der 17. Staffel die am 1. April 2021 ausgestrahlt wurde, kam Chyler Leigh für einen Gastauftritt in ihrer Rolle als Lexie Grey zurück.

#### Kim Raver
Shonda Rhimes sagte 2012 in einem Interview, sie habe vorerst keine weitere Geschichte für Teddy Altman zu erzählen. Aus diesem Grund sei Kim Raver dazu bereit, ihrer Serienfigur eine „langverdiente Pause“ zu geben und die Serie vorerst zu verlassen. Im Juni 2017 wurde bekannt gegeben, dass Kim Raver die Rolle der Teddy Altman in Staffel 14 wieder aufnehmen wird. Mit Staffel 15, die 2018 startete, wurde Raver wieder in den Hauptcast aufgenommen.

#### Eric Dane
Nach Bekanntwerden des Ausstiegs von Chyler Leigh und Kim Raver nach der achten Staffel erwähnte Shonda Rhimes, dass eventuell noch weitere Darsteller die Serie verlassen könnten. Ende Juli 2012 gab Eric Dane offiziell seinen Ausstieg aus der Serie bekannt. Die 2. Folge der neunten Staffel war die letzte Folge, in der Dane in seiner Rolle zu sehen war. Er gab an, dass er „allen zu Dank verpflichtet wäre“ und nun „andere Engagements verfolgen werde“.
In Folge 10 der 17. Staffel die am 1. April 2021 ausgestrahlt wurde, kam Eric Dane für einen Gastauftritt in seiner Rolle als Mark Sloan zurück.

#### Sandra Oh
Während der ersten Probe zur 200. Folge der Serie gab Sandra Oh 2013 bekannt, dass sie nach der aktuell produzierten zehnten Staffel und dem Auslaufen ihres Vertrages die Serie verlassen würde. Sie gab an, dass sie „bereits vor einem Jahr über ihre langfristige Zukunft bei ‚Grey’s Anatomy‘ nachgedacht [habe], als es um die Verlängerung ihres Vertrags ging“. Oh selber sagte, dass sie sich bei der letzten Vertragsverlängerung zwei Jahre Zeit gegeben habe, um sich von ihrer Paraderolle zu verabschieden. Auch nach einem Jahr hätte sie ihre Meinung nicht geändert: „Aus kreativer Sicht habe ich der Figur alles gegeben (und alles durchlebt) und bin bereit, loszulassen.“

#### Gaius Charles und Tessa Ferrer
Nachdem die Rollen von Gaius Charles und Tessa Ferrer mit Beginn der zehnten Staffel zu Hauptrollen ausgebaut worden waren, wurde Ende März 2014 bekannt gegeben, dass die beiden Schauspieler in der elften Staffel der Serie nicht zurückkehren werden. Ferrer war jedoch 2016 in der 13. Staffel wieder vorübergehend in ihrer Rolle als Dr. Murphy zu sehen.

#### Patrick Dempsey
Patrick Dempsey verließ die Serie Ende April 2015 in der elften Staffel. In einem Statement von ABC hieß es, dass Dempsey nach elf Staffeln Grey’s Anatomy verlässt […] um sich anderen Interessen zu widmen.
In der 17. Staffel kam Dempsey für einige Gastauftritte in seiner Rolle als Derek Shepherd zurück.

#### Sara Ramirez
Im Mai 2016 wurde bekannt, dass Sara Ramírez die Serie nach dem Finale der 12. Staffel auf eigenen Wunsch verlassen wird.

#### Jerrika Hinton
Anfang Februar 2017 wurde bekanntgegeben, dass Jerrika Hinton nach der damals aktuell ausgestrahlten 13. Staffel zugunsten einer Hauptrolle in der HBO-Drama-Serie Here and Now aus dem Hauptcast von Grey’s Anatomy ausscheiden wird.

#### Jessica Capshaw und Sarah Drew
Anfang März 2018 wurde bekannt, dass die beiden langjährigen Hauptdarstellerinnen Jessica Capshaw und Sarah Drew nach der 14. Staffel die Serie verlassen werden. Die Entscheidung wurde hierbei von den Produzenten getroffen.
In Folge 14 der 17. Staffel und im Staffelfinale der 18. Staffel kam Drew für zwei Gastauftritte in ihrer Rolle als April Kepner zurück.

#### Justin Chambers
Anfang Januar 2020 wurde bekannt, dass der langjährige Hauptdarsteller Justin Chambers die Serie Mitte der 16. Staffel verlassen wird, um sich auf andere Projekte konzentrieren zu können.

#### Giacomo Gianniotti
Im Zuge der Produktion der 17. Staffel wurde von den Produzenten entschieden, sich von Gianniottis Serienfigur Andrew DeLuca zu trennen und der Geschichte, die sie geplant hatten, das „bestmögliche“ Ende zu geben. DeLuca starb daraufhin Mitte der 17. Staffel den Serientod.

#### Jesse Williams
Anfang Mai 2021 wurde bekannt, dass der langjährige Hauptdarsteller Jesse Williams die Serie nach 12 Staffeln verlassen wird. Die letzte Folge der 17. Staffel markierte seinen letzten Auftritt als Jackson Avery. Williams verließ die Serie auf eigenen Wunsch. Im Staffelfinale der 18. Staffel und in Folge fünf der 19. Staffel kam Williams für Gastauftritte zurück.

#### Ellen Pompeo
Vor der Ausstrahlung der 19. Staffel wurde bekannt gegeben, dass die Hauptdarstellerin Ellen Pompeo nur in acht Episoden dabei sein und aus dem Hauptcast nach der 19. Staffel aussteigen wird. Pompeo wird dennoch in der gesamten Staffel 19 die Off Voice-Stimme übernehmen. Pompeo sagte, dass sie für Gastauftritte in der kommenden 20. Staffel offen sei.

#### Kelly McCreary
Im März 2023 gab die Darstellerin Kelly McCreary bekannt, dass sie die Serie nach neun Jahren in Mitte der 19. Staffel verlassen werde und dankbar sei, diese Rolle gespielt haben zu dürfen.

## Produktion
Der Drehort für Außenaufnahmen des Seattle Grace Hospital ist Fisher Plaza, wo KOMO-TV, eine Station des ABC Network, seinen Sitz hat. Dieser Drehort liegt direkt an bedeutenden Bauwerken wie der Space Needle und der Seattle Monorail. Die meisten Innenaufnahmen entstehen im VA Sepulveda Ambulatory Care Center in der Plummer Street in North Hills, Kalifornien.
Die Autorin Shonda Rhimes betrieb bis Mai 2011 neben dem Weblog „Grey Matter“ auch einen wöchentlichen Podcast, der Hintergrundinformationen und Kommentare der Schauspieler enthält.
Am 26. September 2007 startete ein Spin-off namens Private Practice  mit Kate Walsh in der Hauptrolle, die die Handlung um Dr. Addison Montgomery nach ihrem Umzug nach Los Angeles zeigt. Die Folge 3.22 „The Other Side of This Life“ diente als Backdoor-Pilot zur Serie. Die Serie endete am 22. Januar 2013 nach insgesamt sechs Staffeln mit 111 Folgen.
Ein weiterer Ableger wurde unter dem Titel Station 19 ab dem 22. März 2018 ausgestrahlt, als Jason George in seiner Rolle als Ben Warren zur Feuerwehr wechselte, nachdem er nach der Explosion im Krankenhaus gemerkt hatte, dass ihn das glücklicher macht als der Arztberuf. Die deutschsprachige Erstausstrahlung erfolgte ab Juli 2018 bei ORF eins. In Deutschland wird die Serie unter dem Namen Seattle Firefighters – Die jungen Helden ab August 2018 ausgestrahlt.

## Reichweite
- Die Episoden der ersten Staffel erreichten im Durchschnitt 18,5 Millionen Zuschauer, was Rang neun unter den während der Prime Time gesendeten Fernsehserien bedeutete.[31]
- Die Grey’s-Anatomy-Folge, die am 5. Februar 2006 nach dem Super Bowl ausgestrahlt wurde, erreichte 38,1 Millionen Zuschauer.
- Einige Wochen nach diesem Ereignis übertrafen die Quoten von Grey’s Anatomy die des Lead-in Desperate Housewives. Durchschnittlich sahen 19,9 Millionen Zuschauer eine Folge, was Platz fünf unter den Primetime-Serien bedeutete.[32]
- Direkt am ersten Ausstrahlungstermin schlug Grey’s Anatomy mit einem Marktanteil von 10,9 Prozent in der Altersgruppe von 18 bis 49 Jahre ein, während CSI nur 3,4 Prozent erreichte.
- Gleichzeitig erreichte Grey’s Anatomy mit 25,14 Millionen Zuschauern drei Millionen Zuschauer mehr als CSI.[33] Im Durchschnitt erreichten die Folgen 19,5 Millionen Zuschauer, was Rang sechs unter den Primetime-Serien bedeutete.

## Ausstrahlung

### Vereinigte Staaten
Die Pilotfolge von Grey’s Anatomy wurde in den USA am 27. März 2005 auf ABC ausgestrahlt. Die erste Staffel endete am 22. Mai 2005 nach neun Folgen, obwohl erst 14 Folgen veranschlagt waren, um mit der Serie Desperate Housewives, die auf dem vorherigen Sendeplatz lag, gleichzeitig zu enden. Die zweite Staffel wurde ebenfalls auf ABC auf dem Sendeplatz nach Desperate Housewives gesendet. Der Sender begann die Ausstrahlung am 25. September 2005 und endete am 15. Mai 2006.
Nach dem Ende der zweiten Staffel testete ABC eine Verlegung des Sendeplatzes vom Sonntag auf den Donnerstag. Dafür wurde eine Wiederholung gesendet, die sich gegen CSI: Den Tätern auf der Spur und Without a Trace – Spurlos verschwunden auf CBS, O.C., California auf FOX und Emergency Room – Die Notaufnahme auf NBC gut behaupten konnte, sodass der Sendetag gewechselt wurde. Die Ausstrahlung der dritten Staffel begann am 21. September 2006 und endete am 17. Mai 2007. Am 27. September 2007 begann ABC mit der Ausstrahlung der vierten Staffel. Nach der Unterbrechung der Serie aufgrund des Autorenstreiks wurde am 22. Mai 2008 die letzte Folge der vierten Staffel gesendet. Die fünfte Staffel begann am 25. September 2008 mit einer zweistündigen Folge und endete am 14. Mai 2009 mit einer Doppelfolge. Die sechste Staffel wurde vom 24. September 2009 bis zum 20. Mai 2010 auf dem US-Sender ABC ausgestrahlt. Die erste Folge der siebten Staffel wurde am 23. September 2010 in den USA erstmals ausgestrahlt.
Am 10. Januar 2011 verlängerte ABC die Serie um eine achte Staffel, die vom 22. September 2011 bis zum 17. Mai 2012 gesendet wurde. Am 10. Mai 2012 gab ABC die Produktion einer neunten Staffel bekannt, die vom 27. September 2012 bis zum 16. Mai ausgestrahlt wurde. Zwischen dem 26. September 2013 und dem 15. Mai 2014 wurde die zehnte Staffel ausgestrahlt, welche die 200. Folge der Serie beinhaltet. Diese wurde am 10. Oktober 2013 ausgestrahlt.
Im Mai 2014 wurde die Produktion einer elften Staffel angekündigt. Diese wurde vom 25. September 2014 bis zum 14. Mai 2015 ausgestrahlt. Im Mai 2015 gab ABC eine zwölfte Staffel in Auftrag. Deren Ausstrahlung begann auf ABC am 24. September 2015. Die 13. Staffel soll am 22. September 2016 auf ABC ihre Premiere haben. Die Ausstrahlung der 14. Staffel begann am 28. September 2017 auf dem Sender ABC. Die 14. Staffel umfasst 24 Episoden.
Im Februar 2017 wurde die Produktion einer 14. Staffel angekündigt, welche zwischen September 2017 und Mai 2018 in den USA ausgestrahlt wurde. Die 300. Episode der Serie wurde am 9. November 2017 in den Vereinigten Staaten ausgestrahlt. Im April 2018 wurde die Serie um eine 15. Staffel verlängert, Ellen Pompeo erhielt einen Vertrag für die 15. und 16. Staffel.
Die 300. Episode der Serie wurde am 9. November 2017 in den Vereinigten Staaten ausgestrahlt. Im April 2018 wurde die Serie um eine 15. Staffel verlängert, die ab 27. September 2018 in den USA gezeigt wurde. Am 10. Mai 2019 wurde die Serie um eine 16. Staffel sowie um eine 17. Staffel verlängert, die ab 26. September 2019 erstausgestrahlt wurde.
Aufgrund der COVID-19-Pandemie wurde die 16. Staffel mit der 21. Folge im April 2020 vorzeitig beendet.
Staffel 20 wurde am 24. März 2023 in den USA angekündigt.

### Österreich
Der öffentlich-rechtliche Sender ORF 1 sendete die erste Staffel als erster deutschsprachiger Sender vom 9. März bis zum 27. April 2006 im Zweikanalton. Die zweite Staffel wurde vom 4. Mai bis zum 18. Dezember 2006 ausgestrahlt, die dritte war vom 5. März bis 26. November 2007 zu sehen. Die vierte Staffel wurde zwischen dem 11. Februar und dem 6. Oktober 2008 mit einer Unterbrechung in den Sommermonaten ausgestrahlt. Die fünfte Staffel wurde von 13. April 2009 bis 31. August 2009 gesendet. Die sechste Staffel wurde von 29. März 2010 bis 27. September 2010 auf ORF 1 ausgestrahlt. Die siebte Staffel startete am 28. März 2011 und endete am 15. August 2011 auf ORF eins. Die achte Staffel wurde 2012 ausgestrahlt. Die neunte Staffel wurde von Januar bis April sowie vom 21. Oktober bis zum 23. Dezember 2013 gesendet. Ab 27. Januar 2014 wurde die zehnte Staffel gezeigt. Die elfte Staffel wurde ab dem 19. Januar 2015 ausgestrahlt. Die Staffeln 12 bis 14 wurden jeweils ab März zeitgleich mit SRF zwei als deutschsprachige Erstausstrahlung gesendet.
Staffel 19 wird seit 17. April 2023 gezeigt.

### Schweiz
In der Schweiz wurde die erste Staffel vom 13. März 2006 bis zum 1. Mai 2006 gezeigt, wobei sie die erste Folge ausließen. Die zweite vom 8. Mai bis zum 27. November 2006 auf SRF zwei. Die Ausstrahlung der dritten Staffel begann am 5. März und endete am 27. August 2007. Die Ausstrahlung der vierten Staffel startete am 11. Februar 2008 und endete frühzeitig mit der Folge Die Heilerin am 21. April 2008. Nach einer Unterbrechung wegen des Autorenstreiks wurden die letzten sechs Folgen der vierten Staffel vom 25. August bis zum 6. Oktober 2008 ausgestrahlt. Die fünfte Staffel startete am 12. Januar 2009 und endete mit der Folge Wünsch dir was am 23. März 2009. Nach einer zweieinhalbmonatigen Pause startete die zweite Hälfte der fünften Staffel am 8. Juni 2009 und endete am 31. August 2009. Die sechste Staffel startete am 15. März 2010 mit einer Doppelfolge und endete am 30. August 2010. Die siebte Staffel wurde vom 28. März 2011 bis zum 15. August 2011 gezeigt. Die achte Staffel wurde vom 26. März 2012 bis zum 12. November 2012 gezeigt, mit einer zweimonatigen Pause. Die neunte Staffel sendete SRF zwei als deutschsprachige Erstausstrahlung vom 7. Januar bis zum 21. Oktober 2013. Ab 27. Januar 2014 wurde die zehnte Staffel ausgestrahlt. Ab dem 19. Januar 2015 wurde die elfte Staffel als deutschsprachige Erstausstrahlung gezeigt. Die Staffeln 12 bis 14 wurden jeweils ab März zeitgleich mit dem ORF als deutschsprachige Erstausstrahlung gesendet.

### Deutschland
In Deutschland erhielt Grey’s Anatomy in den ersten Staffeln den ergänzenden Untertitel Die jungen Ärzte. Die synchronisierte Fassung von Grey’s Anatomy – Die jungen Ärzte startete in Deutschland am 14. März 2006 beim Privatsender ProSieben. Nach einer schwachen ersten Staffel in der Primetime am Dienstag sendete Pro 7 die komplette zweite Staffel und die erste Hälfte der dritten Staffel zwei Stunden später, wo die Serie bessere Quoten erzielte. Nach einigen Monaten Pause begann der Sender im September 2007 die restlichen Folgen der dritten Staffel auf einem neuen Sendeplatz am Mittwoch auszustrahlen. Hier erreichte die Serie ihre stärksten Quoten aller Staffeln. Nachdem auch die gesamte vierte Staffel um 21:15 Uhr ausgestrahlt worden war, verlegte Pro 7 die Serie wieder in die Primetime, wo sie seit 2009 jeweils vom Frühjahr bis zum Herbst gesendet wird. Aufgrund der Sendezeit um 20:15 Uhr (in der ersten, fünften und sechsten Staffel) sind einige Folgen, für die Freigabe ab 18, in den Fällen zensiert, in denen die entsprechende Episode eine Freigabe ab 16 Jahren erhalten hat. So wurde auch die vorletzte Folge der sechsten Staffel um einige Minuten gekürzt, um diese Episode um 20:15 Uhr senden zu können. Ab 2013 teilten sich ProSieben und Sixx die Ausstrahlung der Sendung.
Die siebte Staffel wurde zwischen dem 30. März und 17. August 2011 ununterbrochen auf ProSieben gesendet. Die ersten 11 Folgen der achten Staffel zeigte ProSieben vom 28. März 2012 bis zum 6. Juni 2012, die übrigen Episoden wurden zwischen dem 10. Oktober 2012 und dem 2. Januar 2013 ausgestrahlt. Von dem 9. Januar 2013 bis zum 10. April wurden die ersten 14 Folgen der neunten Staffel gesendet. Danach folgte eine längere Pause als bei den vorherigen Staffeln. Die restlichen Episoden wurde im Dezember 2013 zunächst vom Bezahlfernsehsender ProSieben Fun ausgestrahlt, ehe sie ab Januar 2014 bei ProSieben zu sehen waren. Die Ausstrahlung der ersten zwölf Folgen der zehnten Staffel fand im Anschluss ab dem 12. Februar 2014 statt (nicht vorher im Bezahlfernsehen).
Die Ausstrahlung der 11. Staffel begann am 20. Mai 2015 auf ProSieben. Die Ausstrahlung der 12. Staffel begann am 6. April 2016 und endete am 14. Dezember 2016. Die Ausstrahlung erfolgte auf ProSieben. Die 13. Staffel wurde seit dem 29. März 2017 bei ProSieben zunächst in Doppelfolgen ausgestrahlt, ab der 17. Folge bis zum Schluss der Staffel am 12. Juli 2017 in Einzelfolgen. Mit einer kurzen Unterbrechung wurde die 14. Staffel von April bis Oktober 2018 ausgestrahlt. Ab dem 27. März 2019 wurde die 15. Staffel mit 25 Episoden in wöchentlichen Abständen auf ProSieben ausgestrahlt. Die 16. Staffel startete bei ProSieben am 6. Mai 2020, nachdem sich die Ausstrahlung in Amerika auch durch die Covid-19-Pandemie verzögert hatte. Die 17. Staffel war ab dem 21. April in Deutschland auf Disney+ abrufbar, beginnend mit einem Crossover mit Station 19, ebenfalls auf Disney+. Frei empfangbar war die 17. Staffel seit dem 28. April 2021 auf ProSieben. Die deutsche Synchronisation der 18. Staffel läuft seit dem 21. März 2023 auf Disney+ und seit dem 28. März 2023 auf ProSieben.
Seit dem 17. April 2023 ist die 19. Staffel Grey’s Anatomy auf Disney+  im Streaming verfügbar.
| Staffel | Episoden | Sendezeitraum                   | Einschaltquoten | Einschaltquoten | Sendeplatz          | Sender    |
| Staffel | Episoden | Sendezeitraum                   | 14 bis 49       | Gesamt          | Sendeplatz          | Sender    |
| ------- | -------- | ------------------------------- | --------------- | --------------- | ------------------- | --------- |
| 1       | 9        | März bis Mai 2006               | ø 7,0 %         | ø 4,6 %         | Dienstags 20:15 Uhr | ProSieben |
| 2       | 27       | September 2006 bis März 2007    | ø 12,5 %        | ø 7,0 %         | Dienstags 22:15 Uhr | ProSieben |
| 3       | 12       | April bis Juni 2007             | ø 14,7 %        | ø 8,3 %         | Dienstags 22:15 Uhr | ProSieben |
| 3       | 13       | September bis November 2007     | ø 16,7 %        | ø 8,1 %         | Mittwochs 21:15 Uhr | ProSieben |
| 4       | 11       | Februar bis April 2008          | ø 14,3 %        | ø 7,3 %         | Mittwochs 21:15 Uhr | ProSieben |
| 4       | 6        | September bis Oktober 2008      | ø 13,9 %        | ø 7,2 %         | Mittwochs 21:15 Uhr | ProSieben |
| 5       | 24       | April bis September 2009        | ø 14,3 %        | ø 6,9 %         | Mittwochs 20:15 Uhr | ProSieben |
| 6       | 10       | März bis Mai 2010               | ø 14,8 %        | ø 7,1 %         | Mittwochs 20:15 Uhr | ProSieben |
| 6       | 14       | Juli bis Oktober 2010           | ø 14,6 %        | ø 6,8 %         | Mittwochs 20:15 Uhr | ProSieben |
| 7       | 22       | März bis August 2011            | ø 14,1 %        | ø 6,4 %         | Mittwochs 20:15 Uhr | ProSieben |
| 8       | 11       | März bis Juni 2012              | ø 11,4 %        | ø 5,4 %         | Mittwochs 20:15 Uhr | ProSieben |
| 8       | 13       | Oktober 2012 bis Januar 2013    | ø 11,4 %        | ø 5,4 %         | Mittwochs 20:15 Uhr | ProSieben |
| 9       | 14       | Januar 2013 bis April 2013      | ø 11,0 %        | ø 5,2 %         | Mittwochs 20:15 Uhr | ProSieben |
| 9       | 10       | Januar 2014 bis Februar 2014    | ø 11,5 %        | ø 5,3 %         | Mittwochs 20:15 Uhr | ProSieben |
| 10      | 12       | Februar 2014 bis April 2014     | ø 10,8 %        | ø 5,1 %         | Mittwochs 20:15 Uhr | ProSieben |
| 10      | 12       | Oktober 2014 bis Dezember 2014  | ø 10,8 %        | ø 5,1 %         | Mittwochs 20:15 Uhr | ProSieben |
| 11      | 12       | Mai bis Juni 2015               | ø 10,2 %        |                 | Mittwochs 20:15 Uhr | ProSieben |
| 11      | 13       | Februar bis April 2016          | ø 11,4 %        |                 | Mittwochs 20:15 Uhr | ProSieben |
| 12      | 13       | April bis Mai 2016              | ø 12,6 %        | ø 5,6 %         | Mittwochs 20:15 Uhr | ProSieben |
| 12      | 11       | August bis Dezember 2016        | ø 9,8 %         | ø 4,4 %         | Mittwochs 20:15 Uhr | ProSieben |
| 13      | 24       | März bis Juli 2017              | ø 10,8 %        | ø 4,8 %         | Mittwochs 20:15 Uhr | ProSieben |
| 14      | 9        | April bis Juni 2018             | ø 12,2 %        | ø 5,2 %         | Mittwochs 20:15 Uhr | ProSieben |
| 14      | 15       | Juli bis Oktober 2018           |                 |                 | Mittwochs 20:15 Uhr | ProSieben |
| 15      | 25       | März bis September 2019         |                 |                 | Mittwochs 20:15 Uhr | ProSieben |
| 16      | 21       | 6. Mai bis 25. November 2020    |                 |                 | Mittwochs 21:15 Uhr | ProSieben |
| 17      | 17       | 28. April bis 8. September 2021 |                 |                 | Mittwochs 21:15 Uhr | ProSieben |
| 18      | 20       | 28. März bis 22. August 2022    | ø 6,1 %         | ø 2,9 %         | Mittwochs 21:15 Uhr | ProSieben |
| 19      | 20       | 24. April bis 28. August 2023   |                 |                 | Montag 20:15 Uhr    | ProSieben |

## Veröffentlichungen

### DVDs
Deutschland/Österreich/Schweiz
- Staffel 1 erschien am 19. Oktober 2006
- Staffel 2.1 erschien am 18. Januar 2007
- Staffel 2.2 erschien am 5. April 2007
- Staffel 2 komplett erschien am 12. Juni 2008
- Staffel 3.1 erschien am 11. Oktober 2007
- Staffel 3.2 erschien am 17. Januar 2008
- Staffel 3 komplett erschien am 24. September 2009
- Staffel 4.1 erschien am 16. Oktober 2008
- Staffel 4.2 erschien am 11. Dezember 2008
- Staffel 4 komplett erschien am 1. April 2010
- Staffel 5.1 erschien am 22. Oktober 2009
- Staffel 5.2 erschien am 17. Dezember 2009
- Staffel 5 komplett erschien am 14. Oktober 2010
- Staffel 6.1 erschien am 14. Oktober 2010
- Staffel 6.2 erschien am 2. Dezember 2010
- Staffel 6 komplett erschien am 18. August 2011
- Staffel 7.1 erschien am 27. Oktober 2011
- Staffel 7.2 erschien am 1. Dezember 2011
- Staffel 7 komplett erschien am 12. April 2012
- Staffel 8 erschien am 24. Januar 2013
- Staffel 9 erschien am 20. März 2014
- Staffel 10 erschien am 18. Dezember 2014
- Staffel 11 erschien am 31. März 2016
- Staffel 12 erschien am 5. Januar 2017
- Staffel 13 erschien am 26. Oktober 2017
- Staffel 14 erschien am 8. November 2018
- Staffel 15 erschien am 27. März 2019
- Staffel 16 erschien am 26. November 2020
- Staffel 17 erschien am 18. November 2021
- Staffel 18 erschien am 24. November 2022

Vereinigte Staaten (USA)
- Staffel 1 erschien am 12. September 2005
- Staffel 2 erschien am 12. September 2006
- Staffel 3 erschien am 11. September 2007
- Staffel 4 erschien am 9. September 2008
- Staffel 5 erschien am 15. September 2009
- Staffel 6 erschien am 14. September 2010
- Staffel 7 erschien am 13. September 2011
- Staffel 8 erschien am 4. September 2012
- Staffel 9 erschien am 27. August 2013
- Staffel 10 erschien am 2. September 2014
- Staffel 11 erschien am 18. August 2015

### Bücher
Das Buch Grey’s Anatomy: OP-Getuschel/Bargeflüster ist ein Wende-Buch von Stacy McKee, Chris VanDusen und Kerstin Winter. Es erzählt die Geschichte der Assistenzärzte von ihrem ersten Tag an aus der Sicht der zynischen Stationsschwester Debbie und des schwulen Barbesitzers Joe. Beide Charaktere kommen in der Serie vor. Grey’s Anatomy: OP-Getuschel/Bargeflüster kam 2007 auf den deutschen Markt, umfasst 320 Seiten und ist broschiert.

### Video-Spiele
Anfang 2009 erschien das Video-Spiel Grey’s Anatomy: The Video-Game.

## Serienstil
Das hervorstechendste Stilmittel ist die Offstimme einer der Figuren. Diese stellt die Handlung in einen allgemeingültigen Zusammenhang und spiegelt Gedanken der Figur wider. In der Regel handelt es sich dabei um die Stimme von Meredith Grey, Ausnahmen sind:
- Folge 2.19, „Karma“ (George)
- Folge 2.26, „Kampf oder Flucht“ (sämtliche Grey’s-Anatomy-Hauptcharaktere)
- Folge 3.09, „Verrat“ (Cristina)
- Folge 3.25, „Fast am Ziel“ (Richard)
- Folge 4.11, „Die Heilerin“ (Miranda)
- Folge 4.17, „Freiheit (2)“ (keine Offstimme)
- Folge 5.13, „Zwischen Himmel und Hölle“ (Denny)
- Folge 5.19, „Liebesbrief im Aufzug“ (Alex)
- Folge 5.22, „Der schönste Tag im Leben“ (Izzie)
- Folge 6.02, „40 Tage (2)“ (sämtliche Grey’s-Anatomy-Hauptcharaktere)
- Folge 6.07, „Ein Moment des Friedens“ (Derek)
- Folge 6.13, „Schweres Erbe“ (Derek)
- Folge 6.15, „Zeitschleife“ (Richard)
- Folge 6.18, „Sterben ist nicht leicht“ (Owen)
- Folge 6.24, „Der Tod und seine Freunde (2)“ (Derek)
- Folge 7.06, „Seattle Medical“ (Cristina)
- Folge 7.18, „Der Song hinter dem Song“ (Callie)
- Folge 8.04, „Was macht Männer aus?“ (sämtliche männliche Hauptcharaktere)
- Folge 9.05, „Große Schritte“ (Cristina, Meredith und Dr. Craig Thomas)
- Folge 9.14, „Pegasus“ (Alex)
- Folge 9.21, „Das schlafende Monster“ (Miranda)
- Folge 10.01, „Schicksalsfragen“ (Richard)
- Folge 10.02, „Steh zu mir!“ (Richard)
- Folge 10.06, „Was uns ausmacht“ (Derek)
- Folge 10.09, „Entschuldigungen“ (Callie)
- Folge 10.17, „Weißt du, wer du bist?“ (Cristina)
- Folge 10.24, „Abschied“ (Cristina)
- Folge 11.02, „Das fehlende Puzzleteil“ (Maggie)
- Folge 11.05, „Auszeit“ (Arizona und Callie)
- Folge 11.11, „Höllenqualen“ (April)
- Folge 11.13, „Das Ende vor Augen“ (Dr. Nicole Herman)
- Folge 11.14, „Superhelden“ (Amelia)
- Folge 11.21 „Ein hoher Preis“ (Meredith und Derek)
- Folge 11.22 „Spurlos verschwunden - Teil 1“ (Dr. Ellis Grey)
- Folge 11.23 „Spurlos verschwunden - Teil 2“ (Meredith und Ellis)
- Folge 12.05 „Dinnerparty“ (keine Offstimme)
- Folge 12.10 „Alles Bestens“ (keine Offstimme)
- Folge 12.11 „Szenen einer Ehe“ (April)
- Folge 13.09 „Untergangsstimmung“ (Meredith, Amelia und Maggie)
- Folge 13.12 „Einmischen unerwünscht!“ (Jo)
- Folge 13.16 „Sprachlosigkeit“ (Jackson)
- Folge 14.04 „Aus dem Takt-Gefühl“ (Amelia)
- Folge 14.05 „Befreiungsschlag“ (Owen)
- Folge 14.10 „Seelenqualen“ (April)
- Folge 14.11 „Herzattacke“ (Miranda)
- Folge 14.17 „Tage wie dieser“ (April)
- Folge 15.07 „Was man nicht kommen sieht“ (Richard)
- Folge 16.19 „Liebe meines Lebens“ (Richard)
- Folge 17.05 „Paukenschlag“ (Miranda)
- Folge 17.12 „Zeichen der Zeit“ (Richard)
- Folge 17.14 „Neue Wege suchen“ (Jackson)
- Folge 19.15 „Die Macht der Gene“ (Maggie)

Die erste Nebenfigur, deren Stimme aus dem Off zu hören ist, ist Denny Duquette, der zu diesem Zeitpunkt bereits tot ist und nur als Halluzination von Izzie in der Serie auftritt. Man könnte also sagen, dass Izzies Gedanken wiedergegeben werden.
In der Folge „Seattle Medical“ ist die Offstimme von Cristina ein Interview.
Die Folge „Der Song hinter dem Song“ zeigt als Musical-Folge eine besondere Erzählweise. Hier werden Songs wie beispielsweise das Titellied der Serie Cosy In The Rocket oder der im Staffelfinale der zweiten Staffel verwendete Song Chasing Cars in die Handlung eingebaut und durch die Protagonisten interpretiert.
In der Folge „Große Schritte“ werden Telefonate zwischen Cristina und Meredith im Split Screen dargestellt. Zudem werden Momentaufnahmen ihrer aktuellen, situationsbedingten Gedanken aus dem Off gesprochen. Cristina erinnert sich kurz nach dessen Tod an verschiedene Aussagen ihres Mentors Dr. Craig Thomas, die mit seiner Stimme zu hören sind.

### Musik
- Die Band Snow Patrol schaffte mit dem Song Chasing Cars, der in der letzten Folge der zweiten Staffel verwendet wurde, ihren internationalen Durchbruch.[83]
- Alle englischen Episodentitel sind Songtitel – eine Wahl, die auch schon bei den Serien Desperate Housewives, One Tree Hill, Charmed und ALF getroffen wurde.

## Kritiken
- „Vielleicht hilft es ja, dass bei ‚Grey’s Anatomy‘ trotz allen Zielgruppengelabers ruhig auch Männer mitgucken dürfen. Nachher kann man ja gegenüber der Freundin immer noch abstreiten, dass man es genauso spannend fand, wer da mit wem anbandelte. Oder dass man sogar Gänsehaut hatte, als sie wieder einen Patienten aufgeschnitten und mit gesunder Tragik in letzter Minute das Leben gerettet haben, während Coldplay aus dem Off sinnschwere Balladen trällerten. Für diesen Moment legt man sich einfach das Gemecker darüber zurecht, dass die popmusikzugestopften ‚Grey’s‘-Episoden im Original nach Songtiteln benannt sind, zum Beispiel ‚The First Cut is the Deepest‘.“ – Peer Schader[84]
- „Pro7 verordnete jugendliche Unbeschwertheit: Grey’s Anatomy. Dass die fünf Thirtysomethings im Seattle Grace Hospital als Assistenzärzte arbeiten, ist letztlich nebensächlich. Es geht um Beziehungen, Geschlechtstrieb und Ambition, wie in jeder guten Seifenoper; die Patienten liefern die Stichwörter für coole Auftritte in Chirurgengrün. Die Serie ist ‚Sex and the City‘ auf Station. Medizin nicht für kranke, bedürftige Zuschauer, sondern als hippe Karriereoption für Yuppies.“ – Katja Werner[85]
- „Während der ER-Fan nach 12 Staffeln blind einen Luftröhrenschnitt machen könnte, lernt man bei ‚Grey’s Anatomy‘ eher mit der manchmal etwas nervigen Offstimme von Titelheldin Meredith Grey (Ellen Pompeo) über das Leben an sich zu sinnieren. Im Vergleich zu ihren Kollegen, wie der wunderbar zickigen asiatischen Streberin Cristina (Sandra Oh), bleibt die Hauptfigur dabei seltsam unscheinbar und blass.“ – Sandra Fomferek[86]

## Auszeichnungen
Eigentlich als Lückenfüller gedacht, war Grey’s Anatomy in den USA der zweiterfolgreichste Serienstart der Fernseh-Saison 2005 und ist zurzeit eine der erfolgreichsten Serien in den USA, was sich auch in der großen Menge an Preisen und Nominierungen widerspiegelt.

### Gewonnen
Emmy
- 2006
  - Bestes Casting für eine Fernsehserie: Linda Lowy, John Brace
- 2007
  - Beste Nebendarstellerin in einer Fernsehdramaserie: Sandra Oh, Chandra Wilson, Katherine Heigl
- 2010
  - Bestes Make-up für eine Serie (Sterben ist nicht leicht)
- 2011
  - Beste Gastdarstellerin in einer Fernsehdramaserie: Loretta Devine

Golden Globe
- 2006
  - Beste Nebendarstellerin in einer Serie: Sandra Oh
- 2007
  - Beste Serie – Drama

Screen Actors Guild Award
- 2006
  - Beste Darstellerin in einer Fernsehserie – Drama: Sandra Oh
- 2007
  - Beste Darstellerin in einer Fernsehserie – Drama: Chandra Wilson
  - Bestes Schauspielensemble – Drama

### Nominierungen
Emmy
- 2005
  - Bestes Casting für eine Fernsehdramaserie: Linda Lowy, John Brace
  - Beste Regie für eine Fernsehdramaserie: Peter Horton
  - Beste Nebendarstellerin in einer Fernsehdramaserie: Sandra Oh
- 2006
  - Beste Fernsehdramaserie
  - Beste Nebendarstellerin in einer Fernsehdramaserie: Sandra Oh, Chandra Wilson
  - Bester Gastdarsteller in einer Fernsehdramaserie: Kyle Chandler
  - Beste Gastdarstellerin in einer Fernsehdramaserie: Kate Burton, Christina Ricci
  - Bestes Drehbuch für eine Fernsehdramaserie: Shonda Rhimes, Krista Vernoff
- 2007
  - Beste Spezialeffekte in einer Fernsehdramaserie (Walk On Water)
  - Bestes Casting für eine Fernsehdramaserie: Linda Lowy, John Brace
  - Beste Fernsehdramaserie
  - Bester Nebendarsteller in einer Fernsehdramaserie: T. R. Knight
  - Beste Gastdarstellerin in einer Fernsehdramaserie: Kate Burton, Elizabeth Reaser
  - Bestes Prothetisches Make-up für eine Serie, eine Miniserie, einen Film oder ein Special (Alles nach Plan)
- 2008
  - Beste Nebendarstellerin in einer Fernsehdramaserie: Sandra Oh, Chandra Wilson
  - Beste Gastdarstellerin in einer Fernsehdramaserie: Diahann Carroll
- 2009
  - Beste Nebendarstellerin in einer Fernsehdramaserie: Sandra Oh, Chandra Wilson
  - Beste Gastdarstellerin in einer Fernsehdramaserie: Sharon Lawrence
  - Bestes Prothetisches Make-up für eine Serie, eine Miniserie, einen Film oder ein Special (Der Mann im Wald)
  - Bestes Make-up für eine Serie (Es war einmal, Teil 1 und Teil 2)
- 2010
  - Bestes Prothetisches Make-up für eine Serie, eine Miniserie, einen Film oder ein Special (How Intensive)
- 2011
  - Bestes Prothetisches Make-up für eine Serie, eine Miniserie, einen Film oder ein Special (Superfreak)

Golden Globe
- 2006
  - Beste Fernsehserie – Drama
- 2007
  - Bester Serien-Hauptdarsteller – Drama: Patrick Dempsey
  - Beste Serien-Hauptdarstellerin – Drama: Ellen Pompeo
  - Beste Nebendarstellerin – Serie: Katherine Heigl
- 2008
  - Beste Nebendarstellerin – Serie: Katherine Heigl
  - Beste Serie – Drama

Screen Actors Guild Award
- 2006
  - Bester Darsteller in einer Fernsehserie – Drama: Patrick Dempsey
  - Bestes Schauspielensemble – Drama
- 2008
  - Bestes Schauspielensemble – Drama

People’s Choice Award
- 2006
  - Beste Fernsehdramaserie
- 2007
  - Bester männlicher TV-Star: Patrick Dempsey
- 2008
  - Beste Fernsehdramaserie
  - Bester weiblicher TV-Star: Katherine Heigl
  - Bester männlicher TV-Star: Patrick Dempsey
  - Bester Scene-Stealing Star: Chandra Wilson
- 2009
  - Bester männlicher TV-Star: Patrick Dempsey
- 2010
  - Bester weiblicher TV-Star: Katherine Heigl
- 2013
  - Beste Fernsehdramaserie[87]
  - Beste Darstellerin in einer Fernsehserie – Drama: Ellen Pompeo[87]
- 2015
  - Beste Fernsehdramaserie
  - Beste Darstellerin in einer Fernsehserie – Drama: Drama: Ellen Pompeo[87]
- 2016
  - Beste Fernsehdramaserie
  - Beste Darstellerin in einer Fernsehserie – Drama: Drama: Ellen Pompeo[87]

### Weitere Auszeichnungen
- DGA Award – 2 Nominierungen (2006)
- WGA Award – 2 Nominierungen (2006), davon 1 Auszeichnung
- GLAAD Media Award – Outstanding Individual Episode für die Folge Where the Boys Are (2007)[88]
- Image Award 2009 – Auszeichnung als Beste Drama-Serie und für Chandra Wilson als Beste Hauptdarstellerin in einer Drama-Serie